# Tōhoku-Erdbeben 2011

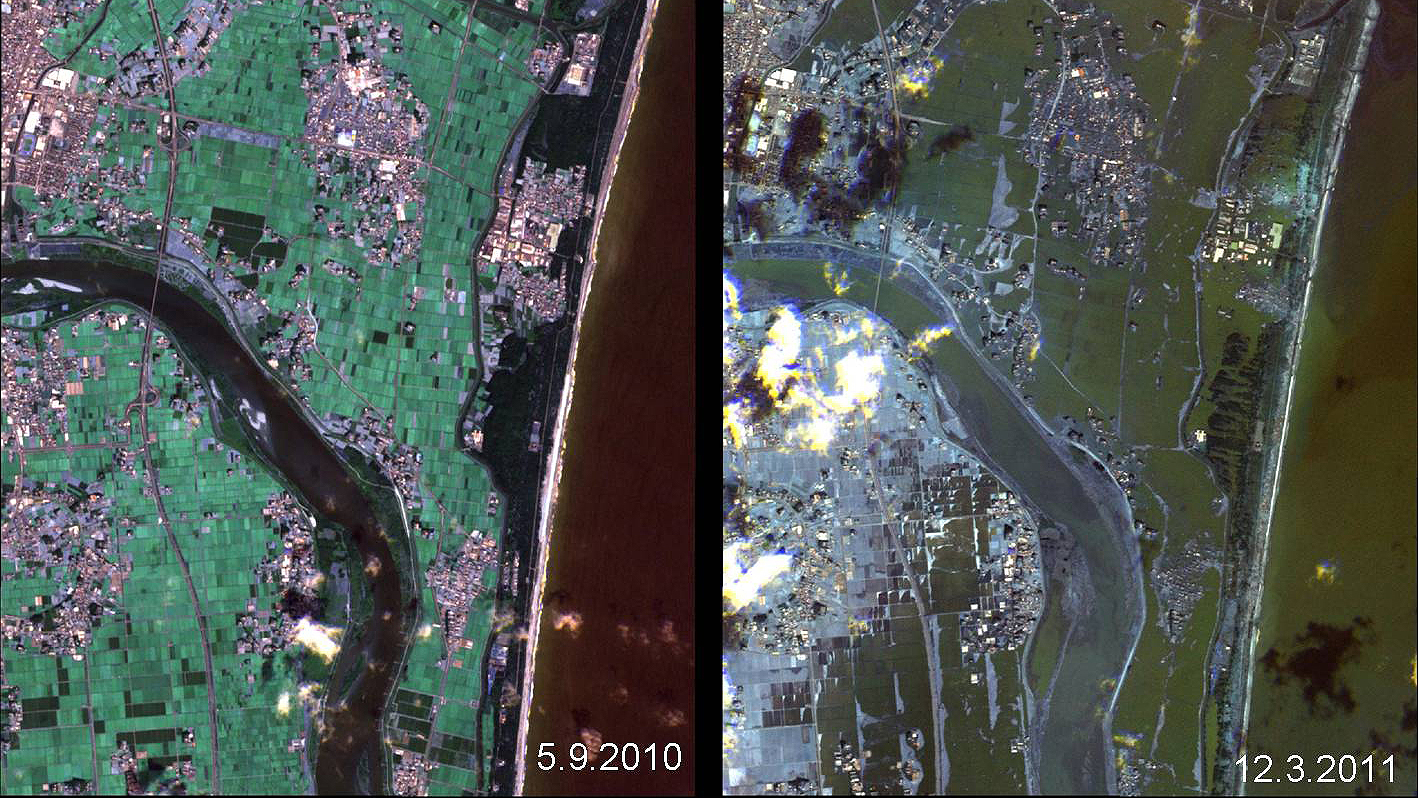
Satellitenfotos des Katastrophengebiets von Iwanuma vor und nach dem Tsunami infolge des Tōhoku-Erdbebens

Das Tōhoku-Erdbeben 2011 (japanisch 平成23年(2011年)東北地方太平洋沖地震, Heisei 23-nen (2011-nen) Tōhoku-chihō taiheiyō-oki jishin, dt. „Erdbeben an der Pazifik-Küste vor der Tōhoku-Region 2011“ bzw. 東日本大震災, Higashi-Nihon daishinsai, dt. „Große Erdbebenkatastrophe Ost-Japans“) war ein großes Seebeben vor der Sanriku-Küste der japanischen Region Tōhoku. Es ereignete sich am 11. März 2011 um 14:46:23 Uhr Ortszeit (06:46:23 Uhr MEZ). Das Epizentrum lag vor der Küste der Präfektur Miyagi etwa 370 Kilometer nordöstlich von Tokio und 130 km östlich von Sendai und löste Tsunami-Flutwellen aus, die eine Fläche von über 500 km² der japanischen Pazifikküste überfluteten und an einigen Stellen 10 km weit ins Landesinnere vorgedrungen sein sollen. In Bezug auf die Ausdehnung der betroffenen Fläche handelt es sich um das größte bekannte Tsunami-Ereignis der japanischen Geschichte. Von den rund 600.000 durch den Tsunami betroffenen Einwohnern wurden etwa 3,5 % getötet.
Die Anzahl der menschlichen Opfer betrug 22.318 (Stand: 1. März 2023). Laut Statistik der Brand- und Katastrophenschutzbehörde vom 8. März 2024 erhöhte sich die Zahl der Opfer weiter auf 22.325, von denen 19.775 bei den Katastrophen ums Leben kamen, während 2.550 vermisst blieben. Nach Polizeiangaben wurden in Folge der beiden Naturkatastrophen 15.900 Menschen als tot gemeldet, während 2.520 vermisst blieben (Stand: Ende Februar 2024).
Circa 470.000 Menschen mussten in den folgenden Tagen evakuiert und in Notunterkünften untergebracht werden. Rund 400.000 Gebäude sind vollständig oder teilweise eingestürzt.
Die Stärke des Erdbebens wird vom United States Geological Survey (USGS) mit der Momenten-Magnitude 9,1 Mw angegeben. Das Hypozentrum des Erdbebens lag nach diesen Angaben in etwa 32 Kilometer Tiefe. Nach Angaben der Japan Meteorological Agency hatte das Beben eine Stärke von 9,0 Mw bzw. 8,4 Mjma; das Hypozentrum verorteten sie in einer Tiefe von 24 Kilometern. In Kurihara im Norden der Präfektur Miyagi erreichte das Beben die maximale Intensität von 7 auf der JMA-Skala. Es gilt als stärkstes Beben in Japan seit Beginn der dortigen Erdbebenaufzeichnungen und löste in der Region neben dem Tsunami (lokal wurden bis zu 40 Meter Auflaufhöhe erreicht) mittelbar oder unmittelbar Unfälle in mehreren Kernkraftwerken Ostjapans aus, insbesondere am Standort Fukushima-Daiichi, der von einem 14 Meter hohen Tsunami getroffen wurde. Erdbeben, Tsunami und die Nuklearkatastrophe von Fukushima werden zusammen auch als Dreifachkatastrophe bezeichnet.

## Tektonischer Überblick

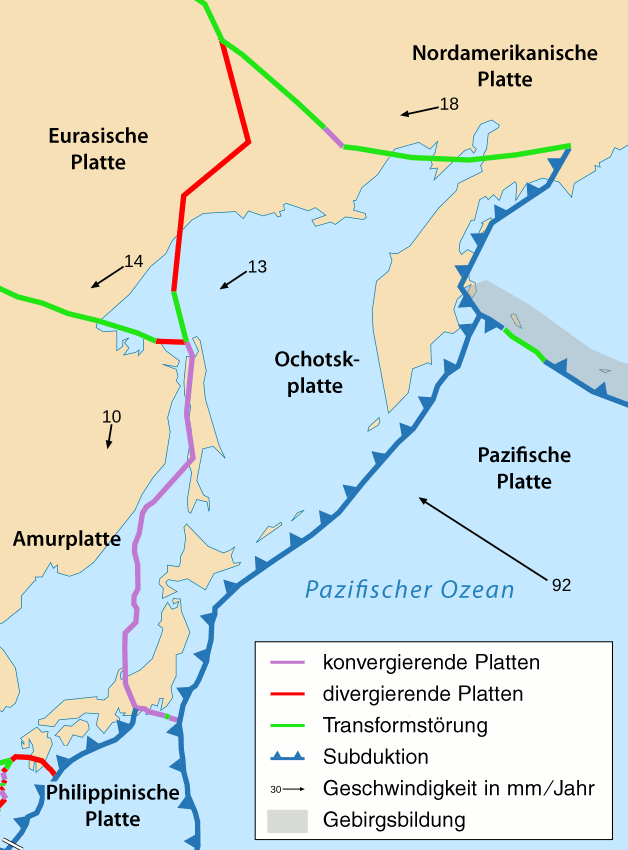
Tektonischer Überblick der Region

Das Erdbeben in der Nähe der Ostküste von Honshū ereignete sich als Ergebnis einer Überschiebung an der komplexen Plattengrenze zwischen der Pazifischen Platte und der Nordamerikanischen Platte. In diesem Bereich bewegt sich die Pazifische Platte mit einer Geschwindigkeit von durchschnittlich 83 mm pro Jahr in Bezug auf die Nordamerikanische Platte westwärts.
Diese Geschwindigkeit der Kontinentaldrift ist indes ein Durchschnittswert, der bei normaler seismischer Aktivität deutlich niedriger liegt, bis die sich aufbauende Spannung durch ein Erdbeben plötzlich entspannt. Im Zusammenhang mit dem Tōhoku-Erdbeben kam es nach ersten Schätzungen zu einer ruckartigen Bewegung von mindestens fünf Metern.
Beim Japangraben schiebt sich die Pazifische Platte unter den südlichsten Ausläufer der Nordamerikanischen Platte und subduziert zusammen mit ihr weiter nach Westen unter die Eurasische Platte. Manche Seismologen unterteilen diese Region in mehrere Mikroplatten, die in der Kombination zu den Bewegungen zwischen der Pazifischen, Nordamerikanischen und Eurasischen Platte führen – insbesondere werden die Ochotsk-Platte und die Amur-Mikroplatte im jeweiligen Teil Nordamerikas und Eurasiens benannt.
Seit 1973 ereigneten sich beim Japangraben neun Erdbebenereignisse mit einer Magnitude größer als 7. Das stärkste davon ereignete sich im März 2011 mit einer Stärke von 9,1. Ein Erdbeben mit einer Magnitude von 7,7 mit Epizentrum 75 km weiter westlich führte zum Tod von 22 Personen und mehr als 400 Verletzten. Im Dezember 2008 ereigneten sich vier mäßige Erdbeben (Magnitude 5,3–5,8) in einem Umkreis von 20 km zum Zentrum des Tōhoku-Erdbebens.
Das Erdbeben und die Auswirkungen des Tsunamis wurden mit dem Jōgan-Erdbeben 869 verglichen, welches eine Magnitude von MW 8,1 bis 8,4 hatte. Andere starke Erdbeben in dieser Gegend waren das Meiji-Sanriku-Erdbeben 1896 und das Shōwa-Sanriku-Erdbeben 1933.

## Verlauf

### Vorbeben

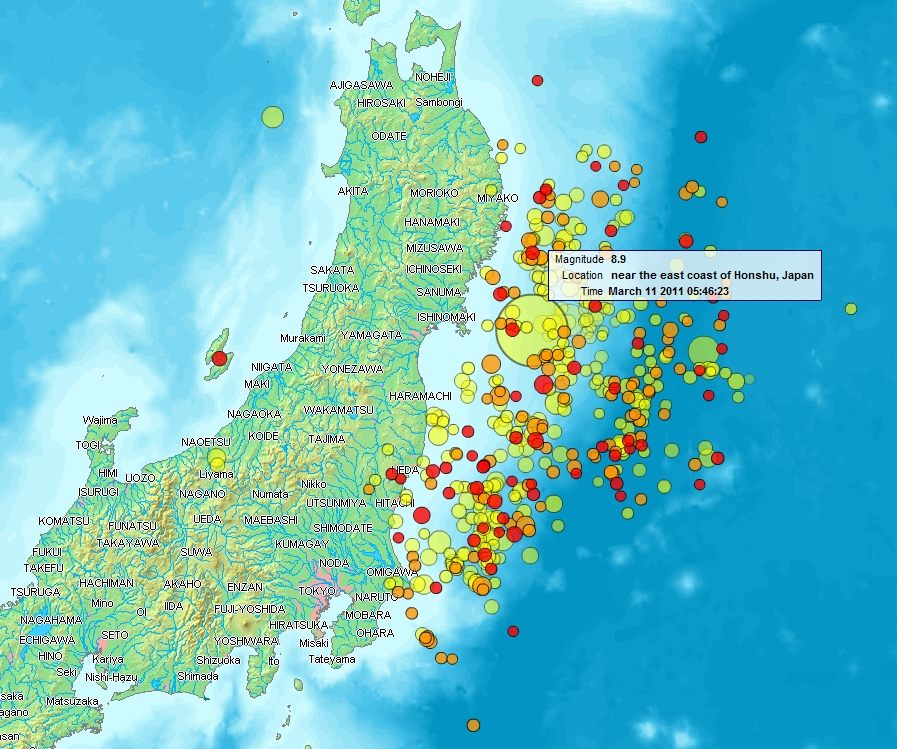
Karte der Beben im März 2011:
#B1EE77 11., #EAFD66 12., #FBAD15 13., #EF3133 14.

Dem Erdbeben gingen eine Reihe signifikanter Vorbeben voraus, beginnend am 9. März mit einem Erdbeben der Magnitude 7,2 Mw (das Epizentrum lag hier etwa 40 km entfernt vom Epizentrum des Tōhoku-Erdbebens), gefolgt von drei weiteren Erdbeben mit einer Magnitude größer als 6,0 Mw in der folgenden Nacht.

### Hauptbeben
Das Beben begann relativ langsam mit recht starken Auf- und Abwärtsbewegungen, auch als P-Wellen bekannt. Nach nicht genau genannter Zeit (ca. 20 bis 30 Sekunden) kamen sehr viel heftigere Horizontalbewegungen oder S-Wellen hinzu, die aber eine recht geringe Frequenz, also langsame Bewegung aufwiesen. Anschließend bewegte sich der Boden in einer rollenden Bewegung vergleichbar der Bewegung eines Bootes bei mittlerem Seegang. Zu diesem Rollen kamen anfangs im Minutentakt die Erschütterungen der Nachbeben. Das Hauptbeben hatte insgesamt eine Dauer von ungefähr 5 Minuten.

#### Geophysik

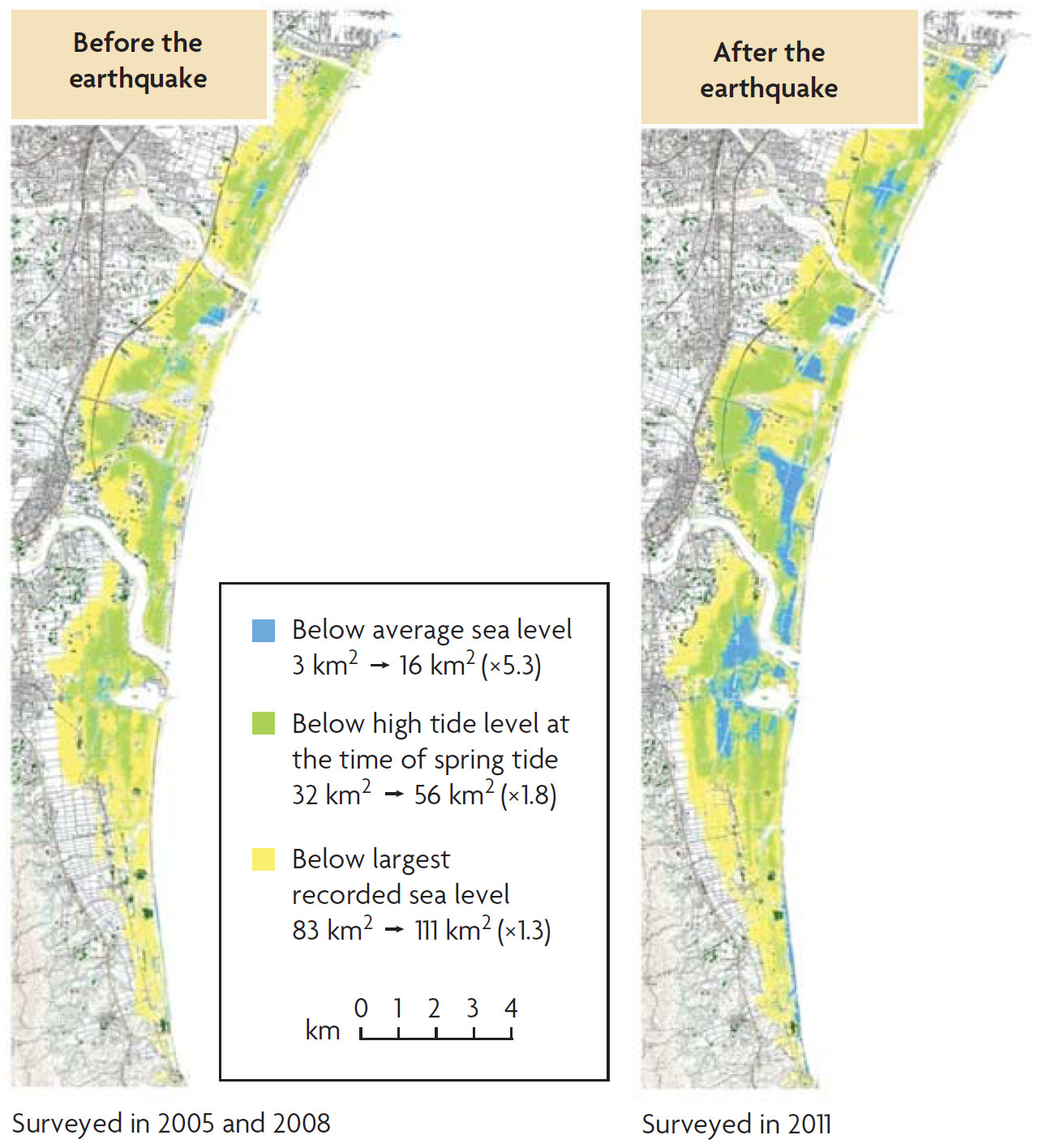
Subsidenz in der Sendai-Ebene: das Gebiet unter dem mittleren Meeresspiegel (blau) vergrößerte sich nach dem Erdbeben (rechts) von 3 auf 16 km^{2}, das Gebiet unter der Hochwasserlinie zur Zeit der Springtide (grün) von 32 auf 56 km^{2} und das Gebiet unterhalb des höchsten registrierten Meeresspiegels (gelb) von 83 auf 111 km^{2}.

Nach Angaben des Geoforschungszentrums Potsdam riss bei dem Beben die Erdkruste innerhalb von dreieinhalb Minuten auf einer Länge von 400 km bis in 60 km Tiefe auf. Es kam zu Plattenbewegungen von bis zu 27 m horizontal und 7 m vertikal. Das Erdbeben verursachte in einigen Gebieten ausgedehnte Absenkungen (Subsidenz). In der Stadt Rikuzentakata kam es beispielsweise zu Absenkungen von 84 Zentimetern. In Onahama, Iwaki, wurde die Küste durch das Erdbeben um 40 cm abgesenkt, an der Oshika-Halbinsel um bis zu 120 cm. Dadurch wurde die Überflutungsgefahr der Küsten erhöht. Die Absenkungen führten bei Hochwasser zu Überflutungen von Küstengebieten und Straßen und beeinträchtigten oftmals die lokalen Bemühungen um Erholung und Wiederaufbau. In der Sendai-Ebene erhöhte sich die Gefährdung durch Sturmfluten und Überschwemmungen signifikant. Die Fläche des Gebietes, das unter dem mittleren Meeresspiegel lag, hat sich nach dem Erdbeben laut Laserprofilermittlung des MLIT von 3 auf 16 Quadratkilometern mehr als verfünffacht.
Das Erdbeben verschob die Hauptinsel Honshū um 2,4 Meter nach Osten und die Figurenachse der Erde um 16 Zentimeter. Zudem verringerte sich durch die Änderung der Massenverteilung das Trägheitsmoment der Erde, so dass sich die Erde seitdem etwas schneller dreht. Die Tageslänge verkürzte sich um 1,8 Mikrosekunden.

#### Seismische Intensität

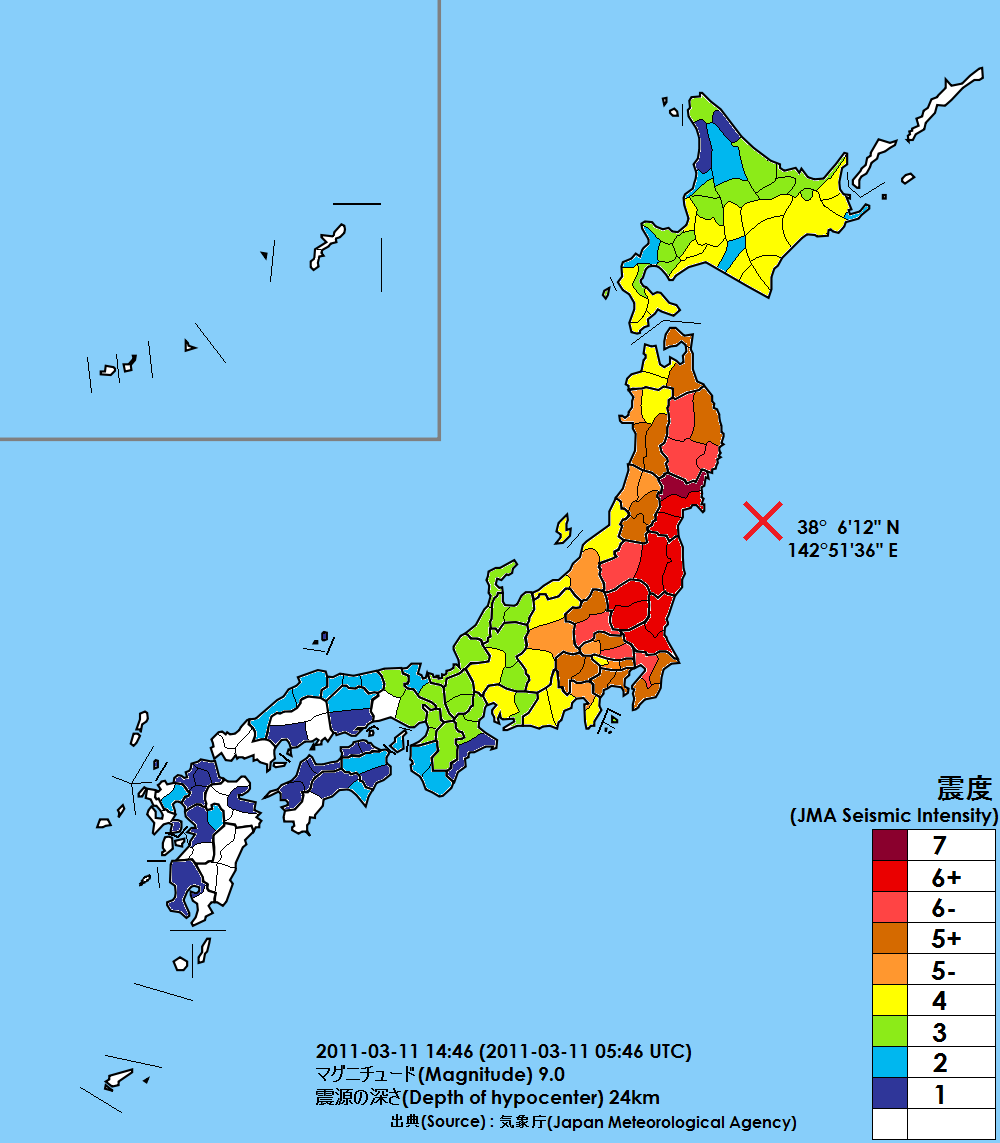
Seismische Intensität auf der JMA-Skala von 1 bis 7

Das Gebiet, in dem das Erdbeben spürbar war – mit Intensität shindo: auf der JMA-Skala von 1 oder höher – umfasste alle vier Hauptinseln Japans. Das Erdbeben hatte bis in den Nordosten des Großraums Tokio schwerste Auswirkungen mit shindo von 6-jaku („schwache 6“) oder höher in den folgenden Gebieten:
| Max. Intensität | Präfektur | betroffene Städte |
| --------------- | --------- | --- |
| 7               | Miyagi    | Kurihara |
| 6+              | Fukushima | Shirakawa, Sukagawa, Nihonmatsu, Kagamiishi, Naraha, Tomioka, Ōkuma, Futaba, Namie, Shinchi |
| 6+              | Ibaraki   | Hitachi, Chikusei, Hokota |
| 6+              | Miyagi    | Wakuya, Tome, Ōsaki, Natori, Zaō, Yamamoto, Sendai: Bezirk Miyagino, Shiogama, Higashi-Matsushima, Ōhira |
| 6+              | Tochigi   | Ōtawara, Utsunomiya, Mooka, Takanezawa |
| 6−              | Chiba     | Narita, Inzai |
| 6−              | Fukushima | Kōriyama, Kōri, Kunimi, Kawamata, Nishigō, Nakajima, Yabuki, Tanagura, Tamakawa, Asakawa, Ono, Tamura, Date, Iwaki, Sōma, Hirono, Kawauchi, Iitate, Minamisōma, Inawashiro                                            |
| 6−              | Gunma     | Kiryū |
| 6−              | Ibaraki   | Mito, Hitachi-Ōta, Takahagi, Kita-Ibaraki, Hitachinaka, Ibaraki, Tōkai, Hitachi-Ōmiya, Omitama, Tsuchiura, Ishioka, Toride, Tsukuba, Kashima, Itako, Bandō, Inashiki, Kasumigaura, Namegata, Sakuragawa, Tsukubamirai |
| 6−              | Iwate     | Ōfunato, Kamaishi, Takizawa, Yahaba, Hanamaki, Ichinoseki, Ōshū |
| 6−              | Miyagi    | Kesennuma, Minamisanriku, Shiroishi, Kakuda, Iwanuma, Ōgawara, Kawasaki, Watari, Sendai: Stadtbezirke Aoba, Wakabayashi, Izumi, Ishinomaki, Matsushima, Rifu, Taiwa, Tomiya                                           |
| 6−              | Saitama   | Miyashiro |
| 6−              | Tochigi   | Nasu, Nasushiobara, Haga, Nasukarasuyama, Nakagawa |

### Energie des Erdbebens
Beim Hauptbeben wurde eine Energie von 1,9 × 1017 Joule freigesetzt. Anschaulich entspricht dies umgerechnet dem TNT-Äquivalent von 45 Megatonnen oder etwa der Energie der größten Kernwaffe, welche bisher gezündet wurde.
- Korrektur notwendig: aufgrund der Angabe in der Tabelle für freigesetzte Energie (9.0 = ca. 32 Gigatonnen TNT) auf der Richter-Skala hat die Zar-Bombe (Wasserstoffbombe, stärkste von Menschen erschaffene Explosion) lediglich rund ein Tausendstel der Energie freigesetzt.

### Nachbeben
| 1. Woche | M≥5,0 | M≥6,0 | M≥7,0 | 2. Woche | M≥5,0 | M≥6,0 | 3. Woche | M≥5,0 | M≥6,0 |
| -------- | ----- | ----- | ----- | -------- | ----- | ----- | -------- | ----- | ----- |
| 11. März | 120   | 30    | 3     | 18. März | 6     | 0     | 25. März | 3     | 1     |
| 12. März | 73    | 9     | 0     | 19. März | 9     | 2     | 26. März | 2     | 0     |
| 13. März | 33    | 5     | 0     | 20. März | 8     | 0     | 27. März | 3     | 0     |
| 14. März | 27    | 2     | 0     | 21. März | 3     | 0     | 28. März | 3     | 1     |
| 15. März | 14    | 2     | 0     | 22. März | 11    | 4     | 29. März | 1     | 1     |
| 16. März | 11    | 2     | 0     | 23. März | 11    | 1     | 30. März | 5     | 1     |
| 17. März | 12    | 0     | 0     | 24. März | 3     | 0     | 31. März | 1     | 1     |

Laut Daten des United States Geological Survey (USGS) folgten dem Hauptbeben zahlreiche Nachbeben. Das schwerste mit einer Magnitude von 7,9 Mw ereignete sich eine halbe Stunde später um 15:15 Uhr (Ortszeit); ihm waren zwei kräftige Erdstöße der Stärke 6,4 Mw gegen 15:06 Uhr (Ortszeit) vorausgegangen.
Am 7. April trat in 66 km Entfernung von Sendai bzw. 40 km vor der Oshika-Halbinsel ein weiteres starkes Nachbeben der Magnitude 7,1 auf, gefolgt von einem Beben mit einer Stärke von 7,0 am 11. April (JMA, 6,6 nach USGS), diesmal jedoch nur 6 km vor der Küste von Iwaki in der Präfektur Fukushima.
Bis zum 18. April hat das Meteorologische Amt Japans (JMA) 423 Nachbeben mit einer Magnitude von 5,0 oder mehr, 72 Nachbeben mit einer Magnitude von 6,0 oder mehr und fünf Nachbeben mit einer Magnitude von 7,0 oder mehr gemessen.
Am 13. Februar 2021, knapp zehn Jahre nach dem Hauptbeben, ereignete sich unweit des damaligen Epizentrum ein Erdbeben mit der Magnitude 7,1 Mw. Laut japanischen Seismologen handelte es sich um ein Nachbeben des großen Bebens von 2011. Dabei kam ein Mann ums Leben, 185 Menschen wurden verletzt. 950.000 Haushalte waren zeitweise ohne Strom.

## Tsunami
Der vom Erdbeben ausgelöste Tsunami traf die japanische Pazifikküste von Hokkaido bis Kyūshū sowie verschiedene andere Regionen um den Pazifischen Ozean.

### Japan
| Gemeinde oder Gemeindeteil | Überflutungsfläche [%] |
| -------------------------- | ---------------------- |
| Rokkasho                   | 0~10                   |
| Misawa                     | 0-10                   |
| Oirase                     | 0-10                   |
| Hachinohe                  | 0-10                   |
| Hashikami                  | 0-10                   |
| Hirono                     | 0-10                   |
| Kuji                       | 0-10                   |
| Noda                       | 20-30                  |
| Fudai                      | 0-10                   |
| Tanohata                   | 10-20                  |
| Iwaizumi                   | 0-10                   |
| Miyako                     | 20-30                  |
| Yamada                     | 30-40                  |
| Ōtsuchi                    | 50-100                 |
| Kamaishi                   | 20-30                  |
| Ōfunato                    | 30-40                  |
| Rikuzentakata              | 40-50                  |
| Kesennuma                  | 30-40                  |
| Minamisanriku              | 50-100                 |
| Ishinomaki                 | 40-50                  |
| Onagawa                    | 40-50                  |
| Higashimatsushima          | 50-100                 |
| Matsushima                 | 10-20                  |
| Rifu                       | 0-10                   |
| Shiogama                   | 30-40                  |
| Shichigahama               | 20-30                  |
| Tagajō                     | 30-40                  |
| Miyagino-ku (Sendai)       | 10-20                  |
| Wakabayashi-ku (Sendai)    | 10-20                  |
| Taihaku-ku (Sendai)        | 0-10                   |
| Natori                     | 10-20                  |
| Iwanuma                    | 30-40                  |
| Watari                     | 30-40                  |
| Yamamoto                   | 40-50                  |
| Shinchi                    | 20-30                  |
| Sōma                       | 10-20                  |
| Minamisōma                 | 10-20                  |
| Namie                      | 10-20                  |
| Futaba                     | 0-10                   |
| Ōkuma                      | 0-10                   |
| Tomioka                    | 0-10                   |
| Naraha                     | 0-10                   |
| Hirono                     | 10-20                  |
| Iwaki                      | 0-10                   |
| Kitaibaraki                | 0-10                   |
| Takahagi                   | 0-10                   |
| Hitachi                    | 0-10                   |
| Tōkai                      | 0-10                   |
| Hitachinaka                | 0-10                   |
| Mito                       | 0-10                   |
| Ōarai                      | 0-10                   |
| Hokota                     | 0-10                   |
| Kashima                    | 0-10                   |
| Kamisu                     | 0-10                   |
| Chōshi                     | 0-10                   |
| Asahi                      | 0-10                   |
| Sōsa                       | 0-10                   |
| Yokoshiba-Hikari           | 0-10                   |
| Sammu                      | 0-10                   |
| Kujūkuri                   | 0-10                   |
| Ōami-Shirasato             | 0-10                   |
| Shirako                    | 0-10                   |
| Chōsei                     | 0-10                   |
| Ichinomiya                 | 0-10                   |

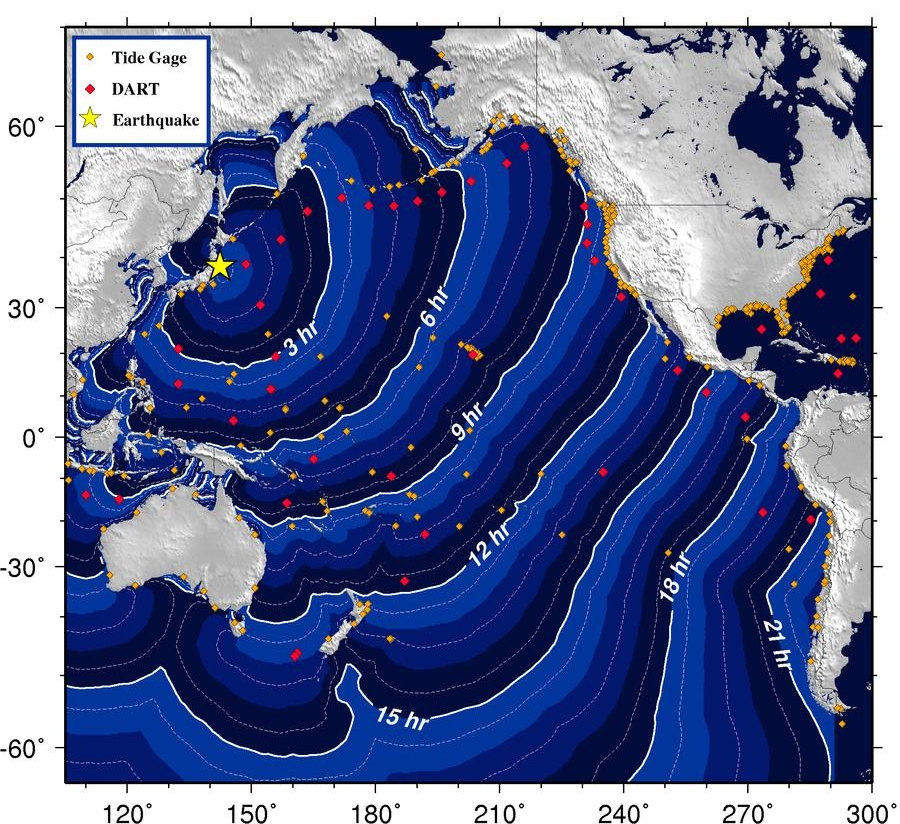
Diese Karte der NOAA zeigt, in welcher Zeitdauer nach dem Erdbeben der Tsunami die Seegebiete des Pazifischen Ozeans erreichte.
Animation

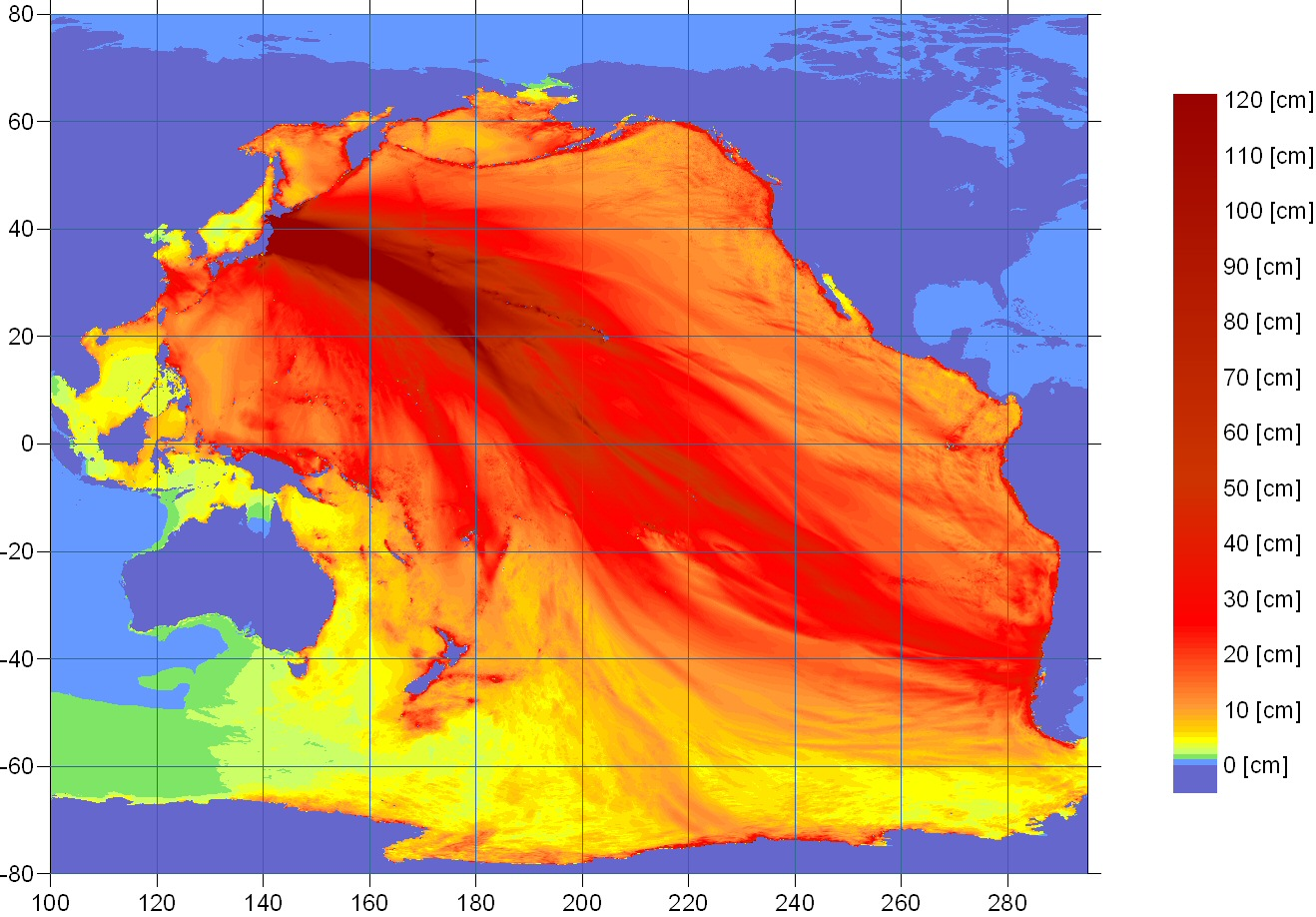
Tsunami-Ausbreitungsvorhersage (NOAA), Wellenhöhen farblich wiedergegeben.

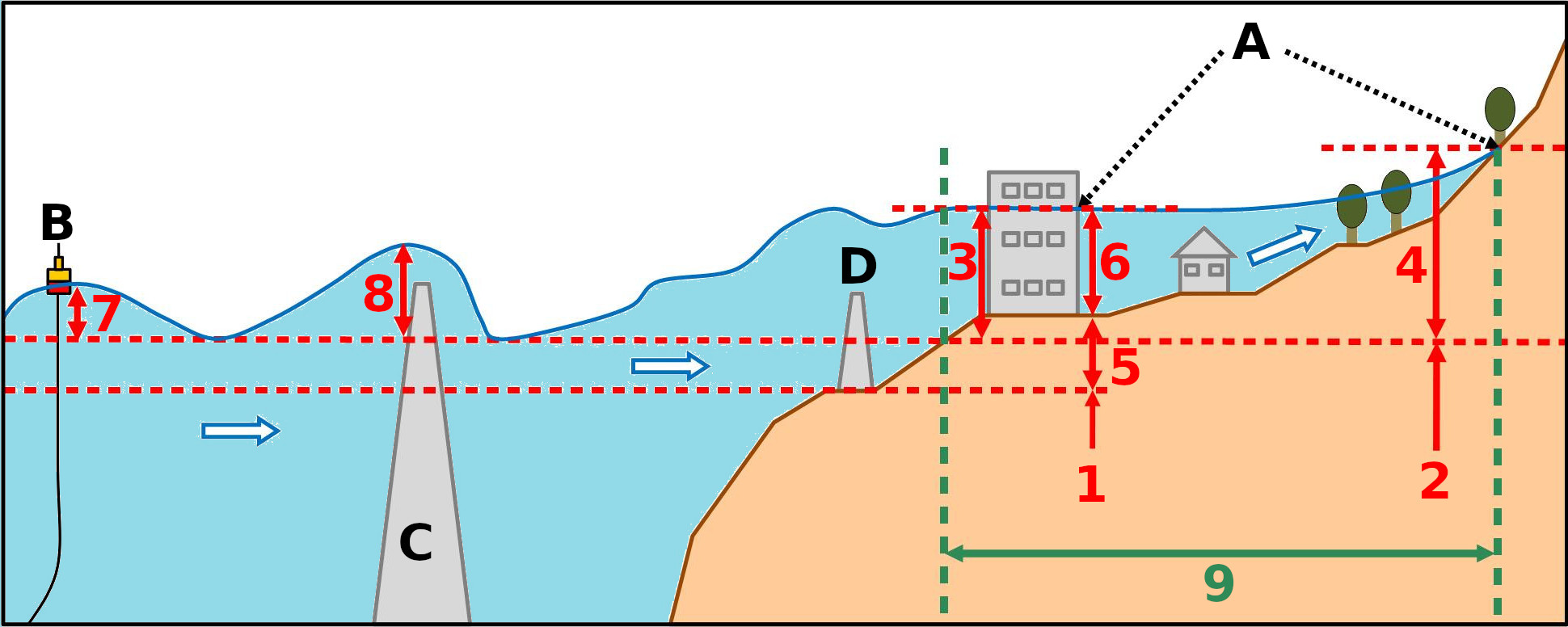
Beziehung zwischen Auflaufhöhe, Inundationshöhe und Überflutungstiefe
1: Mittlerer Wasserspiegel
2: Gezeitenpegel zur Zeit des Tsunamis
3: Inundationshöhe (Höhe der Spuren)
4: Auflaufhöhe
5: Geländehöhe
6: Überflutungstiefe
7/8: Tsunamihöhe (Ozean)

Das japanische Festland erreichte der Tsunami etwa 20 Minuten nach dem Erdbeben und wirkte sich auf einer Ausdehnung von 2000 km auf die japanische Pazifikküste aus. Er bildete die Haupttodesursache der Katastrophe, wobei sich die meisten Todesfälle in der Tōhoku-Region ereigneten.
Der Tsunami überflutete eine Fläche von über 500 km² der japanischen Pazifikküste und war in dieser Hinsicht das größte bekannte Tsunami-Ereignis in der japanischen Geschichte. Von den je nach Angabe 250.000 bis 600.000 durch den Tsunami betroffenen Einwohnern wurden vermutlich rund 3,5 % oder 4 % getötet (zum Vergleich: der sich im Gegensatz zum Tōhoku-Tsunami 2011 zur Nachtzeit ereignende Meiji-Sanriku-Tsunami von 1896 hatte 40 % der Bevölkerung in den betroffenen Zonen getötet).

#### Ablauf
Am 11. März 2011 um 14:49 Uhr Ortszeit, drei Minuten nach dem Erdbeben, warnte die Japan Meteorological Agency (JMA) – ausgehend von der anfänglich eingeschätzten Magnitude von 7,9 Mjma – vor einem bis zu 6 Meter hohen Tsunami für die Küste bei der Präfektur Miyagi, während für die Nachbarpräfekturen Iwate und Fukushima nur 3 Meter und für die restlichen Abschnitte der gesamten Ostküste Japans 0,5 bis 2 Meter erwartet wurden. Nachdem der Tsunami von Tsunamibojen vor der Küste registriert worden war, überarbeitete die JMA den Inhalt der Warnung mit Einschätzungen für die Küsten der Präfekturen Aomori von 3 m, beziehungsweise Iwate 6 m, Miyagi über 10 m, Fukushima 6 m, Ibaraki 4 m und Chiba 4 m.
Zufällig hatte die japanische Regierung noch einen Tag vor dem Tsunami ein Informationsvideo über Tsunamis inklusive Verhaltensempfehlungen veröffentlicht. Dennoch erwiesen sich die Gegenmaßnahmen für eine Tsunami-Katastrophe für den Tsunami im Jahr 2011 als unzulänglich. Tsunami-Barrieren (an Land ebenso wie vor der Küste liegende Wellenbrecher sowie natürliche Tsunami-Barrieren) wurden schwer beschädigt, einige Stahlbetongebäude vollständig zerstört und das Ausmaß der Überschwemmung in mehreren Bereichen unterschätzt. Nach Empfang der Tsunami-Warnung der JMA wähnten sich manche Einwohner auf Grund der 3-Meter-Einschätzung sicher hinter einem 10 Meter hohen Uferdamm und sahen keinen Anlass zur Evakuierung. Noch verhängnisvoller wirkte sich der Umstand aus, dass in verschiedenen Gemeinden Radio und Lautsprechersysteme aufgrund von erdbebenbedingten Stromausfällen nicht funktionierten.
Tatsächlich löste das Erdbeben einen an den Küsten vor Sendai und Sanriku mehrere Meter (lokal bis zu 38 oder 40 Meter) hohen Tsunami aus, der einen bis zu mehrere Kilometer breiten Küstenstreifen über Hunderte Kilometer Länge verwüstete. Der Tsunami überflutete in Japan je nach Quelle eine Fläche von 470 bis 560 Quadratkilometern.
In der Stadt Hachinohe, die schwere Schäden erlitt, wurden große Schiffe an Land gespült.
Vor der Küste von Oarai bildeten sich, wie schon bei vorherigen Tsunamis, große Meereswirbel aus. Ein Zug der East Japan Railway Company (JR East) entgleiste auf der Ōfunato-Linie im Bereich des Bahnhofs Nobiru in Higashi-Matsushima, wonach neun Reisende aus dem Wrack geborgen werden mussten. Vier weitere Züge auf der Senseki-Linie, Ōfunato-Linie und Kesennuma-Linie galten als vermisst.

#### Tōhoku-Region
Die Tōhoku-Region setzt sich aus verschiedenen an den Pazifik reichenden Präfekturen zusammen, von den Präfekturen Aomori und Iwate im Norden über die Präfektur Miyagi bis zur Präfektur Fukushima im Süden. Die meisten Opfer hatte die Präfektur Miyagi zu beklagen, gefolgt von den Präfekturen Iwate und Fukushima. Sendai bildet die größte Stadt der Region.
Topografische Gliederung

Die Tōhoku-Region verfügt über zwei, sich voneinander absetzende topografische Erscheinungsformen:
Die erste ist die nördlich von der Stadt Sendai gelegene Sanriku-Ria-Küste mit einer küstennahen Lage der Berge. Dieser als Sanriku-Region bekannte nordwestliche Teil der dem Pazifik zugewandten Seite Tōhokus erstreckt sich von der Präfektur Aomori im Norden bis zur Präfektur Miyagi im Süden. Die Geomorphologie dieser nördlichen Tōhoku-Küste ist durch die Bildung von Ria-Küsten charakterisiert, die somit steile, enge Buchten ausbilden. Vor dem größten Teil der Sanriku-Küste liegt ein schmaler Festlandsockel. Auf gleiche Weise wie Fjorde bilden sie eine eingekerbte Küstenlinie, deren „Einkerbungen“ aus sehr tiefen Meeresbuchten bestehen, die einem Tsunami ermöglichen können, seine Kraft beim landeinwärts gerichteten Vordringen zu bündeln und den Tsunamischaden zu verstärken. Diese Gebiete sind gebirgig, wobei das Land schroff vom Meer und den an einem sehr schmalen Landstreifen direkt unter den Bergen liegenden Dörfern und Städten aufsteigt.
Der südliche Teil der Pazifikküste Tōhokus ist dagegen im Allgemeinen durch das Vorhandensein von Sandstränden gekennzeichnet, die in Ebenen übergehen, welche hauptsächlich für den Reisanbau genutzt werden. Diese Ebenen steigen nur allmählich an und sind mit Ausnahme der mächtigen Küstendeiche oft frei von großangelegten Bauwerken, was es einem Tsunami ermöglicht, leicht weite Gebiete zu überfluten. So bietet die südlich von der Stadt Sendai gelegene Sendai-Ebene als zweite topografische Erscheinungsform der Tōhoku-Region in Küstennähe nur wenig Zugang zu höher gelegenem Gebiet. Insbesondere diese Sendai-Ebene ist – wie allgemein der südliche Teil Tōhokus – verhältnismäßig reliefarm oder flach. Im Vergleich zur Sanriku-Küste ist der Küste der Sendai-Ebene ein breiterer und flacherer Festlandsockel vorgelagert.
Erdbeben und Tsunamis – historische Erfahrung, Risikoeinschätzung und Vorbereitung

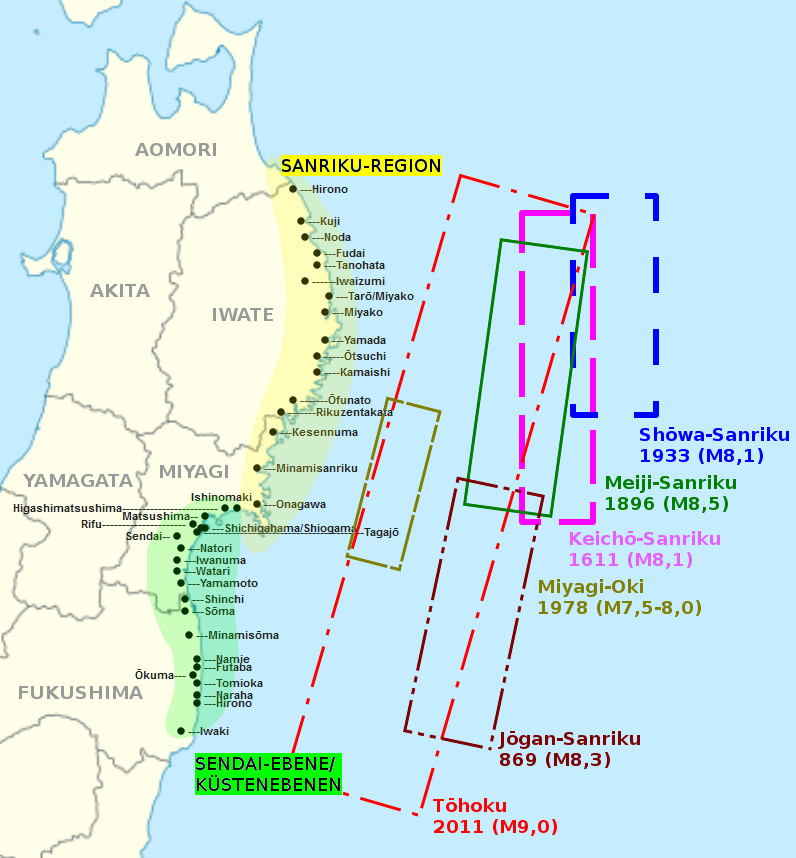
Historische Tsunamis in der Sanriku-Region und Auswahl von Gebieten in der Tōhoku-Region (Sanriku-Region und Küsten-Ebenen wie die Sendai-Ebene), die vom Tōhoku-Tsunami von 2011 betroffen waren.

Das Risiko von Erdbeben und Tsunamis vor der Tōhoku-Küste war im Vorfeld der Katastrophe als hoch eingeschätzt worden. Die japanische Regierung hatte berichtet, dass Erdbeben mit einer Magnitude von 7,4, 7,5 oder 7,5-8,0 entlang einer 200 km langen Störung vor der Küste von Sendai im südlichen Sanriku-oki vor der Präfektur Miyagi mit einer Wahrscheinlichkeit von 99 % erwartet wurden. Für ein Zustandekommen von Erdbeben mit einer Magnitude von 7,7 wurde in dieser Region entsprechend von einer Wahrscheinlichkeit von 70 bis 80 % ausgegangen. Auch war es in der Vergangenheit bereits zu Tsunamis auslösenden Erdbebenkatastrophen gekommen, von denen das Meiji-Sanriku-Erdbeben 1896 (MW 8,1 bis 8,5) rund 22.000 Menschenleben und das Shōwa-Sanriku-Erdbeben 1933 (MW 8,1 bis 8,4) rund 3.000 Menschenleben durch Erdbeben- und Tsunami-Wirkung gefordert hatten. Zu kleineren Tsunamis kam es in etwa alle 10 bis 50 Jahre. Vor der Küste von Miyagi war es seit 1793 durchschnittlich alle 37 Jahre zu Erdbeben mit Magnituden zwischen 7,4 und 8,0 gekommen.
Die lokale Topographie verstärkt die Tsunamihöhe in vielen Buchten. Diese Verstärkung aufgrund eingeschlossener Randwellen ist auch entlang ebener Strände zu beobachten. Daher wurden in diesen Gebieten Gegenmaßnahmen sowohl gegen Erdbeben und Tsunami-Katastrophen getroffen, wie Seawalls (Ufermauern) und Tsunami-Tore als Tsunamibarrieren an Land, Offshore-Tsunami-Wellenbrecher, Baumanpflanzungen als natürliche Tsunami-Barriere, vertikale Evakuierungsgebäude und periodisches Evakuierungstraining. Bei der Tōhoku-Region handelte es sich somit um ein in hohem Maße mit Gegenmaßnahmen auf Tsunamis vorbereitetes Gebiet.
Aufgrund des intrinsischen Unterschieds zwischen dem nördlichen Teil der Tōhoku-Region (als Riaküsten-Gebiet) und dem südlichen Teil (als Küstenebenen-Gebiet) war auch die Lage der Schutzbauwerke in den beiden Gebieten unterschiedlich, was wiederum die Schadensmuster beeinflusste. Im nördlich gelegenen Ria-Gebiet wurden Wellenbrecher am Eingang einiger der Buchten errichtet, die bei früheren Tsunamis große Schäden erlitten hatten, wobei einige dieser Wellenbrecher für Tsunami-Wellen entworfen wurden, während andere als Schutz gegen Sturmwellen konzipiert waren. An der südlichen Küste der Region bestanden die Verteidigungsanlagen hingegen allgemein weniger aus Wellenbrechern, sondern hauptsächlich aus Küstendeichen, die zum Schutz gegen Sturmwellen konzipiert wurden. Dieses südlich gelegene Gebiet besaß jedoch auch eine Reihe von kleinen Häfen, die doch durch Wellenbrecher geschützt waren, was eine dritte charakteristische Art von Schadensmuster mit sich brachte. Auf diese Weise kann neben der Unterteilung der Region in das nördlich gelegene Riaküsten-Gebiet und das südlich gelegene Küstenebenen-Gebiet, die sich in Bezug auf Landnutzung und Arten von Küstenstrukturen unterschieden, auch eine Unterteilung der südliche Ebene in Sandstrände, die den größten Teil der Küste bilden, und kleine Häfen vorgenommen werden.
Zu der Vielzahl an Gegenmaßnahmen, die in Vorbereitung auf diese Tsunamis getroffen worden waren, um den für die Sanriku-Küste und Sendai-Ebene erwarteten Schäden entgegenzuwirken, zählten Evakuierungsvorbereitungen. Die sich voneinander absetzenden topografischen Besonderheiten der Sanriku-Ria-Küste einerseits und der Sendai-Ebene andererseits beeinflussen auch die in den jeweiligen Gebieten verwendeten informellen Evakuierungsstrategien. Im Küstengebiet von Sanriku findet der Begriff tendenko für die Evakuierung im Tsunamifall Verwendung, der eine reine Selbstrettung propagiert und nicht vorsieht, dass der Selbst-Evakuierende sich um die Evakuierung anderer Menschen wie Angehörige, Nachbarn oder Verwandte kümmert. Diese Evakuierungsstrategie bietet den Vorteil, dass Menschen sich ohne Verzögerung selbst evakuieren, was im Fall eines nahegelegenen Epizentrums des Bebens und der damit verbundenen kurzen Vorlaufzeit zwischen dem Hauptbeben und dem Eintreffen des Tsunamis erforderlich sein kann. Aufgrund des Umstands, dass in der Küstengegend von Sanriku höher gelegener Boden in der Regel nahe gelegen ist, wird die Tendenko-Strategie für diese Region als geeignet angesehen. Keine Anwendung findet das tendenko-Konzept hingegen in der Sendai-Ebene, da in dieser Region in der Regel kein höher gelegenes Terrain existiert. In der Sendai-Ebene werden stattdessen öffentliche Gebäude wie Schulen oder Gemeindezentren als Evakuierungszentren genutzt. Im Fall von Tsunamis wird üblicherweise die Evakuierung der Menschen in Hochhäuser aus Stahlbeton (engl.: reinforced concrete, RC) oder Gebäude aus Stahlbeton (steel-reinforced concrete, SRC) empfohlen, falls keine Berge als Rückzugsort in der Nähe sind. Die 1981 und 2000 überarbeitete Bauverordnung für erdbebensichere Gebäude berücksichtigte keine Tsunami-Belastung. Die 2005 erstellte Richtlinie für Tsunami-Evakuierungsgebäude enthält eine Praxisanleitung für die Evakuierung von Gebäuden, die vorsieht, dass bei einer erwarteten Tsunami-Überflutungstiefe von 2 m höher als auf das dritte Stockwerk und bei einer erwarteten Tsunami-Überflutungstiefe von 3 m höher als auf das vierte Stockwerk zu evakuieren ist.
Die Hauptsorge galt weniger der einfachen Küste als vielmehr der Ria-Küste mit ihrer bemerkenswerten tsunamiverstärkenden Charakteristik, die aus ihrer V-förmigen Topographie resultiert. Zudem war die Sendai-Ebene bei den historischen Erdbeben von 1896 und 1933 auch vor den resultierenden Tsunamis geschützt gelegen, weil diese Erdbeben im Norden geschahen und die innerhalb einer Bucht der Sanriku-Küste gelegene Sendai-Ebene nicht in ihrer Stoßrichtung gelegen hatte. Für die Sendai-Ebene war man letztlich im Vergleich zur Sanriku-Küste von einem relativ geringen Tsunami-Risiko ausgegangen. Es wurde argumentiert (Goto & al., 2012), trotz entsprechender seismisch-aktiver Regionen und der Aufzeichnung einiger kleinerer Tsunamis mit Ausnahme des Keichō-Sanriku-Tsunamis von 1611 keine historische Aufzeichnung über einen großen Tsunami an der Sendai- und angrenzenden Küstenebenen habe es keinen großen Tsunami mehr in der Region gegeben. Dass die Sendai-Ebene im Verhältnis zur Sanriku-Küste ein Gebiet mit geringer Gefährdung ist, steht demnach im Einklang mit historischen Aufzeichnungen, nach denen es seit dem vom Keichō-Sanriku-Erdbeben 1611 ausgelösten Tsunami keine großen Tsunami-Ereignisse an der Flachküste und in der Sendai-Ebene gab, wohingegen die Sanriku-Küste bereits in den Jahren 1896 (Meiji-Sanriku-Tsunami), 1933 (Shōwa-Sanriku-Tsunami) und 1960 (Chile-Tsunami) von großen Tsunamis betroffen war. So hatte beispielsweise der Shōwa-Sanriku-Tsunami, der an der Sanriku-Küste in Showa-Sanriku eine maximale Auflaufhöhe von 28 m hatte, in Yamamoto lediglich 3,9 m Höhe erreicht, und während der Meiji-Sanriku-Tsunami an der Sanriku-Küste in Ōfunato mit einer maximalen Auflaufhöhe von 38,2 m verzeichnet worden war, hatte die gemessene Höhe in Sendai weniger als 5 m betragen.
Dem wurde entgegengehalten, es sei zu wenig Aufmerksamkeit auf Belege großer Tsunamis verwendet worden, die die Region schon zuvor überflutet hatten, ebenso wie auf die japanischen Forschung, die vermuten lässt, dass große Erdbeben überall entlang von Subduktionszonen auftreten können, sowie auf neuere Forschungen zu Megathrust-Erdbeben seit dem Erdbeben im Indischen Ozean 2004.

##### Sanriku-Region
Etwa 50 bis 200 km nördlich der Sendai-Ebene führte die Riaküste, die kennzeichnend für die dortige Sanriku-Region ist, mit ihrem steilen Terrain und flachen, engen Buchten dazu, dass sich Tsunamiwellen bündelten, die höchsten Auflaufhöhen bildeten und zu katastrophaler Zerstörung der hier meist kleineren Städte führten, darunter Tarō/Miyako und Rikuzentakata in der Präfektur Iwate. Die höchste maximale Auflaufhöhe erreichte der Tōhoku-Tsunami 2011 mit 40,1 m in der Ryōri-Bucht/Ōfunato und war damit der höchste je in Japan gemessene Tsunami. In dieser Riaküstenregion kam es zwischen dem 38. und 40. Breitengrad zu desaströsen Zerstörungen von Städten. Die maximale Auflaufhöhe des Tōhoku-Tsunamis von 2011 ähnelt der des Meiji-Sanriku-Erdbebens von 1896, doch war die Ausdehnung der betroffene Küstenlinie vom Tōhoku-Tsunami 2011 um ein Mehrfaches übertroffen. Die Gebiete, in denen die maximale Auflaufhöhe 30 Meter überschritt, erstreckte sich 2011 von Onagawa (Miyagi) bis Noda (Iwate), womit ein 180 km langer Abschnitt der Sanriku-Küste abgedeckt wurde. Die Überflutungshöhen entlang der Ria-Küsten des nördlichen Teils der Präfektur Miyagi und der Präfektur Iwaze waren etwa doppelt so hoch wie die der Sendai-Ebene. Die Sanriku-Küste verfügt über viele V-förmige Buchten, die bewirken, dass sich die Tsunami-Energie bündelt und verstärkt. Die V-förmigen Buchten wie die Bucht von Onagawa, die an der Mündung der Bucht breit und tief, am Ende der Bucht jedoch schmaler und flacher sind, verstärkten möglicherweise die Wellenhöhe des Tsunamis in Abhängigkeit von der Topographie des Meeresbodens sowie von der Refraktion und Beugung des Tsunamis. Das vom Meer in die Bucht strömende Wasser wird aufgrund der immer weiter zunehmenden Verjüngung der Bucht von links und rechts zusammengedrückt und weicht nach oben aus, so dass sich der Meeresspiegel hochwölbt und die Wellenhöhe ansteigt. Im Vergleich zu sich nicht verjüngenden (rechteckigen) Buchttypen und noch stärker im Vergleich zu linearen Küstenabschnitten (ohne Einbuchtung) weist diese sich verjüngende Buchtform (V-Form) die höchste Tendenz zu hohen Wellen auf. In Onagawa stieg die Tsunamiwelle so hoch an, dass das Erdgeschoss des auf 16 m Höhe über dem Meeresspiegel gelegenen Krankenhauses bis zu einer Höhe von 2 m von dem Tsunami überschwemmt wurde.
In den nördlichen Gebieten der Sanriku-Küste überflutete der Tsunami in Gemeinden, deren höchste Gebäude vier oder fünf Stockwerke hatten, in mehreren Fällen vierstöckige Gebäude, darunter einige Tsunami-Evakuierungsgebäude, ein Krankenhaus und ein örtliches Katastrophenschutzzentrum. Menschen, die darauf vertraut hatten, in diesen Gebäuden sicher zu sein, fanden den Tod.
Die Städte Rikuzentakata und Minamisanriku wurden durch den Tsunami fast vollständig zerstört. Tausende Menschen wurden hier getötet und Hunderte blieben auch Jahre später vermisst. In Minamisanriku soll der Tsunami eine Höhe von 16 Metern erreicht haben. Schwere Verwüstungen wiesen zudem die Städte Kamaishi und Kesennuma auf. In Kesennuma brachen in großen Teilen der Stadt Brände aus. Schwer beschädigt mit einer großen Anzahl an Todesfällen wurden weiterhin die Gemeinden Miyako, Noda, Ōfunato, Ōtsuchi und Yamada.
Südlich an der Sanriku-Küste richtete der Tsunami in Onagawa schwere Verwüstungen an, überflutete hier drei Quadratkilometer und 48 Prozent der Fläche in den Wohngebieten, zerstörte rund 3000 Wohngebäude völlig und kostete über 870 Menschen das Leben, von denen auch Jahre später 258 Menschen vermisst blieben. Auch in der nahegelegenen Großstadt Ishinomaki wurden über 20.000 Gebäude vollständig zerstört, und rund 4.000 Personen wurden getötet oder blieben vermisst.

##### Flachküste, nördliche Sendai-Ebene

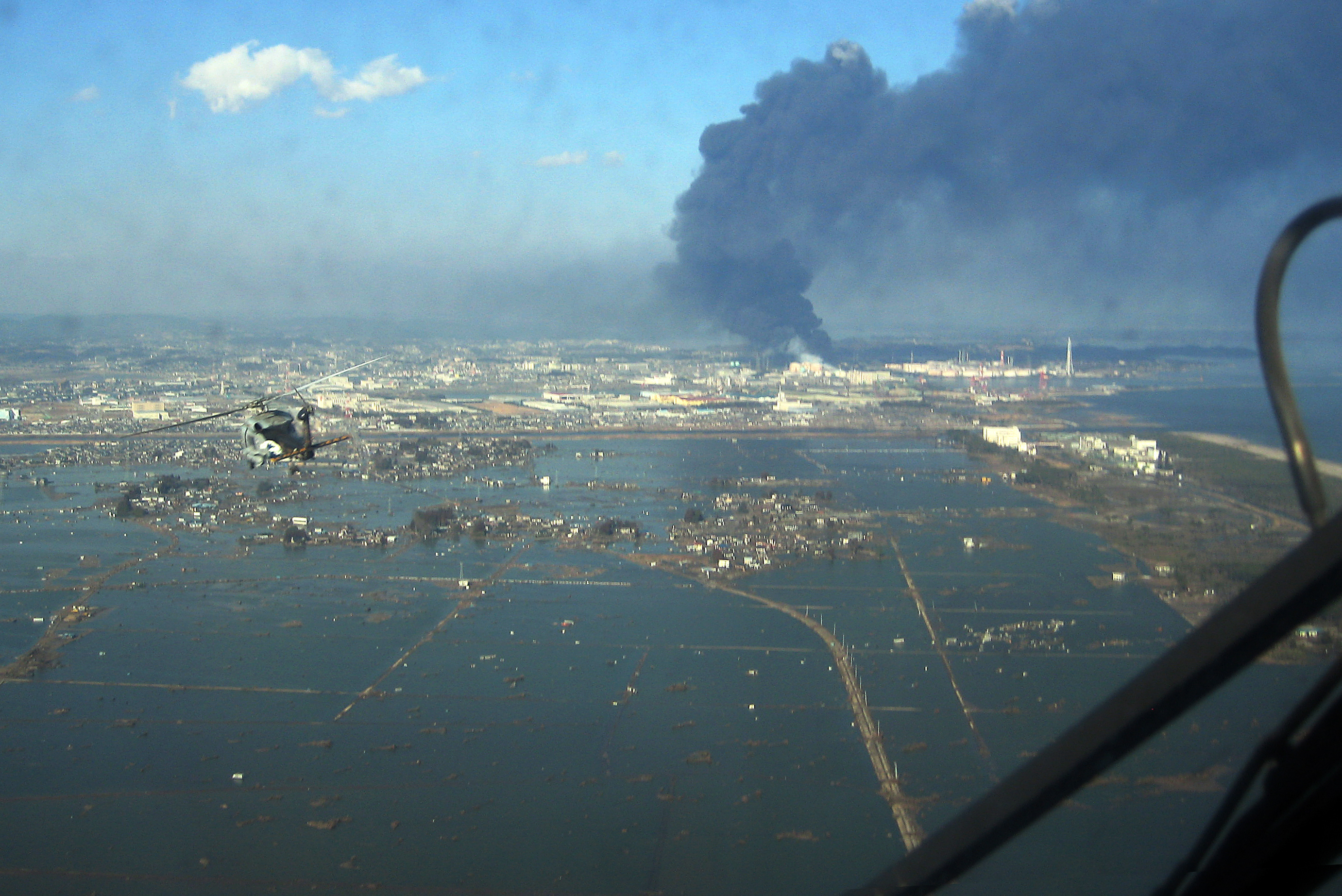
Luftaufnahme des Sendai-Hafens mit Blick auf überflutetes Gebiet und Brände (12. März 2011)

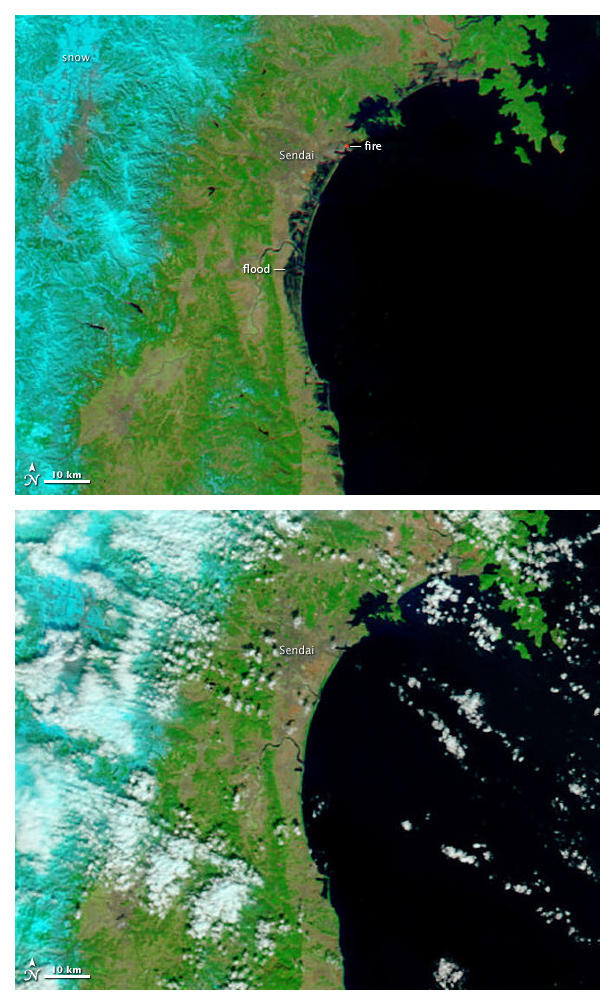
Satellitenbilder der Sendai-Buchtküste in Falschfarbendarstellung. Oben: Aufnahme vom 13. März 2011 mit Sicht auf das überflutete Gebiet (in schwarz und dunkelblau dargestelltes Wasser bedeckt weiterhin das Land bis in 5 km Entfernung von der Küste). Unten: Aufnahme vom 26. Februar 2011 mit Sicht auf denselben Küstenabschnitt vor dem Tsunami

Die Städte Sendai und Ishinomaki sind ebene Gebiete, die in der durch seichte Wassertiefen gekennzeichneten Bucht von Sendai liegen. Die Ankunftszeit des hier verlangsamten Tsunamis lag an diesen Küsten etwa bei 60 bis 70 Minuten nach dem Erdbeben.
In der Sendai-Ebene, dem am stärksten besiedelten Gebiet in der Tōhoku-Region mit einem eine Million Einwohner beherbergenden urbanen Zentrum, das aus fluvialem Tiefland und einer flachen Küstenebene besteht, die durch die Flüsse Abukuma, Natori und Nanakita geformt wurde, drang die Tsunamiflutwelle mit einem Maximum von 5 Kilometern in das Inland vor und überflutete die gesamte Ebene. Die Höhe von Natori oder anderen in der Sendai-Ebene gelegenen Städten liegt über vier Kilometer landeinwärts der Küstendämme und Wellenbrecher in der Nähe des Meeresspiegels. Nach dem Überschreiten der Dämme fand der Tsunami keine Beschränkung in den Flusstälern und breitete sich über die Landoberfläche der Sendai-Ebene aus. Obwohl die höchsten Wasserhöhen in der Sendai-Ebene geringer waren als in den weiter nördlich gelegenen Gebieten, wurde eine weitaus größere Fläche überflutet. Dies entspricht dem Verhalten von Tsunamis im Bereich von Sandstränden/Küstenebenen, zu denen die Sendai-Ebene gehört. In diesen Küstentypen mit flachem Terrain und Sandbänken oder Dünen dringen die Tsunamifluten mit amöbenhaftem Bewegungsmuster vor. Zwar ist die Überflutungshöhe nicht größer als in Gebieten mit Hügelgeometrie wie der Sanrikuküste, doch ist das vom Tsunami betroffene Gebiet in Küstenebenen ausgedehnter. Aufgrund der großen Anteile an Flachland ist dieses Terrain schwierig zu entwässern und birgt die Gefahr, dass die Überflutungsdauer lang anhält. Die maximale gemessene Überflutungshöhe betrug in der Sendai-Ebene aufgrund lokaler Verstärkung 19,50 m, während die durchschnittliche Überflutungshöhe entlang der Sendai-Küstenlinie etwa 10 Meter betrug. In Sendai wurde der Flughafen überflutet. In umliegenden Landstrichen drang der Tsunami weit ins Inland vor und spülte Schiffe, Autos und Häuser davon.

##### Flachküste, Fukushima-Küste, südliche Sendai-Ebene

Lage des Kernkraftwerks Fukushima Daiichi und der Langzeit-Evakuierungszonen
(Stand: 22. April 2011):

Die Fukushima-Küste ist mit dem südlichen Teil der Sendai-Ebene verbunden, so dass der Tsunami am 11. März 2011 sie zu einer ähnlichen Ankunftszeit von etwa 60 bis 70 Minuten nach dem Erdbeben erreichte. Von den weiter nördlich liegenden Sanriku- und Sendai-Küsten unterscheidet sich die Fukushima-Küste durch unterschiedliche topografische und bathymetrische Merkmale.
Nach Süden hin – im zentralen und südlichen Fukushima – sind die Küsten nicht mehr von dem seichten Gewässer in der Bucht von Sendai beeinflusst. Daher verkürzte sich die Ankunftszeit des hier höhere Geschwindigkeit aufnehmenden Tsunamis auf 40 bis 50 Minuten. Verglichen mit der nördlichen Sendai-Ebene verfügt die südliche Sendai-Ebene über einen steileren und schmaleren Festlandsockel, der die Tsunamihöhe verstärkte und schwere Schäden in dieser Region verursachte, darunter im Kernkraftwerk Fukushima Daiichi. Am Standort des Kernkraftwerkes Fukushima I erreichte die Tsunami-Welle eine Höhe von 14 oder – nach Angaben des Betreibers – 15 Metern, so dass die 6 Reaktoren bis zu 5 Meter unter Wasser standen.
| Datum (2011)        | Betroffenes Gebiet                                                  | Anordnungen | Offizielle Bezeichnung der Zone                                                                                          | Anmerkung |
| ------------------- | ------------------------------------------------------------------- | --- | --- | --- |
| 11. März, 20:50 Uhr | 2-km-Umkreis vom Kernkraftwerk Fukushima Daiichi                    | Obligatorische Evakuierung (herausgegeben von der Präfektur Fukushima)                                                                   | Sperrgebiet | Betroffenes Gebiet erweitert in weiterer Anweisung vom 11. März |
| 11. März, 21:23 Uhr | 3-km-Umkreis                                                        | Obligatorische Evakuierung (herausgegeben vom 原子力災害対策本部, engl. Nuclear Emergency Response Headquarters des Ministerpräsidenten) | Sperrgebiet | Zusätzlich sollten alle Menschen innerhalb 10-km-Umkreises in den Häusern bleiben. Betroffenes Gebiet erweitert am 12. März |
| 12. März            | 10-km-Umkreis                                                       | Obligatorische Evakuierung | Sperrgebiet | Betroffenes Gebiet erweitert in weiterer Anweisung vom 12. März |
| 12. März, 18:25 Uhr | 20-km-Umkreis                                                       | Obligatorische Evakuierung | Sperrgebiet | Zugang in das Gebiet ist jedem untersagt, mit Ausnahme von Tätigkeiten zur Gefahrenabwehr und zeitlich befristeten Zugang (der von den Bürgermeistern der Gemeinden in der Region genehmigt werden muss). |
| 15. März            | Zwischen 20–30-km Entfernung                                        | Zum Schutz in Gebäuden verbleiben | Evakuierungsbereites Gebiet (englisch: „Evacuation Prepared Area“ oder „Evacuation Prepared Areas in Case of Emergency“) | Anweisung zur Selbstevakuierung hinzugefügt am 22. April |
| 22. April           | Zwischen 20–30-km Entfernung                                        | Zum Schutz in Gebäuden verbleiben oder aus eigener Kraft evakuieren                                                                      | Evakuierungsbereites Gebiet (englisch: „Evacuation Prepared Area“ oder „Evacuation Prepared Areas in Case of Emergency“) | Gebiet, in dem im Notfall verlangt wird, im Haus zu bleiben oder zu evakuieren. |
| 22. April           | Gebiete mit einer Strahlenbelastung in der Luft von über 20mSv/Jahr | Evakuierung innerhalb eines Monats (herausgegeben vom Nuclear Emergency Response Headquarters des Ministerpräsidenten)                   | Gebiet bedachter Evakuierung (englisch: „Deliberate Evacuation Area“)                                                    | Gebiet mit dem Bedenken, dass innerhalb eines Jahres nach der Nuklearkatastrophe eine kumulative Strahlendosis von 20mSv erreicht werden kann. Die Einwohner sind aufgefordert, in einer geordneten und geplanten Weise zu evakuieren (etwa innerhalb eines Monats). Hintergrund war, dass eine hohe durch die Luft verbreitete Strahlenbelastung außerhalb der 20-km-Umkreis-Evakuierungszone entdeckt worden war. In dieser Zeit begann die Regierung, den Schwellenwert von 20mSv/Jahr als Grundlage für die Aussprechung von Evakuierungsempfehlungen zu verwenden. |
| 16. Juni            | Stellen mit einer Strahlenbelastung in der Luft von über 20mSv/Jahr | Evakuierung empfohlen | Spezifische Stellen, für die eine Evakuierung empfohlen wird („Specific Spots Recommended for Evacuation“)               | Im Juni 2011 begann die Regierung, auf Antrag von Einwohnern mittels Haus-für-Haus-Messung von Strahlungswerten hot spots als vierte Kategorie zu identifizieren, wo außerhalb der Evakuierungszonen eine Strahlenbelastung in der Luft von über 20mSv/Jahr erreicht wird, und gegebenenfalls Empfehlungen für die (finanziell geförderte) Evakuierung des Hauses auszusprechen. |
| 30. September       | Zwischen 20–30-km Entfernung                                        | Aufhebung der Anordnung, zum Schutz in Gebäuden zu verbleiben oder aus eigener Kraft zu evakuieren                                       | Aufhebung des Evakuierungsbereiten Gebietes                                                                              | – |

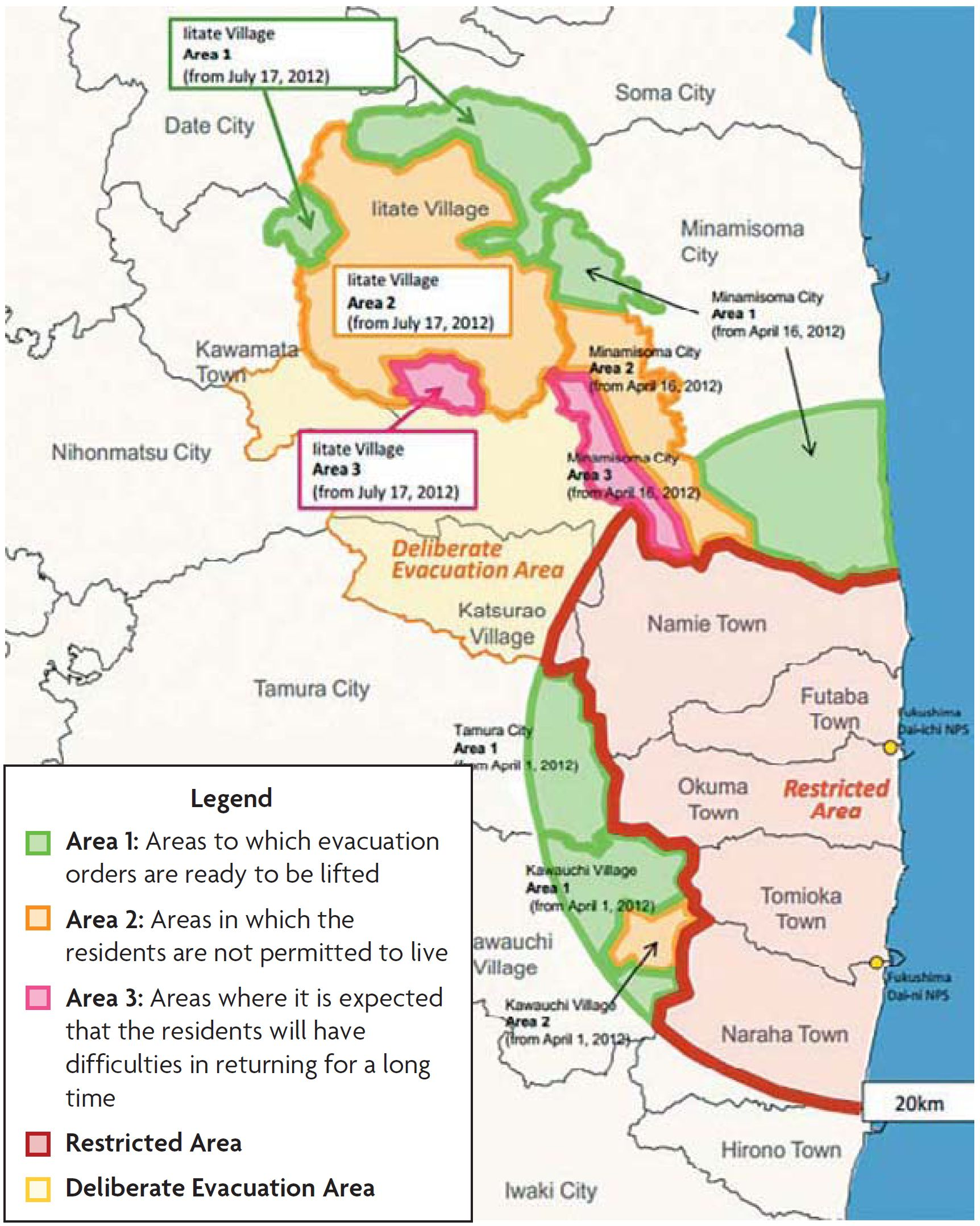
Lage des Kernkraftwerks Fukushima Daiichi und der Langzeit-Evakuierungszonen
(Stand: 15. Juni 2012):
Neben Sperrgebiet und „Deliberate Evacuation Area“ bestehen 3 Kategorien:
Area 1: Gebiet bereit für Aufhebung des Evakuierungsbefehls
Area 2 = Einwohnern ist dauerhafter Aufenthalt untersagt
Area 3 = langfristig ungeeignet für Rückkehr der Einwohner

Entwicklung der Evakuierungszonen mit Stand von April 2011, April 2012 und Juli 2012

Verbunden mit dem Erdbeben und Tsunami stellten die nach der Fukushima-Nuklearkatastrophe erfolgenden Evakuierungen eine scharfe Zäsur für über 164.000 Menschen in der Präfektur Fukushima dar. Innerhalb einer Woche nach dem Nuklearunfall mussten 8 % der 2 Millionen Menschen umfassenden Gesamtbevölkerung von Fukushima an einen anderen Ort innerhalb oder außerhalb der Präfektur Fukushima ziehen. Als Gegenmaßnahme zur Nuklearkatastrophe wurde ein Sperrgebiet um das Kernkraftwerk Fukushima Daiichi in einem Umkreis von 20 km ausgewiesen. Es gab jedoch auch jenseits dieses 20-km-Radius viele andere Standorte mit hohen Strahlungswerten, da radioaktive Partikel über den Wind aus dem havarierten Kraftwerk fortgetragen wurden. Zu diesen Orten zählten 11 Dörfer und Städte, darunter die Großstadt Minamisōma, die Kleinstädte Naraha und Tomioka, das Dorf Kawauchi, die Kleinstädte Ōkuma, Futaba und Namie, die Dörfer Katsurao und Iitate sowie die Kleinstädte Tamura und Kawamata.
In den Tagen und Wochen nach dem Nuklearunfall wurden rund 85.000 Menschen aus 12 Gemeinden gezwungen, aus den Gebieten innerhalb des 20-km-Umkreises vom Kernkraftwerk („Restricted Area“) und aus stark kontaminierten Gebieten außerhalb dieser Zone („Deliberate Evacuation Area“) zu evakuieren. Nachdem im Dezember 2011 als bestätigt galt, dass die Situation in den Kernreaktoren stabilisiert und die Sicherheit im Kernkraftwerk gewährleistet sei, wurde die Neuanordnung der Evakuierungsgebiete begonnen. Die Evakuierungsgebiete wurden in die drei Gebiete „Area 1“ („Areas to which evacuation orders are ready to be lifted“), „Area 2“ („Areas in which the residents are not permitted to live“) und „Area 3“ („Areas where it is expected that the residents have difficulties in returning for a long time“) eingeteilt. Anderen Angaben zufolge wurden die beiden Zonen der „Restricted Area“ und der „Deliberate Evacuation Area“ Ende November 2012 in die drei Gebiete „Area 1“, „Area 2“ und „Area 3“ entsprechend ihrer Strahlenbelastung in Form der jährlichen Kumulationsdosis umgeordnet. Diese Regionen wurden entsprechend ihrer radioaktiven Belastung nach der Erlassung der Evakuierungsanordnungen vom 7. Mai 2013 in folgende vier verschiedene Kategorien eingeteilt: Gebiete mit einer Strahlenbelastung von weniger als 20 mSv pro Jahr, die von der Regierung als Schwellenwert für eine dauerhafte Rückkehr behandelt wurde, bildeten die Area 1. Gebiete dieser Area 1 konnten die Einwohner nach eigenem Ermessen und ohne Einsatz von Schutzausrüstung betreten mit der einzigen Einschränkung, dass sie dort nicht übernachten durften. Diese Gebiete waren bereit für eine Aufhebung des Evakuierungsbefehls. In Gebieten mit einer Strahlenbelastung zwischen 20 und 50 mSv pro Jahr (Area 2) war den Einwohnern ein dauerhafter Aufenthalt untersagt. Gebiete mit über 50 mSv pro Jahr (Area 3) wurden als langfristig ungeeignet für eine Rückkehr der Einwohner angesehen. Einen Sonderstatus nahm ein viertes Evakuierungsgebiet ein.
Dementsprechend zählte die im Nordosten der Präfektur Fukushima liegende Region Sōsō, zu dem auch die Großstadt Minamisōma und die Städte Shinchi und Hirono gehören und die insgesamt 200.000 Einwohner umfasst, zu den am schwersten von der Dreifachkastatrophe betroffenen Regionen Japans. Bis Februar 2013 waren etwa 57.000 Einwohner der Präfektur Fukushima in andere Präfekturen evakuiert worden und rund 100.000 Menschen waren in andere Gebiete innerhalb der Präfektur gezogen, um ihre Kinder vor radioaktiver Verschmutzung zu schützen. Mit Stand von Dezember 2014 stammte mit 120.000 Menschen rund die Hälfte aller 234.000 aufgrund der Dreifachkatastrophe Evakuierten aus der Präfektur Fukushima. Etwa 75.000 Evakuierte hatten ihren Wohnort innerhalb der Präfektur Fukushima gewechselt und lebten in provisorischen Unterkünften, kommunal geförderten Mietwohnungen oder mit einem Verwandten oder Freund. Etwa 45.000 waren aus Fukushima in andere Teile Japans gezogen. Unter den drei von der Katastrophe betroffenen Präfekturen war damit die Anzahl der Menschen, die in eine Region außerhalb ihrer Heimatpräfektur gezogen waren, am höchsten für die aus der Präfektur Fukushima stammenden Menschen (45.934 gegenüber 6.810 aus der Präfektur Miyagi und 1.453 aus der Präfektur Iwate).
Nachdem unter enormen Kosten umfangreiche Dekontaminationsarbeiten durchgeführt wurden, konnten die Evakuierungsgebiete von ihrer ursprünglichen Verteilung abweichend geändert werden. Mitte 2014 stammten von den 80.000 aus den Evakuierungszonen Evakuierten 32.000 (40 %) aus den zu diesem Zeitpunkt als „Area 1“, 23.000 (29 %) aus als „Area 2“ und 25.000 (31 %) aus als „Area 3“ eingestuften Gebieten, während 50.000 weitere freiwillig evakuiert waren, 21.000 aus den „Evacuation Prepared Areas in Case of Emergency“-Gebieten und 29.000 aus anderen Teilen Fukushimas. Ende November 2016 waren die Dekontaminationsarbeiten in den meisten Evakuierungsgebieten abgeschlossen worden, mit Ausnahme der „Area 3“, und die Evakuierungsanordnungen für fünf Gemeinden waren aufgehoben worden. Am 31. März und 1. April 2017 hob die japanische Regierung die Evakuierungsbefehle für rund 32.000 Einwohner aus den vier strahlenbelasteten Gemeinden Iitate, Kawamata, Namie und Tomioka auf, denen somit wieder erlaubt war, in ihre Häuser zurückzukehren. Die einzigen Orte, die damit noch Gegenstand von Evakuierungsbefehlen waren, waren Futaba und Ōkuma sowie Teile der fünf benachbarten Städte und Dörfer Minamisōma, Iitate, Namie, Tomioka und Katsurao.
Während viele Untersuchungen über katastrophale Schäden in der Sanriku-Region in den Präfekturen Iwate und Miyagi durchgeführt und veröffentlicht wurden, blieben Studien in der Präfektur Fukushima aufgrund der Evakuierung infolge der hohen Strahlenbelastung durch die Nuklearkatastrophe im Kernkraftwerk Fukushima Daiichi begrenzt. Die erste dieser wissenschaftlichen Studien nach der Nuklearkatastrophe in der Präfektur Fukushima wurde 2013 publiziert und untersuchte Tsunamihöhen anhand von Tsunamispuren an der Küste in der Evakuierungszone im Umkreis von 20 km vom Kernkraftwerk Fukushima Daiichi. Im nördlich des Kernkraftwerks Fukushima Daiichi gelegenen Minamisōma und in den südlich des Kernkraftwerks gelegenen Orten Nakoso und Naraha wurden mehrere Nachuntersuchungen durchgeführt. Feldstudien in Minamisōma nach dem Tōhoku-Tsunami von 2011 verzögerten sich aufgrund der hohen, von den mehrfachen Kernschmelzen im Kernkraftwerk Fukushima Daiichi herrührenden Strahlenbelastung im daher eingerichteten Sperrgebiet um 15 Monate.
Die höchste Tsunamispur wurde in einer Höhe von 21,1 m T.P. auf einer Küstenklippe in Tomioka, 7 km südlich des Kernkraftwerks Fukushima Daiichi, gefunden. Die Untersuchungen ergaben, dass die Verteilung der Tsunami-Höhen an der Küste in der Präfektur Fukushima stark durch komplexe Offshore-Bathymetrie beeinflusst wurde. Sie zeigten auf, dass sich erhöhte Tsunami-Höhen in den Küstengebieten auf die Reflexion der Ozeanwellen, Trichterbildung, splash-up-Effekte an Felsen und Deichen/Wellenbrechern sowie auf den erhöhten Strömungswiderstand zurückführen, den der Tsunami beim Passieren der Kiefernwälder an der Küstenlinie hatte. Daher waren Tsunami-Höhen von 10 m auf die Gebiete beschränkt, die bis 500 m von der Küste entfernt waren. An Land waren die maximalen Überflutungspegel abhängig von der Topografie. Während die Tsunami-Höhen im Inland in den steil ansteigenden V-förmigen Tälern weiter anstiegen, fielen sie mit zunehmender Überflutungsdistanz entlang flacher Küstenebenen ab. Hinter vollständig zerstörten Deichen war der Überschwemmungspegel höher als hinter teilweise beschädigten Küstenschutzanlagen. Im Vergleich zu der Sendai-Ebene waren die Tsunami-Höhen an der Fukushima-Küste aufgrund der konvex geformten Küstenlinie und der damit verbundenen Bathymetrie vor der Küste, die zu einer Bündelung der Tsunami-Energie neigt, erhöht.

#### Ergebnisse der Tōhoku-Katastrophe

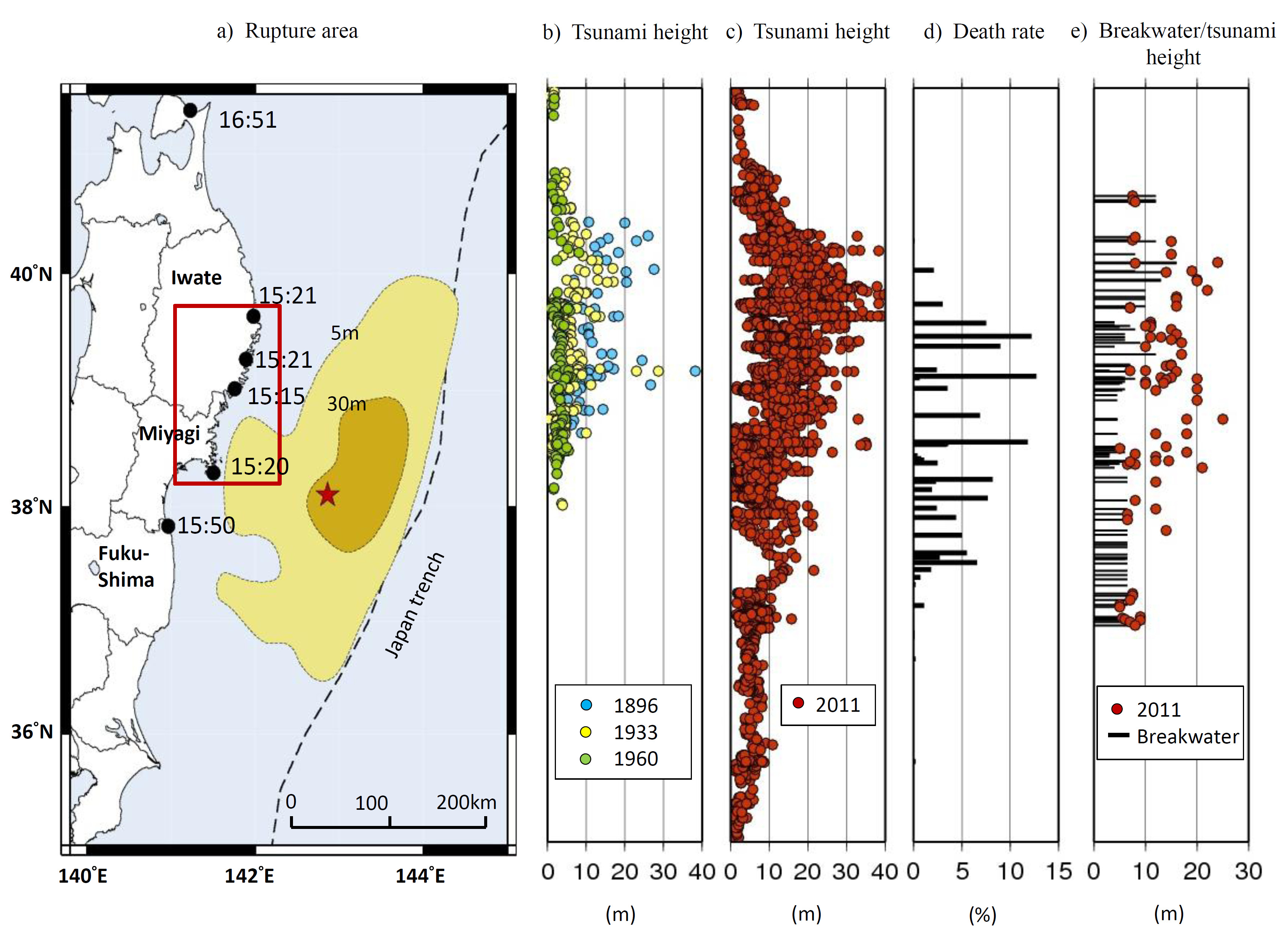
a): Epizentrum und Tsunami-Ankunftszeiten (Tōhoku-Katastrophe 2011)
b): Tsunami-Überflutungshöhen 1896, 1933, 1960
c): Tsunamiwellenhöhen (Tōhoku-Katastrophe 2011)
d): Geschätzte Opferraten (Tote/Vermisste) je Gemeinde (Tōhoku-Katastrophe 2011)
e): Höhe von Wellenbrechern und korrespondierende Tsunamihöhe je Ort (Tōhoku-Katastrophe 2011)

Die Erdbeben- und Tsunamikatastrophe von 2011 ist der erste Fall, bei dem moderne, gut ausgebaute Tsunami-Gegenmaßnahmen dem Eignungstest eines derart extremen Ereignisses unterzogen wurden. Die Gegenmaßnahmen für Tsunamikatastrophen erwiesen sich für das Ereignis von 2011 als unzulänglich. Tsunamibarrieren wurden schwer beschädigt, einige Stahlbetongebäude völlig zerstört, und das Ausmaß der Überflutungen war in einigen Gebieten unterschätzt worden.
Es stellte sich zudem heraus, dass viele Evakuierungseinrichtungen im Tōhoku-Gebiet wie etwa Schulen nicht für die Bedürfnisse von Menschen geeignet waren, die für viele Tage dort festgesetzt waren. Es waren auf ihrem Gelände weder Nahrung und Wasser, noch Decken oder Bettzeug bereitgestellt, obwohl die winterlichen Temperaturen in weiten Teilen der Tōhoku-Region nach dem Erdbeben in der Nähe des Gefrierpunktes lagen. Auch gab es oft weder sanitäre Einrichtungen noch Zugang zu Erste-Hilfe- oder Notfallmedizin und manche ältere und verletzte Tsunami-Überlebende erlagen nach längerer Zeit an solchen Evakuierungsstandorten den schwierigen Bedingungen. Der Tsunami von 2011 zeigte zudem, dass die 2005 erstellte Richtlinie für Tsunami-Evakuierungsgebäude möglicherweise unzulänglich ist. Es kam zum Umsturz von Stahlbeton-Gebäuden, davon sechs in der Stadt Onagawa und je zwei in Akamae (Dorf), Miyako (Stadt), Ōtsuchi (Stadt) und Rikuzentakata (Stadt), von denen keines ein Tsunamievakuierungsgebäude und keines für Tsunamis ausgelegt war.

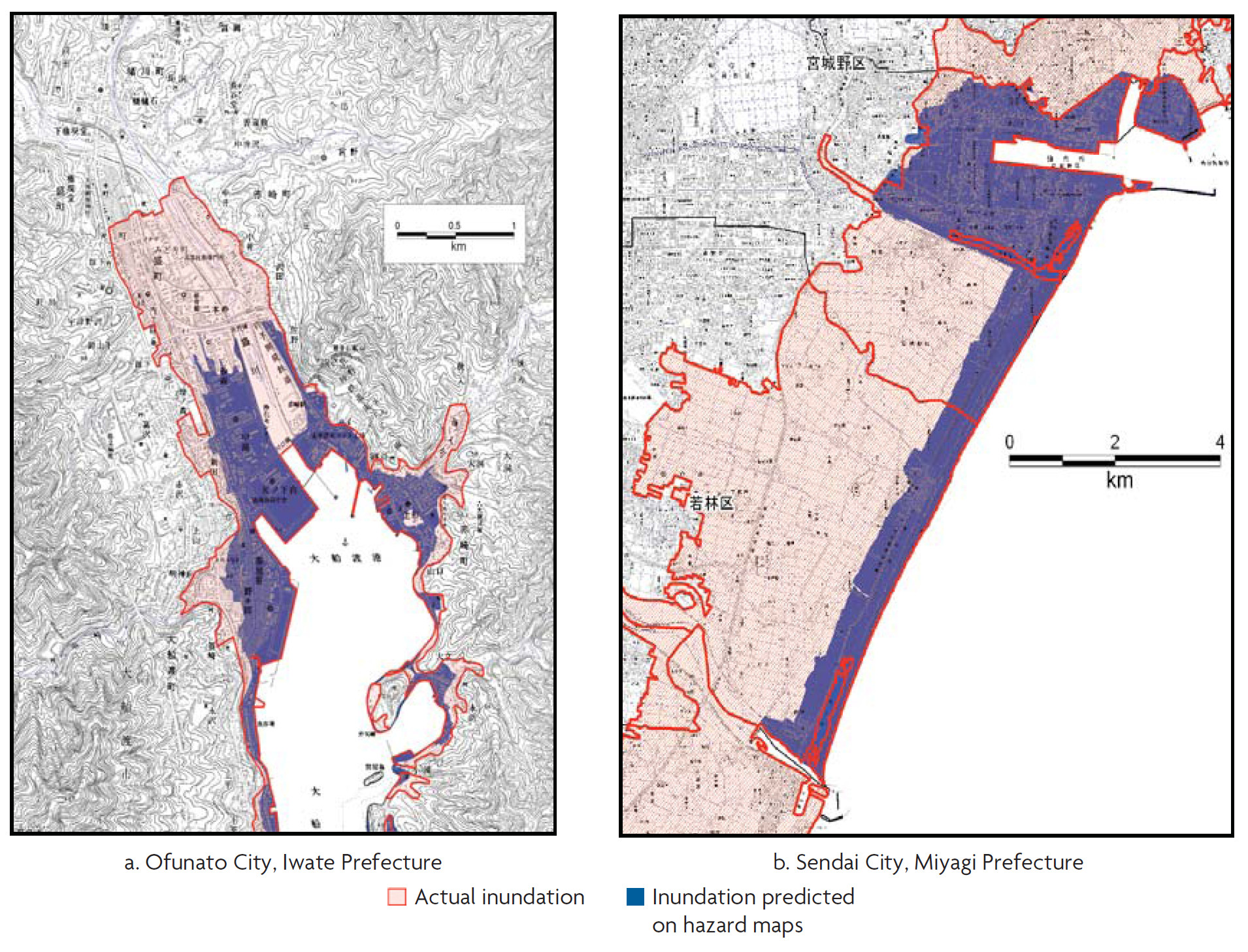
Auf Tsunamigefährdungskarten vorausgesagte Überflutungsflächen (blau) und tatsächliche Überflutungsflächen 2011 (rosa/rot) am Beispiel von Ōfunato (links) und Sendai.

Als Ergebnis dessen, dass man sich vor dem Tōhoku-Erdbeben von 2011 als größtes Erdbebenrisiko in Japan hauptsächlich auf ein mögliches Miyagi-oki-Erdbeben mit einer Magnitude zwischen 7,5 und 8,0 eingestellt hatte, für das von einer Wahrscheinlichkeit von 99 % innerhalb von 30 Jahren ausgegangen wurde, waren die getroffenen Tsunami-Gegenmaßnahmen in der Präfektur Miyagi nicht ausreichend für das folgende Tōhoku-Erdbeben von 2011 mit einer Stärke von 9,0 Mw. Entlang der Tōhoku-Küste waren vor dem Tōhoku-Erdbeben 2011 für alle Bezirke Tsunami-Gefahrenkarten erstellt worden, doch überstieg das Ausmaß der Überflutungsflächen in einigen Gebieten wie zum Beispiel in Sendai und Ōfunato bei weitem die in diesen Karten vorhergesagte maximalen Überflutungsflächen. Beispielsweise war man für die Tsunamigefährdungskarten von Minamisanriku davon ausgegangen, dass das erwartete Miyagi-Erdbeben eine geringere Tsunami-Überflutungsfläche in der Stadt als das Chile-Erdbeben von 1960 verursachen werde. Einige Teile der Umsiedlungsgebiete, in die die Bevölkerung nach dem Shōwa-Tsunami 1933 zum Schutz vor Tsunamis dem Wiederaufbauplan folgend umgesiedelt worden war, selbst solche auf höher gelegenem Gelände, wurden durch das unerwartete Ausmaß des Tsunamis stark beschädigt. So beispielsweise Ryōishi (両石町) in Kamaishi, wo der Tsunami statt der Auflaufhöhe von 9,5 m (Shōwa-Tsunami 1933) eine Auflaufhöhe von 21,2 m erreichte. In Osabe in Rikuzentakata konnten der nach dem Shōwa-Tsunami 1933 errichtete Hügel und Seawall die Gemeinde nicht vor dem Tsunami von 2011 schützen. Der Tsunami von 2011 übertraf in diesen Orten bei weitem das Ausmaß der Katastrophen von Meiji 1896 oder Shōwa 1933.
Nach dem Tsunami wurde daran erinnert, dass in Nordjapan hunderte Wegsteine stehen, die vor den Gefahren von Tsunamis warnen, manche älter als 600 Jahre. Tsunami-Mahnmale wie beispielsweise Steinmahnmale sind in vielen Gebieten entlang der Sanriku-Küste zu finden, von denen manche vom Tōhoku-Tsunami 2011 zerstört wurden wie in Minamisanriku. Viele Gedenkschreine entlang der Pazifikküste der Präfekturen Iwate, Miyagi und Fukushima überlebten hingegen den Tōhoku-Tsunami 2011 und waren an Orten errichtet worden, die mit der Erfahrung historischer Tsunamis wie dem Keichō-Sanriku-Tsunami von 1611 als sicher betrachtet wurden. So etwa im Dorf Aneyoshi in Miyako, wo der Tsunami von 2011 kurz vor dem Tsunamisteinmahnmal stoppte.
Während des Tsunamis von 2011 traten im südlichen Teil der Sendai-Buchtküste in hoher Dichte Küstendeichbrüche auf, wobei die Yamamoto-Bucht einen besonderen Schwerpunkt bildete. Aufgrund der unerwarteten Tsunami-Höhe und seines Auflaufs verfehlten viele Evakuierungsgebäude und Schutzräume den Zweck ihrer Ausweisung zur Lebensrettung. Die drei Orte mit der in der gesamten Tōhoku-Region schlechtesten Verortung der Evakuations- und Schutzorte, die statt Leben zu schützen vom Tsunami überflutet wurden, waren Rikuzentakata (35 von 68 Orten wurden überflutet), Onagawa (12 von 25 Orten wurden überflutet) und Minamisanriku (31 von 78 wurden überflutet), wo es in den Orten in der Folge zu hohen Raten an Todesopfern zwischen etwa 5 und 12 Prozent kam. Der Durchschnittswert der Opferrate (Anteil der Toten und Vermissten an der Bevölkerungszahl zur Zeit der Volkszählung 2010) in den Tsunami-Überflutungsgebieten entlang der Sanriku-Küste betrug 4,55 Prozent und war damit weitaus höher als in den Tsunami-Überflutungsgebieten entlang der Flachküste der Präfekturen Miyagi und Fukushima.

#### Bedeutung für den Katastrophen- und Küstenschutz

##### Entwicklungen vor der Tōhoku-Katastrophe 2011

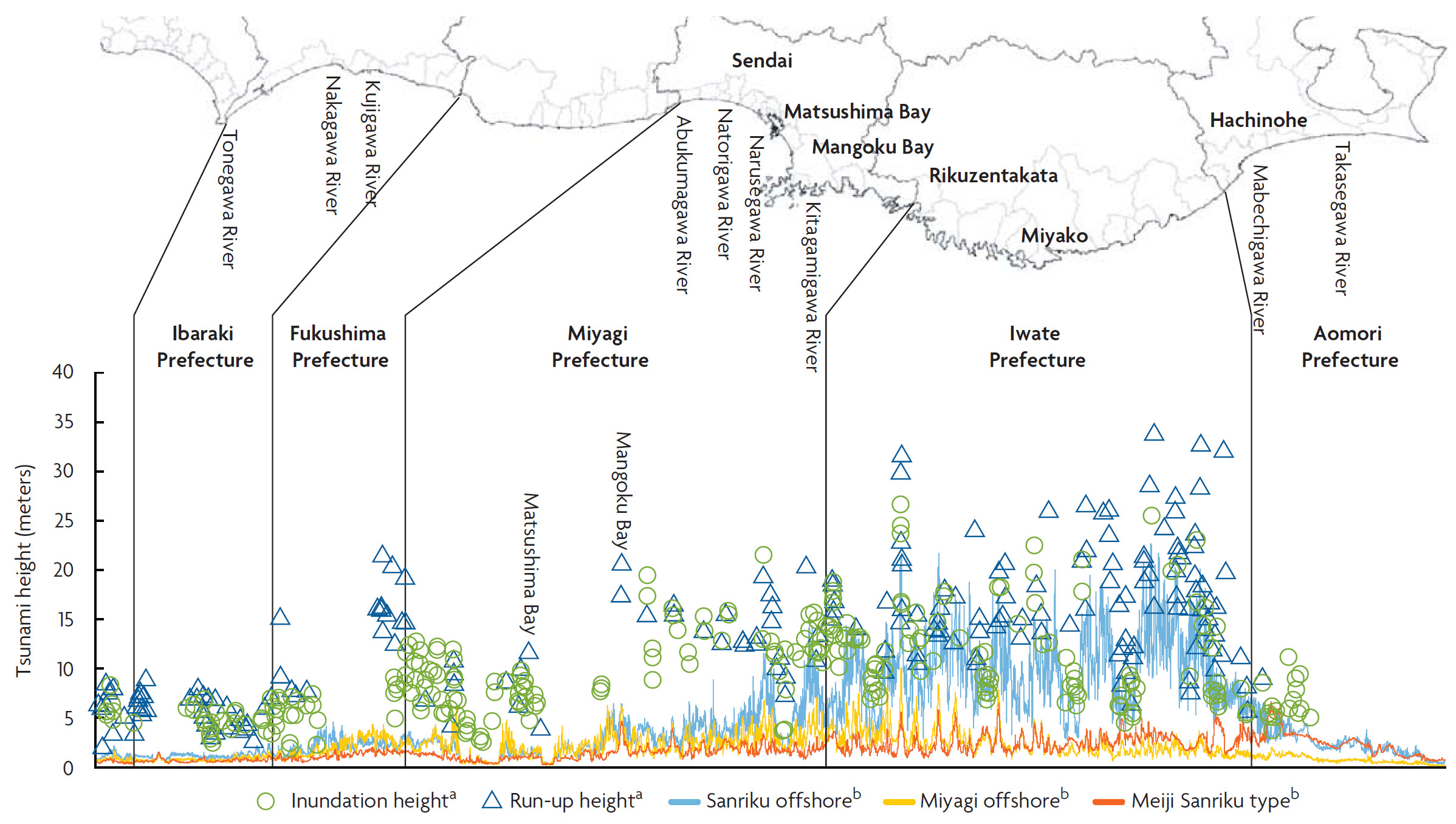
Vor der Tōhoku-Katastrophe 2011 simulierte Tsunamihöhen für die Typen Sanriku-oki (blauer Graph), Miyagi-oki (gelber Graph) und Meiji-Sanriku-oki (roter Graph) gegenüber den tatsächlich am 11. März 2011 verzeichneten Überflutungs- (grüne Kreise) und Auflaufhöhen (blaue Dreiecke).

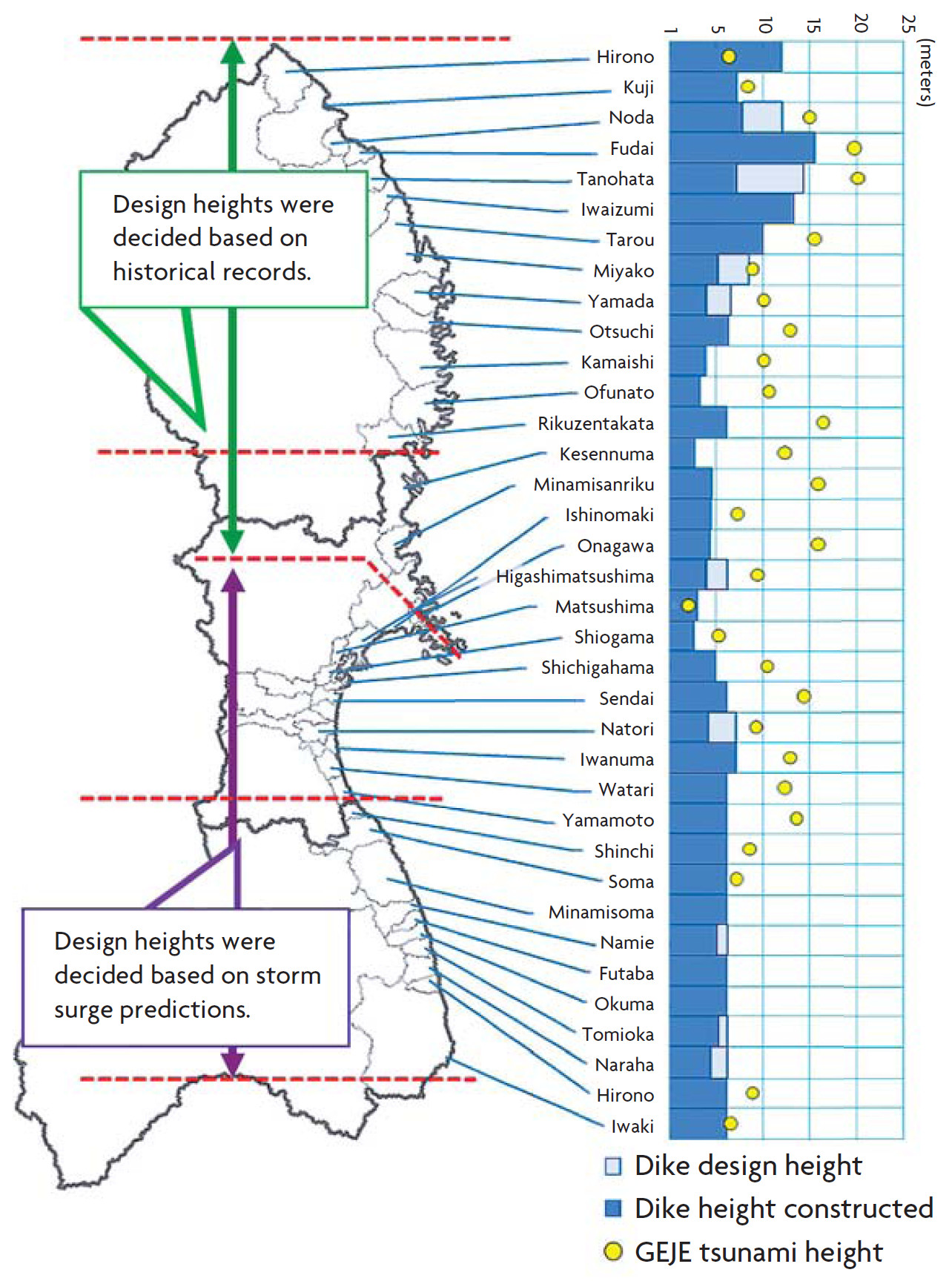
Vor der Tōhoku-Katastrophe von 2011 geplante (hellblau) und realisierte (dunkelblau) Deichhöhen sowie Höhen des Tōhoku-Tsunamis (gelb) vom 11. März 2011 an Orten der Tōhoku-Küste (Quelle: MLIT).

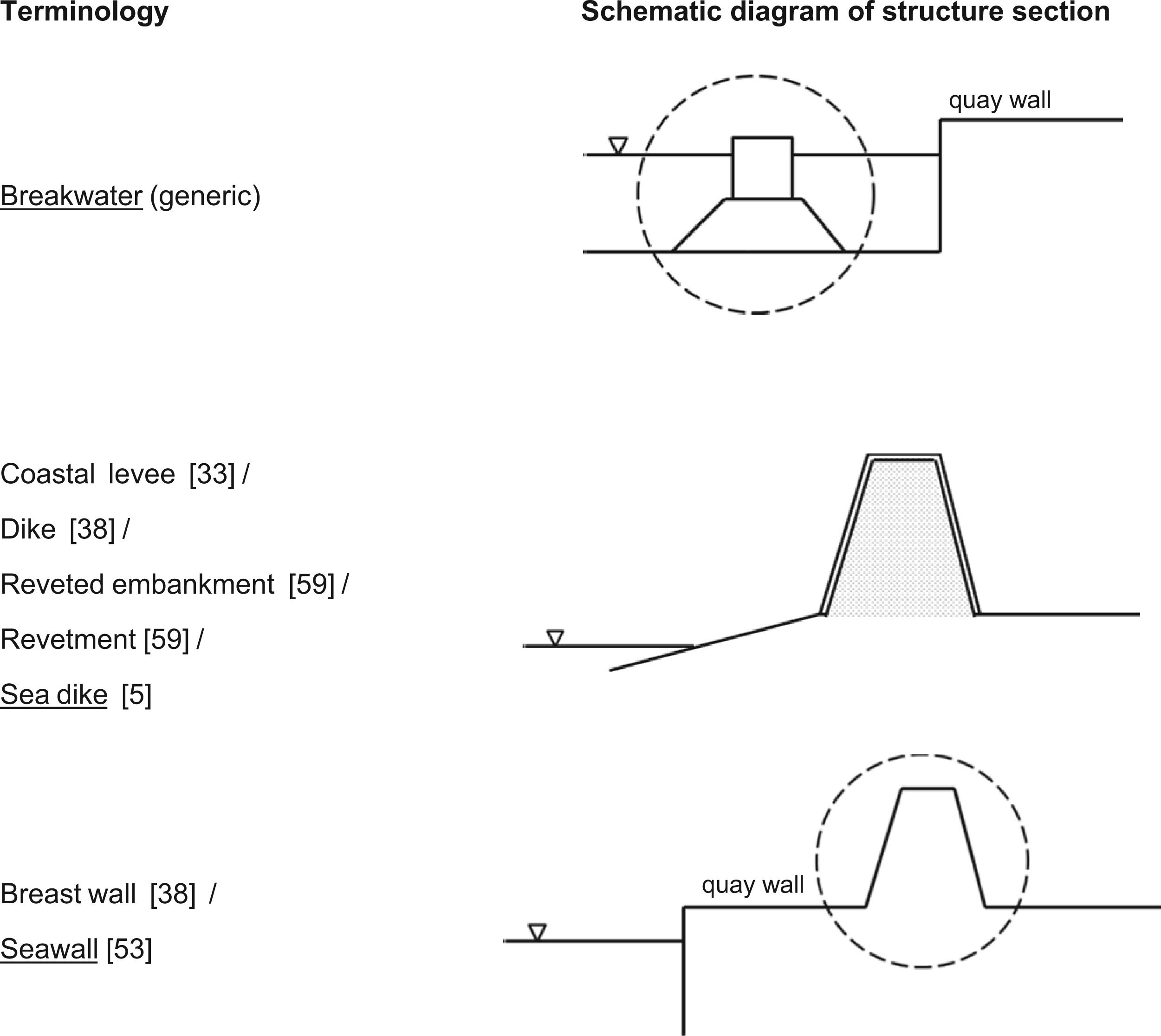
Küstenschutzstrukturen als strukturelle Tsunami-Gegenmaßnahmen:
Oben: der Kaimauer vorgelagerter Wellenbrecher (engl. breakwater)
Mitte: Küstendeich (engl. coastal levee, sea dike)
Unten: hinter der Kaimauer liegende Ufermauer (englisch: seawall)

Die von der Katastrophe betroffene Region hatte in der Vergangenheit schon häufig verheerende Schäden durch Tsunamis erlitten, so etwa beim Meiji-Sanriku-Tsunami im Juni 1896, beim Shōwa-Sanriku-Tsunami im März 1933 und bei dem Chile-Tsunami im Mai 1960. Vor dem Shōwa-Sanriku-Tsunami 1933 hatten sich Gegenmaßnahmen darauf beschränkt, Umsiedlungen auf höheres Terrain vorzunehmen.
Der Shōwa-Sanriku-Tsunami 1933, bei dem 3.000 (oder: 4.000) Menschen den Tod fanden, war die erste Katastrophe, die moderne Tsunami-Gegenmaßnahmen auf Initiative der Zentralregierung und der Präfekturalregierungen hin ausgelöst hatte. Diese Gegenmaßnahmen umfassten im Wesentlichen die Umsiedlung auf höheres Terrain und in begrenztem Umfang den Deichbau. Nach dem Shōwa-Sanriku-Tsunami 1933 hatte die japanische Regierung zunächst ein integriertes Katastrophenrisikomanagement umgesetzt, indem sie sich auf Evakuierungsplanung und Umsiedlung konzentriert hatte. Da sowohl der wissenschaftliche und technologische Stand als auch die Verfügbarkeit von Finanzmitteln noch keinen Bau von entsprechenden Deichen ermöglicht hatten, hatten Tsunamigegenmaßnahmen zu dieser Zeit eher auf Selbsthilfe und gegenseitige Hilfe als auf öffentliche Hilfe setzen müssen. Drei Monate nach dem Shōwa-Sanriku-Tsunami 1933 schlug der Rat für Katastrophenvorsorge (CEDP) des Bildungsministeriums ein Gesamtsystem der Tsunami-Katastrophenbekämpfung mit 10 Gegenmaßnahmen vor: Umsiedlung von Wohnhäusern auf höheres Gelände, Errichtung von Küstendeichen, Tsunami-Regulationswälder, Dämme/Wellenbrecher, Tsunami-resistente Gebiete, Pufferzonen, Evakuierungsrouten, Tsunami-Überwachung, Tsunami-Evakuierung und Gedenkveranstaltungen. Der von der japanischen Regierung geschaffene Wiederaufbauplan rief zur Umsiedlung in 102 Dörfern der Präfekturen Miyagi und Iwate auf. Aufgrund der hohen Baukosten wurden in der Folge lediglich an fünf Standorten Küstendeiche errichtet. Ihre Politik zum Wiederaufbau auf höher gelegenem Terrain nach dem Shōwa-Sanriku-Tsunami 1933 konnte die Regierung aufgrund der Schwierigkeiten beim Finden von geeignetem Gelände nicht vollständig umsetzen. Nach der Shōwa-Tsunami-Katastrophe führten 60 Dörfer in der Präfektur Miyagi (11 gemeinschaftliche und 49 individuelle Umsiedlungen) und 38 Dörfer in der Präfektur Iwate (allesamt gemeinschaftliche Umsiedlungen) Umsiedlungen durch, die alle innerhalb eines Jahres abgeschlossen wurden. 1941 folgte die Gründung einer Organisation für Tsunamiwarnungen für die Sanriku-Küste mit dem Ergebnis eines Tsunamivorhersagesystems, das 1952 von der Japan Meteorological Agency (JMA) auf die gesamte Küste Japans ausgeweitet wurde und nach dem Chile-Tsunami von 1960 auch Tsunamis mit weit entferntem Ursprungsort berücksichtigte. Für die Übermittlung der Tsunamiwarnungen steht japanischen Städten im typischen Fall ein oftmals zentral – zum Beispiel aus der Stadtverwaltung – betriebenes ausgedehntes Netz an Lautsprechern in den Straßen zur Verfügung, das sonst für tägliche offizielle Verkündungen dient, im Fall eines Tsunamis aber Warnungen in der ganzen Stadt übertragen kann, darunter neben einem Sirenenton auch gesprochene Mitteilungen.
Im weiteren Verlauf hatte sich die Politik der japanischen Regierung dann jedoch mehr auf strukturelle Maßnahmen wie ein auf Infrastruktur basierendes Warnsystem verlagert und war nach den 1960er Jahren technologieorientiert auf ein rasches Wirtschaftswachstum ausgerichtet gewesen. Wissenschaft, Technologie und Infrastruktur hatten sich stark entwickelt. Der Chile-Tsunami von 1960 löste den umfassenden Bau von Küstendeichen in der Region aus. Die Tsunami-Gegenmaßnahmen in Japan nach dem Chile-Tsunami von 1960 beschränkten sich hauptsächlich auf den Bau von Wellenbrechern/Deichen und Küstendeichen, deren Deichhöhe sich anfänglich an der Tsunamihöhe des Chile-Tsunamis von maximal 3 bis 6 Metern orientierte, später jedoch mehrere Male überholt wurde, um auch andere bedeutende Tsunamis der vorangegangenen 120 Jahre sowie Vorhersagen über künftige Sturmflutpegel zu berücksichtigen. Die Deiche waren darauf ausgelegt, den größten vorhergesagten Tsunami-Höhen und Sturmflutpegeln standzuhalten. Während die veranschlagten Höhen in der Präfektur Iwate und im nördlichen Miyagi auf historischen Aufzeichnungen beruhten, basierten sie im südlichen Miyagi und in der Präfektur Fukushima auf den vorhergesagten Sturmfluten. Das aus dem 1960 begonnenen Income-Doubling Plan resultierende rasante Wirtschaftswachstum konnte die hohen Baukosten decken. Bis der Tōhoku-Tsunami im März 2011 das östliche Japan traf, waren Küstendeiche in einer Gesamtlänge von 300 km und einer Höhe bis zu 15 m errichtet worden, davon 270 km von den Präfekturalregierungen (unterstützt von Staatssubventionen, die zwei Drittel der Kosten abdeckten), die die Hauptverantwortung für den Deichbau trugen, und 30 km von der Nationalregierung. Die Staatsregierung hatte auch technische Standards, Richtlinien und Handbücher für den Entwurf und Bau von Küstenbauwerken entwickelt. Während die Bevölkerung Japans in den fünf Jahrzehnten seit Ende des Zweiten Weltkrieges von 72 auf 125 Millionen angestiegen war, ermöglichten die Küstenschutzbauwerke, die sich nun auf ein Drittel der japanischen Küstenstrecke ausdehnten, einer größeren Anzahl Menschen, unmittelbar am Meer zu leben und zu arbeiten. Zum Zeitpunkt der Katastrophe von 2011 wurde Japan mit seinen Küstenschutzstrukturen (Wellenbrechern, Küstendeichen und Ufermauern/Seawalls) als derjenige Staat angesehen, dessen Küste am besten auf das Standhalten gegen einen starken Tsunami vorbereitet war. Die in den Buchten angelegten, massiven, freistehenden Wellenbrecher sollten die Industriehäfen mit ihrer Bevölkerung schützen. Die in weiten Teilen der Küstenebene errichteten Seedeiche sollten niedrig gelegene landwirtschaftliche Flächen und Städte vor Tsunamis und Sturmfluten bewahren. Und die Tsunamimauern (seawalls), von denen einige eine Höhe von 10 m oder mehr hatten, waren aufgrund früherer Tsunamis gebaut worden, um belebte Siedlungen zu schützen.

##### Bewährung und Schwächen während der Tōhoku-Katastrophe 2011
Vor der Tōhoku-Katastrophe 2011 war Japan als ein weltweit führendes Land im Tsunami-Katastrophenschutz bekannt. Mit den ernsten Auswirkungen des Tsunamis – besonders in der Tōhoku-Region, aber auch in anderen Regionen von Hokkaido im Norden bis Tokio im Süden, zeigte das Tsunami-Ereignis viele verborgene Schwächen in den Gegenmaßnahmen Japans für Tsunami-Katastrophen auf. Die Tōhoku-Katastrophe 2011 stellte die erste Bewährungsprobe unter realen Bedingungen für die verschiedenen Technologien und Gegenmaßnahmen dar, die Japan einsetzte, um die Menschen während der Tsunamis zu schützen. Es stellte sich heraus, dass einige Maßnahmen gut griffen, während andere ihr Ziel verfehlt zu haben scheinen. Einige Städte wie Fudai erwiesen sich als von ihren Bauwerken gut geschützt, obwohl der Tsunami die Höhe, für die sie ausgelegt worden waren, bei weitem überschritt. Einige Wellenbrecher wie derjenige in der Kamaishi-Bucht konnten den Tsunami-Schaden zumindest reduzieren oder verzögern. Am Beispiel der Stadt Hirono (Präfektur Iwate) lässt sich zeigen, dass die Deiche die Gemeinden Japans erfolgreich schützen konnten, solange der vom Erdbeben ausgelöste Tsunami niedriger als die Deiche war. Während der Tsunami in der Stadt Hirono eine Höhe von 9,5 m über dem Gezeitenstand hatte, waren die Deiche hier 12 m höher als der Gezeitenstand, und es kam zu keiner Überflutung der Stadt Hirono.
Die Höhe der Tsunamiwellen, die durch die unerwartet hohe Magnitude des Tōhokuerdbebens erzeugt wurden, führte jedoch im Allgemeinen dazu, dass die Küstenschutzstrukturen und andere Küstenbauwerke überbeansprucht und in vielen Fällen vollständig oder teilweise zerstört wurden. Viele Seawalls und Deiche waren gebaut worden, um die Küstenstädte vor Tsunamis zu schützen, wobei der Meiji-Sanriku-Tsunami von 1896 als Grundlage für das Konstruktionsdesign herangezogen wurde. Der über 10 m hohe Tōhoku-Tsunami 2011 überwand jedoch die Tsunami-Gegenwehranlagen und beschädigte sie erheblich. Von den insgesamt 300 km Deichstrecken entlang der 1.700 km langen Küste der Präfekturen Iwate, Miyagi und Fukushima wurden zusammengerechnet 190 km zerstört oder schwer beschädigt. In vielen Fällen war der Tsunami doppelt so hoch wie die Deiche. Zudem wurden Wellenbrecher auf einer errechneten Gesamtstrecke von rund 8,5 km zerstört, darunter auch bekannte und weltweit in der größten Tiefe errichtete Wellenbrecher in der Bucht von Kamaishi. Sämtliche Häfen entlang der Pazifikküste der Tōhoku-Region von Aomori bis Ibaraki erlitten beträchtliche Schäden an ihren Wellenbrechern, Kais und übrigen Küstenanlagen, die alle Hafenfunktionen vorübergehend außer Kraft setzten. Der Tsunami-Auflauf verursachte neben dem direkten Angriff von der Küste aus auch bedeutenden Schaden entlang wichtiger Flüsse in der Region wie in Ishinomaki, von wo aus der Tsunami noch 49 km stromaufwärts des Kitakami Auflaufspuren hinterließ und 73 Quadratkilometer oder 13 Prozent der gesamten Stadtfläche überflutete. Die Überflutung der Küstenschutzstrukturen im Kernkraftwerk Fukushima Daiichi führte zum Verlust von Meerwasserpumpen für das Nuklearreaktorkühlwasser und damit letztendlich zur Freisetzung hoher Mengen an radioaktivem Material.
Die Erfahrung mit der Tōhoku-Katastrophe 2011 zeigt, dass die Bevölkerung dazu neigte, sich zu stark auf die Regierung, Wissenschaft und Technologie zu verlassen wie auf das Warnsystem und die Deiche. In einigen Städten verzögerte sich die Evakuierung, weil die Menschen nicht damit rechneten, dass ein Tsunami einen Damm von bis zu 10 Metern Höhe überfluten könne. Manche Menschen konnten dem Tsunami nicht rechtzeitig entkommen, weil sie – angesichts der empfundenen Sicherheit durch den vermeintlichen Schutz des Baus von hohen Dämmen – ihre Häuser in das Tiefland entlang der Küste verlegt hatten, um näher an ihrer Einkommensquelle zu sein. Tatsächlich waren die anfänglichen Informationen der Tsunamiwarnung nicht zutreffend und die auf die Tsunamihöhen des Chilenischen Tsunamis ausgelegten Deichhöhen nicht hoch genug. Dies war einer der Faktoren für die hohe Anzahl an Opfern in der Bevölkerung. Diese Gegenmaßnahmen stellten sich als unangemessen heraus und verstärkten die negativen Folgen für die Menschen sogar, sobald das Ausmaß der Katastrophe den vorgesehenen Rahmen der Gegenmaßnahmen überschritt. Im Falle einer Überschreitung der Gestaltungsgrenzen der Antitsunami-Bauwerke durch die Naturgewalten erwies sich die übermäßige Abhängigkeit von strukturellen Maßnahmen damit nicht nur als ineffizient, sondern sogar als nachteilig. Als Lehre kann der Schluss gezogen werden, dass sich die Bevölkerung für ihren Schutz nicht allein auf die Küsteninfrastruktur verlassen sollte.
Aufgrund der nichtstrukturellen Tsunami-Gegenmaßnahmen an den gefährdeten japanischen Küsten, also umfassender Tsunami-Warnsysteme und gut einstudierter Evakuierungspläne, blieben die Opferzahlen im Vergleich zu den durch den Tsunami verursachten Zerstörungen dennoch verhältnismäßig begrenzt.

##### Entwicklungen und Veränderungen infolge der Tōhoku-Katastrophe 2011
Nach der Katastrophe von 2011 begann wieder eine Rückbesinnung auf die Bedeutung einer ausgeglichenen Mischung von strukturellen und nichtstrukturellen Gegenmaßnahmen. Das Tōhoku-Erdbeben 2011 war die erste Katastrophe in der jüngeren Geschichte Japans, die alle Erwartungen und Vorhersagen übertraf. Die Dimensionen der Katastrophe waren vorher nicht in Betracht gezogen worden. Die enormen Auswirkungen der Katastrophe veranlassten die japanische Regierung zu einem Paradigmenwechsel im Katastrophenrisikomanagement, der von einer strukturell-orientierten Präventionsstragie zu einer Schadensminderungsstrategie überleitete, bei der strukturelle und nichtstrukturelle Maßnahmen integrierend verbunden wurden.
Nach der Tōhoku-Katastrophe 2011 führte die japanische Regierung zwei Kategorien von Katastrophen und Tsunami-Gefährdungen (Level 1 oder Präventionsstufe und Level 2 oder Bereitschafts-/Verminderungsstufe) ein:
- Eine Katastrophe oder ein Tsunami der Kategorie 1 ereignet sich mit relativ hoher statistischer Wahrscheinlichkeit (einmal in 100 oder weniger Jahren) und verursacht bedeutende Schäden.[103][109][117] Die Strategie der Regierung im Falle eines Tsunamis der Kategorie 1 liegt in der Schadensverhütung durch Küstenschutzmaßnahmen wie die Errichtung von Seawalls von der Höhe eines Tsunamis der Kategorie 1 oder entsprechenden Wellenbrechern.[103][118] Im Fall von Tsunamis der Kategorie 1 sind konventionelle strukturelle Tsunami-Gegenmaßnahmen wie Deiche und Wellenbrecher geeignet, das Leben und den Besitz der Menschen zu schützen und die lokale Wirtschaftstätigkeit zu erhalten.[109]
- Katastrophen wie Tsunamis der Kategorie 2 (dazu zählt die Tōhoku-Katastrophe 2011) ereignen sich mit geringerer statistischer Wahrscheinlichkeit (lediglich etwa einmal in 1.000 Jahren), bergen jedoch die Gefahr verheerender Zerstörungen.[103][109] Im Fall von Level-2-Ereignissen sollte es ermöglicht werden, auch extremen Ereignissen mit niedriger Wahrscheinlichkeit und hohen Auswirkungen durch eine integrierte Katastrophenrisikomanagement-Strategie zu begegnen, die strukturelle und nicht-strukturelle Maßnahmen miteinander kombiniert wie Küstenschutz, Stadtplanung, Evakuierung und öffentliche Aufklärung.[117][118] Strategien für Ereignisse der Kategorie 2 sollen sich auf die Rettung von Menschenleben konzentrieren.[109] Die Strategie im Falle eines Tsunamis der Kategorie 2 liegt in der Schadensbegrenzung durch Maßnahmen wie Landnutzungsvorschriften und Tsunamiwarnsysteme.[103] Tsunamis der Kategorie kann also nicht mehr hauptsächlich durch Kastrophenschutzbauwerke begegnet werden, sondern sie erfordern eine integrierte Katastrophenrisikomanagement-Strategie, die strukturelle und nicht-strukturelle Maßnahmen verbindet. Zu den Maßnahmen, die in integrierter Weise die unverzügliche Evakuierung gewährleisten sollen, zählen Katastrophenvorhersagen und Frühwarnsysteme, Bodennutzungsplanung, ausgewiesene Evakuierungsstätten, Schutzräume und andere Einrichtungen und Bauwerke zur Verzögerung und Schwächung der Tsunamis. Katastrophenerziehung, -Übungen und gegenseitige Hilfsmechanismen werden ebenfalls als äußerst wichtig eingeschätzt.[109]

In den ersten Jahren nach dem Tsunami von 2011 wurden sowohl bei den strukturellen (Numerische Simulationen, Küstenschutzbauwerke, Gebäudeschädenbewertung, Küstenschutzwälder) als auch bei den nichtstrukturellen Maßnahmen (Warn- und Beobachtungssysteme, Evakuierung) viele Verbesserungen umgesetzt.

###### Strukturelle Gegenmaßnahmen
Küstenschutzbauwerke

Während der Tōhoku-Katastrophe 2011 entstanden desaströse Schäden, als Bauwerke durch den Tsunami überflutet wurden, ihre Belastungsgrenze erreichten und plötzlich zusammenbrachen. Als Lehre wurde daraus gezogen, dass die Bauwerke ausreichend widerstandsfähig sein müssen, um standzuhalten oder allmählich nachzugeben, selbst für den Fall, dass die natürlichen Kräfte ihre strukturelle Entwurfsbeschränkung überschreiten. Auch im Fall eines sehr großen Tsunamis sollten die Tsunami-Gegenwehranlagen so konstruiert sein, dass sie auch bei Überflutung weiterhin an ihrem Platz verbleiben und mitwirken, die Auswirkungen des Tsunami zumindest zu verringern. Um Tsunamis der Kategorie 2 standzuhalten, müssen Küstenbauwerke verbessert werden, so dass ihre Anfälligkeit für Brüche und ihre vollständige Zerstörung durch Unterspülung vermindert wird.
Während des Tōhoku-Tsunamis 2011 lag die Ursache für das Versagen von Küstendeichen in den meisten Fällen darin begründet, dass sie vom Tsunami überflutet und dann ihr unbewehrter Deichfuß unterspült wurde. Rund 87 Prozent der Deiche, die bereits gegen Unterspülung verstärkt worden waren, waren durch den Tōhoku-Tsunami 2011 hingegen nicht beschädigt worden, obwohl sie überspült worden waren. Zwar war das Phänomen der Unterspülung des Deichfußes schon durch den vom Tokachi-Erdbeben von 1968 bekannt, doch hatten die Ingenieure damals gefolgert, dass die Deiche nur ausreichend hoch gebaut werden müssten. Nach dem Tōhoku-Tsunami von 2011 wurde der Neubau der Deiche entlang der gesamten Tōhoku-Pazifikküste begonnen. Es wurde aber nun als finanziell unmöglich angesehen, die Küstendeiche so hoch zu entwerfen, dass sie die Überflutung eines Tsunamis mit der höchstmöglichen Höhe verhindern, zudem waren die Auswirkungen von so hohen Bauwerken, die die Fischerei- und Tourismuswirtschaft vom Meer trennen würden, unerwünscht. Stattdessen wies die neue Deichgeneration (nebaritsuyoi-Deiche) eine große Anzahl von Entwurfsverbesserungen auf, die auf eine Verhinderung oder zumindest Verzögerung des Dammbruches abzielten. Die nebaritsuyoi-Deiche wurden dafür ausgelegt, die Überflutung durch einen Tsunami der Kategorie 1 zu verhindern. Ihre Überflutung durch Tsunamis der Kategorie 2 wurde erwartet, doch sollten sie auch im Falle der Überflutung durch ihre Bauweise den Tsunami-Kräften widerstehen oder länger standhalten, um der gefährdeten Bevölkerung mehr Zeit für die Evakuierung zu ermöglichen.
Nebaritsuyoi-Bauweise wurde nach dem Tsunami von 2011 auch bei Wellenbrechern entwickelt und angewendet, wie bei dem Wellenbrecher von Kamaishi. Für andere große Wellenbrecher wie in Hachinohe, Kuji, Onagawa und Sōma wurde ebenfalls ein Neubau in ähnlicher nebaritsuyoi-Weise beschlossen. Wie beim Wellenbrecher von Ōfunato, der ebenfalls in der Mündung einer Bucht liegt, wurde sein Neubau beschlossen, bei dem die Wahrscheinlichkeit verringert werden sollte, dass die Caissons der Wellenbrecher verrutschen können. Zudem wurde beim Neubau dieser beiden Wellenbrecher in Kamaishi und Ōfunato die zentrale Öffnung der Wellenbrecher verstärkt.
Küstenwälder

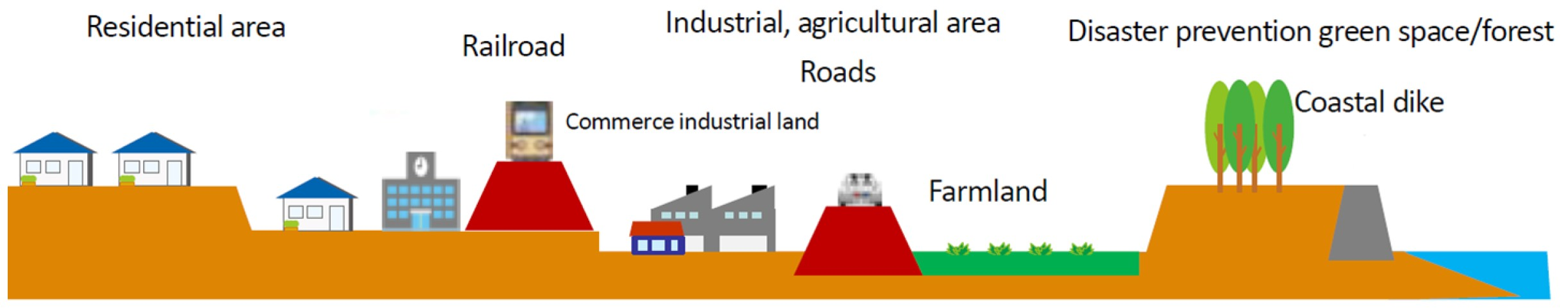
Mehrschichtige Tsunami-Gegenmaßnahme in der Sendai-Ebene

Die Wiederaufbaubehörde (japanisch: 復興庁; englisch: Reconstruction Agency, RA) kündigte nach der Katastrophe an, künftig beim Wiederaufbau von Küstengebieten Küstenwälder zu nutzen. In der Sendai-Ebene wurde mit der Umsetzung einer mehrschichtigen Gegenmaßnahme zur Verminderung der Tsunami-Auswirkungen begonnen, bei der ein Seawall mit einem Küstenwald und erhöhtem Land oder Straßen kombiniert wurden. Ein Beispiel für diese Strategie bietet die Stadt Iwanuma, wo der Plan mehrere aus Tsunamitrümmern aufgeschüttete Evakuierungshügel (Millennium Hope Hills, +11m T.P.), eine erhöhte Straße (+ 4-5m T.P.), einen Gartenweg (+ 3m T.P.) und einen bestehender künstlicher Kanal (Teizanbori) als erste großangelegte soziale Implementierung gegen Tsunamis in Japan umfasst.

###### Nichtstrukturelle Gegenmaßnahmen
Landnutzungsänderungen und Umsiedlungen

Die Pläne der japanischen und der lokalen Regierungen zum physischen Wiederaufbau der vom Tsunami betroffenen Gebiete berücksichtigen Tsunamis der Kategorie 1 und 2 und zogen politische Maßnahmen zu Landnutzungsänderungen und Umsiedlungen der Menschen in den betroffenen Gebieten auf höher gelegenes Gelände ebenso in Betracht wie die Aufschüttung von Hügeln in tief gelegenen Gebieten. Aufgrund der periodisch wiederkehrenden Tsunamis in der Tōhoku-Region gehörte die Umsiedlung von Menschen aus Tsunami-gefährdeten Gebieten zum Wiederaufbauprozess. Zwar werden sowohl Landnutzungsvorschriften in Küstengebieten als auch Umsiedlungen der Bevölkerung in höher gelegene Gebiete nach jeder Tsunami-Katastrophe diskutiert und Menschen aus den betroffenen Gebieten zogen nach jeder Katastrophe wie 1896, 1933 oder 1960 auf höher gelegenes Terrain um, doch scheitern diese Maßnahmen üblicherweise daran, dass die Menschen mit der Zeit wieder in die tiefer gelegenen und Tsunami-gefährdeten Gebiete in Meeresnähe zurückkehren. Für diese Rückkehr besteht eine Vielzahl von Gründen wie Bevölkerungszunahme, Anforderungen des Fischereigewerbes. Der Wiederaufbauplan nach der Tōhoku-Katastrophe 2011 ist dem Wiederaufbauplan nach der Shōwa-Tsunami-Katastrophe von 1933 sehr ähnlich. Ein Unterschied besteht darin, dass nach dem Wiederaufbauplan nach 2011 ein Seawall vorgesehen ist, der einen Tsunami der Kategorie 1 abwehren soll, während der Shōwa-Wiederaufbauplan auf Umsiedlungen auf höher gelegenes Gelände zur Schadensbegrenzung gesetzt hatte. Die Regierung erließ nach dem Tōhoku-Tsunami von 2011 neue Richtlinien für den Wiederaufbau von Fluss- und Küstenbauwerken, die neben ihrer äußeren Gestaltung auch lokale Charakteristika, Ökosysteme, Aspekte der Nachhaltigkeit und die finanzielle Realisierbarkeit berücksichtigten.
Tsunami-Warnsystem

Nach der Tōhoku-Katastrophe 2011 unterzog die JMA sämtliche ihrer Warnstrategien einer Untersuchung, um das Tsunamiwarnsystem zu verbessern. Als Resultat dessen fasste die JMA drei Lösungsbereiche für die Verbesserung des Tsunamiwarnsystems in den Bereichen Grundstrategie, technischen Verbesserungen und Verbesserungen in ihren amtlichen Bekanntmachung und Ausdrücken zusammen. Die Änderungen in der Grundstrategie sahen vor, dass die ersten Warnungen künftig möglichst schnellstmöglich, vorzugsweise innerhalb der ersten drei Minuten verbreitet werden und auf Grundlage des ungünstigsten möglichen Falles beruhen soll. Im Falle von aktualisierten Meldungen sollen vorige, zu gering eingeschätzte Werte nicht mehr erscheinen. Die technischen Verbesserungen schließen hochauflösende Überflutungsvorhersagen ein, die die Auswirkungen von Autobahnen berücksichtigen. Die Verbesserungen in den Begrifflichkeiten und Inhalten der Bekanntmachungen zielten auf höhere Verständlichkeit der Tsunamiwarnungen. Anstelle der vorher acht verschiedenen vorhergesagten Tsunamiklassen wurden in der neuen Version nur noch fünf unterschieden. Zusätzlich zu den Zahlenwerten sollte die Tsunamihöhe künftig auch begrifflich beschrieben werden („huge“ für 5 m, 10 m und ≥10 m, „high“ für 3 m und „(N/A)“ für 1 m).

### Russland
Die Flutwelle erreichte das russische Festland mit einer maximalen Wellenhöhe von 40 cm in der Region Primorje bzw. 80 cm in der Region Kamtschatka. Die höchsten gemessenen Wellenhöhen des Tsunamis in Russland wurden von den Inseln der Oblast Sachalin gemeldet: Malokurilskoje: 3 m; Juschno-Kurilsk: 1,89 m; Kurilsk: 0,56 m; Burewestnik: 2 m, Sewero-Kurilsk: 1,6 m; Poronaisk: 0,85 m; Starodubskoje: 0,65 m; Newelsk: 0,27 m; Cholmsk: 0,22 m; Uglegorsk: 0,18 m; Korsakow: 0,67 m; Krilon: 0,29 m.

### Sonstiger Pazifikraum
Das Pacific Tsunami Warning Center gab Warnungen vor dem Eintreffen eines Tsunamis für fast den gesamten Pazifischen Ozean aus; diese Warnungen umfassten Japan, Russland, die Marcusinsel, die Nördlichen Marianen, Guam, Wake, Taiwan, die Yap-Inseln, die Philippinen, die Marshallinseln, Palau, die Midwayinseln, Pohnpei, Chuuk, Kosrae, Indonesien, Papua-Neuguinea, Nauru, das Johnston-Atoll, die Salomonen, Kiribati, die Howlandinsel, die Bakerinsel, Hawaii, Tuvalu, Palmyra, Vanuatu, Tokelau, Jarvis Island, Wallis und Futuna, Samoa, Amerikanisch-Samoa, Tonga, die Cookinseln, Niue, Australien, Fidschi, Neukaledonien, Mexiko, die Kermadecinseln, Französisch-Polynesien, Neuseeland, Pitcairn, Guatemala, El Salvador, Costa Rica, Nicaragua, die Antarktis, Panama, Honduras, Chile, Ecuador, Kolumbien, Peru sowie Alaska, die Westküste Kanadas und die Westküste der Vereinigten Staaten.
Der Tsunami breitete sich über den Pazifik mit einer Geschwindigkeit von 800 km/h aus. Das Rote Kreuz warnte aufgrund der anfänglichen Informationen davor, dass die Tsunamiamplitude größer sein könnte als die maximale Höhe vieler Inseln im Pazifischen Ozean.
In Kalifornien ertrank mindestens ein Mensch und der Tsunami richtete Schäden von Crescent City bis nach Santa Cruz an, die nach einer vorläufigen Prognose 36 Mio. Euro betrugen.
In Papua-Neuguinea ertrank ein Mann, als er von einer Welle erfasst und auf das Meer hinausgespült wurde.

### Übersicht über Wellenhöhe und Ankunftszeit
| Messstelle | Staat/Gebiet           | Koordinaten  | Ankunftszeit | Amplitude |
| --- | ---------------------- | ------------ | ------------ | --------- |
| Ōfunato, Iwate | Japan                  |              | 06:18        | ≥8,0 m *  |
| Ishinomaki, Miyagi | Japan                  |              | 06:20        | ≥3,3 m    |
| Kamaishi, Iwate | Japan                  |              | 06:21        | ≥4,1 m    |
| Miyako, Iwate | Japan                  |              | 06:26        | ≥8,5 m *  |
| Sōma, Fukushima | Japan                  |              | 06:50        | ≥7,3 m    |
| Hanasaki, Nemuro, Hokkaidō | Japan                  | 43.3N 145.6E | 06:56        | 1,83 m    |
| Nemuro, Hokkaidō | Japan                  |              | 06:57        | 2,8 m     |
| Tokachi, Hokkaidō | Japan                  |              | 06:57        | ≥2,8 m    |
| Urakawa, Hokkaidō | Japan                  |              | 07:42        | 2,7 m     |
| Ōarai, Ibaraki | Japan                  |              | 07:52        | 4,2 m     |
| Omaezaki, Shizuoka | Japan                  | 34.6N 138.2E | 08:18        | 1,42 m    |
| Naha, Okinawa | Japan                  | 26.2N 127.7E | 09:01        | 0,25 m    |
| Saipan | Vereinigte Staaten     | 15.2N 145.7E | 09:16        | 0,65 m    |
| Mutsu, Aomori | Japan                  |              | 09:16        | 2,9 m     |
| Wake | Vereinigte Staaten     | 19.3N 166.6E | 09:28        | 0,39 m    |
| Tosashimizu, Kōchi | Japan                  | 32.8N 133.0E | 09:46        | 0,84 m    |
| Yap | Mikronesien            | 9.5N 138.1E  | 10:13        | 0,15 m    |
| Adak, Alaska | Vereinigte Staaten     | 51.9N 176.6W | 10:34        | 0,35 m    |
| Midwayinseln | Vereinigte Staaten     | 28.2N 177.4W | 10:48        | 1,27 m    |
| Nikolski, Alaska | Vereinigte Staaten     | 52.9N 168.9W | 11:09        | 0,27 m    |
| Kwajalein | Marshallinseln         | 8.7N 167.7E  | 11:11        | 0,55 m    |
| Legazpi City | Philippinen            | 13.1N 123.8E | 11:16        | 0,25 m    |
| Shemya, Alaska | Vereinigte Staaten     | 52.7N 174.1E | 11:36        | 1,58 m    |
| Nauru | Nauru                  | 0.5S 166.9E  | 11:56        | 0,20 m    |
| Dutch Harbor, Alaska | Vereinigte Staaten     | 53.9N 166.5W | 12:04        | 0,41 m    |
| Johnston-Atoll | Vereinigte Staaten     | 16.7N 169.5W | 12:06        | 0,20 m    |
| Tern, French Frigate Shoals | Vereinigte Staaten     | 23.9N 166.3W | 12:24        | 0,38 m    |
| Betio, Tarawa | Kiribati               | 1.4N 172.9E  | 12:25        | 0,21 m    |
| Saint Paul Island, Alaska | Vereinigte Staaten     | 57.1N 170.3W | 12:28        | 0,65 m    |
| Barbers Point, Hawaii | Vereinigte Staaten     | 21.3N 158.1W | 13:08        | 0,70 m    |
| Kahului, Maui | Vereinigte Staaten     | 20.9N 156.5W | 13:27        | 1,74 m    |
| Nawiliwili, Kauai | Vereinigte Staaten     | 22.0N 159.4W | 13:43        | 0,76 m    |
| Hilo, Hawaii | Vereinigte Staaten     | 19.7N 155.1W | 14:09        | 1,41 m    |
| Honolulu, Oʻahu | Vereinigte Staaten     | 21.3N 157.9W | 14:10        | 0,71 m    |
| Kawaihae, Hawaii | Vereinigte Staaten     | 20.0N 155.8W | 14:13        | 1,22 m    |
| Manus | Papua-Neuguinea        | 2.0S 147.4E  | 14:25        | 0,93 m    |
| Kanton | Kiribati               | 2.8S 171.7W  | 14:25        | 0,05 m    |
| Honiara | Salomonen              | 9.4S 160.0E  | 14:36        | 0,26 m    |
| Kiritimati | Kiribati               | 2.0N 157.5W  | 14:47        | 0,56 m    |
| Winter Harbour, British Columbia | Kanada                 | 50.7N 128.3W | 15:05        | 0,47 m    |
| Subic-Bucht | Philippinen            | 14.8N 120.3E | 15:17        | 0,07 m    |
| Lombrum, Manus | Papua-Neuguinea        | 2.0S 147.4E  | 15:29        | 1,04 m    |
| Kaumalapau, Hawaii | Vereinigte Staaten     | 20.8N 156.9W | 15:31        | 0,91 m    |
| Luganville | Vanuatu                | 15.5S 167.2E | 15:37        | 0,54 m    |
| Langara Point, British Columbia | Kanada                 | 54.2N 133.1W | 15:39        | 0,52 m    |
| Arena Cove, Kalifornien | Vereinigte Staaten     | 38.9N 123.7W | 15:40        | 0,82 m    |
| Vanuatu | Vanuatu                | 17.8S 168.3E | 15:42        | 0,69 m    |
| Lautoka | Fidschi                | 17.6S 177.4E | 15:45        | 0,33 m    |
| Charleston, Oregon | Vereinigte Staaten     | 43.3N 124.3W | 15:45        | 0,49 m    |
| Humboldt Bay | Vereinigte Staaten     | 40.8N 124.2W | 15:53        | 0,54 m    |
| Pago Pago | Amerikanisch-Samoa     | 14.3S 170.7W | 15:56        | 0,34 m    |
| Port San Luis, Kalifornien | Vereinigte Staaten     | 35.2N 120.8W | 16:54        | 1,88 m    |
| Crescent City, Kalifornien | Vereinigte Staaten     | 41.7N 124.2W | 16:57        | 2,02 m    |
| Port Orford (Oregon) | Vereinigte Staaten     | 42.7N 124.5W | 17:24        | 1,85 m    |
| Bitung | Indonesien             | 0.4N 125.2E  | 17:27        | 0,26 m    |
| San Francisco, Kalifornien | Vereinigte Staaten     | 37.8N 122.5W | 17:49        | 0,64 m    |
| Nukuʻalofa | Tonga                  | 21.1S 175.2W | 17:51        | 0,37 m    |
| Adak, Alaska | Vereinigte Staaten     | 51.9N 176.6W | 17:55        | 1,09 m    |
| Point Reyes, Kalifornien | Vereinigte Staaten     | 38.0N 123.0W | 18:10        | 1,38 m    |
| Rarotonga | Cookinseln             | 21.2S 159.8W | 18:13        | 0,29 m    |
| Rangiroa | Französisch-Polynesien | 14.9S 147.7W | 18:22        | 0,29 m    |
| Papeete, Tahiti | Französisch-Polynesien | 17.5S 149.6W | 18:22        | 0,39 m    |
| Nuku Hiva, Marquesas | Französisch-Polynesien | 8.9S 140.1W  | 18:24        | 1,48 m    |
| Cabo San Lucas | Mexiko                 | 22.9N 109.9W | 19:06        | 0,22 m    |
| Westport, Washington | Vereinigte Staaten     | 46.9N 124.1W | 19:20        | 0,62 m    |
| North Cape | Neuseeland             | 34.4S 173.0E | 20:01        | 0,25 m    |
| La Jolla, Kalifornien | Vereinigte Staaten     | 32.9N 117.3W | 20:07        | 0,43 m    |
| Monterey Harbor, Kalifornien | Vereinigte Staaten     | 36.6N 121.9W | 20:13        | 0,72 m    |
| Rikitea | Französisch-Polynesien | 23.1S 135.0W | 20:14        | 0,21 m    |
| Los Angeles, Kalifornien | Vereinigte Staaten     | 33.7N 118.3W | 21:15        | 0,51 m    |
| San Diego, Kalifornien | Vereinigte Staaten     | 32.7N 117.2W | 21:31        | 0,51 m    |
| Old Harbor, Alaska | Vereinigte Staaten     | 57.2N 153.3W | 21:54        | 0,33 m    |
| Lottin Point | Neuseeland             | 37.6S 178.2E | 22:09        | 0,33 m    |
| Kodiak, Alaska | Vereinigte Staaten     | 57.7N 152.5W | 22:11        | 0,28 m    |
| Santa Monica, Kalifornien | Vereinigte Staaten     | 34.0N 118.5W | 22:23        | 0,84 m    |
| Waitangi, Chathaminseln | Neuseeland             | 43.9S 176.6W | 22:30        | 0,67 m    |
| Acapulco | Mexiko                 | 16.8N 99.9W  | 22:54        | 0,77 m    |
| Spring Bay, Tasmanien | Australien             | 42.5S 147.9E | 22:59        | 0,19 m    |
| Jackson Bay/Okahu | Neuseeland             | 44.0S 168.6E | 23:25        | 0,35 m    |
| Santa Barbara, Kalifornien | Vereinigte Staaten     | 34.4N 119.7W | 23:45        | 0,99 m    |
| Baltra, Galapagos | Ecuador                | 0.4S 90.3W   | 23:54        | 0,82 m    |
| Quepos | Costa Rica             | 9.4N 84.2W   | +1d 00:01    | 0,18 m    |
| Acajutla | El Salvador            | 13.6N 89.8W  | +1d 00:04    | 0,20 m    |
| Christchurch | Neuseeland             | 43.6S 172.8E | +1d 00:16    | 0,27 m    |
| Owenga, Chatham-Inseln | Neuseeland             | 44.0S 176.4W | +1d 00:20    | 0,81 m    |
| Santacruz, Galapagos | Ecuador                | 0.7S 90.3W   | +1d 00:38    | 1,77 m    |
| Manzanillo | Mexiko                 | 19.1N 104.3W | +1d 01:17    | 1,45 m    |
| Osterinsel | Chile                  | 27.2S 109.4W | +1d 01:24    | 0,73 m    |
| La Libertad | Ecuador                | 2.2S 80.9W   | +1d 02:39    | 1,23 m    |
| Atico | Peru                   | 16.2S 73.7W  | +1d 04:05    | 0,33 m    |
| Coquimbo | Chile                  | 30.0S 71.3W  | +1d 04:38    | 1,46 m    |
| Callao | Peru                   | 12.1S 77.2W  | +1d 04:44    | 1,67 m    |
| Caldera | Chile                  | 27.1S 70.8W  | +1d 04:46    | 1,41 m    |
| Talcahuano | Chile                  | 36.7S 73.1W  | +1d 05:33    | 1,06 m    |
| San Félix | Chile                  | 26.3S 80.1W  | +1d 05:36    | 0,51 m    |
| Iquique | Chile                  | 20.2S 70.1W  | +1d 05:44    | 0,72 m    |
| Corral | Chile                  | 39.9S 73.4W  | +1d 06:02    | 1,25 m    |
| Arica | Chile                  | 18.5S 70.3W  | +1d 06:19    | 1,25 m    |
| Quelle, sofern nicht anderes angegeben: NOAA PTWC & AWCTWC (Memento vom 15. Juni 2013 im Internet Archive). Alle Zeitangaben in UTC. |                        |              |              |           |

## Auswirkungen
In Bezug auf den Anteil der zerstörten Häuser zählten Ōtsuchi, Rikuzentakata, Kesennuma, Onagawa und Ishinomaki zu den Gemeinden mit besonders großem Schaden. Dies wurde unter anderem damit erklärt, dass die Unterschiede bei den Schäden von der Entfernung zum Epizentrum des Erdbebens und von der Geomorphologie der jeweiligen Gemeinde abhängig waren.
Die Opferrate (Anteil von Toten und Vermissten an der jeweiligen Bevölkerung) war in großen Städten wie Kesennuma und Ishinomaki verhältnismäßig gering, da diese Städte im Vergleich zu kleinen Küstenstädten wie Onagawa, Ōtsuchi und Rikuzentakata über ein weites Hinterland verfügten.
Eine Reihe von Städten wie Ōtsuchi, Rikuzentakata und Minamisanriku wurde vom Tsunami völlig verwüstet. Ihre Stadtzentren wurden komplett zerstört, ihre Rathäuser und die anderen wichtigsten kommunalen Dienste außer Dienst gestellt.
In anderen Städten wie Miyako, Kamaishi, Kesennuma und Ishinomaki bleiben die meisten kommunalen Dienste funktionstüchtig, obwohl es dort jeweils zu großem Schaden am Hauptzentrum der Stadt gekommen war, während die umgebenden Dörfer entlang der Küste fast völlig zerstört wurden.
In wieder einer anderen Reihe von Städten wie Fudai, Tanohata und Ost-Matsushima war es zwar zu einigem Schaden durch den Tsunami gekommen, doch blieben die Kernfunktionen unbeschadet, mit Ausnahme solcher, die der Waterfront benachbart waren oder zur Fischerei- und Meeresprodukte-Produkte-Industrie gehörten-

### Opfer
| Vergleich der Opferzahlen des Tōhoku-Erdbebens 2011 und anderer Naturkatastrophen in Japan seit 1945 | Vergleich der Opferzahlen des Tōhoku-Erdbebens 2011 und anderer Naturkatastrophen in Japan seit 1945 | Vergleich der Opferzahlen des Tōhoku-Erdbebens 2011 und anderer Naturkatastrophen in Japan seit 1945 | Vergleich der Opferzahlen des Tōhoku-Erdbebens 2011 und anderer Naturkatastrophen in Japan seit 1945 | Vergleich der Opferzahlen des Tōhoku-Erdbebens 2011 und anderer Naturkatastrophen in Japan seit 1945 |
| --- | --- | --- | --- | --- |
| Jahr: | | | | Anzahl:                                                                                              |
| 1945 | 1945                                                                                                 | | 6.062                                                                                                | 6.062                                                                                                |
| 1946 | 1946                                                                                                 | | 1.504                                                                                                | 1.504                                                                                                |
| 1947 | 1947                                                                                                 | | 1.950                                                                                                | 1.950                                                                                                |
| 1948 | 1948                                                                                                 | | 4.897                                                                                                | 4.897                                                                                                |
| 1949 | 1949                                                                                                 | | 975                                                                                                  | 975                                                                                                  |
| 1950 | 1950                                                                                                 | | 1.210                                                                                                | 1.210                                                                                                |
| 1951 | 1951                                                                                                 | | 1.291                                                                                                | 1.291                                                                                                |
| 1952 | 1952                                                                                                 | | 449                                                                                                  | 449                                                                                                  |
| 1953 | 1953                                                                                                 | | 3.212                                                                                                | 3.212                                                                                                |
| 1954 | 1954                                                                                                 | | 2.926                                                                                                | 2.926                                                                                                |
| 1955 | 1955                                                                                                 | | 727                                                                                                  | 727                                                                                                  |
| 1956 | 1956                                                                                                 | | 765                                                                                                  | 765                                                                                                  |
| 1957 | 1957                                                                                                 | | 1.515                                                                                                | 1.515                                                                                                |
| 1958 | 1958                                                                                                 | | 2.120                                                                                                | 2.120                                                                                                |
| 1959 | 1959                                                                                                 | | 5.868                                                                                                | 5.868                                                                                                |
| 1960 | 1960                                                                                                 | | 528                                                                                                  | 528                                                                                                  |
| 1961 | 1961                                                                                                 | | 902                                                                                                  | 902                                                                                                  |
| 1962 | 1962                                                                                                 | | 381                                                                                                  | 381                                                                                                  |
| 1963 | 1963                                                                                                 | | 575                                                                                                  | 575                                                                                                  |
| 1964 | 1964                                                                                                 | | 307                                                                                                  | 307                                                                                                  |
| 1965 | 1965                                                                                                 | | 367                                                                                                  | 367                                                                                                  |
| 1966 | 1966                                                                                                 | | 578                                                                                                  | 578                                                                                                  |
| 1967 | 1967                                                                                                 | | 607                                                                                                  | 607                                                                                                  |
| 1968 | 1968                                                                                                 | | 259                                                                                                  | 259                                                                                                  |
| 1969 | 1969                                                                                                 | | 183                                                                                                  | 183                                                                                                  |
| 1970 | 1970                                                                                                 | | 163                                                                                                  | 163                                                                                                  |
| 1971 | 1971                                                                                                 | | 350                                                                                                  | 350                                                                                                  |
| 1972 | 1972                                                                                                 | | 587                                                                                                  | 587                                                                                                  |
| 1973 | 1973                                                                                                 | | 85                                                                                                   | 85                                                                                                   |
| 1974 | 1974                                                                                                 | | 324                                                                                                  | 324                                                                                                  |
| 1975 | 1975                                                                                                 | | 213                                                                                                  | 213                                                                                                  |
| 1976 | 1976                                                                                                 | | 273                                                                                                  | 273                                                                                                  |
| 1977 | 1977                                                                                                 | | 174                                                                                                  | 174                                                                                                  |
| 1978 | 1978                                                                                                 | | 153                                                                                                  | 153                                                                                                  |
| 1979 | 1979                                                                                                 | | 208                                                                                                  | 208                                                                                                  |
| 1980 | 1980                                                                                                 | | 148                                                                                                  | 148                                                                                                  |
| 1981 | 1981                                                                                                 | | 232                                                                                                  | 232                                                                                                  |
| 1982 | 1982                                                                                                 | | 524                                                                                                  | 524                                                                                                  |
| 1983 | 1983                                                                                                 | | 301                                                                                                  | 301                                                                                                  |
| 1984 | 1984                                                                                                 | | 199                                                                                                  | 199                                                                                                  |
| 1985 | 1985                                                                                                 | | 199                                                                                                  | 199                                                                                                  |
| 1986 | 1986                                                                                                 | | 148                                                                                                  | 148                                                                                                  |
| 1987 | 1987                                                                                                 | | 69                                                                                                   | 69                                                                                                   |
| 1988 | 1988                                                                                                 | | 93                                                                                                   | 93                                                                                                   |
| 1989 | 1989                                                                                                 | | 96                                                                                                   | 96                                                                                                   |
| 1990 | 1990                                                                                                 | | 123                                                                                                  | 123                                                                                                  |
| 1991 | 1991                                                                                                 | | 190                                                                                                  | 190                                                                                                  |
| 1992 | 1992                                                                                                 | | 19                                                                                                   | 19                                                                                                   |
| 1993 | 1993                                                                                                 | | 438                                                                                                  | 438                                                                                                  |
| 1994 | 1994                                                                                                 | | 39                                                                                                   | 39                                                                                                   |
| 1995 | 1995                                                                                                 | | 6.482                                                                                                | 6.482                                                                                                |
| 1996 | 1996                                                                                                 | | 84                                                                                                   | 84                                                                                                   |
| 1997 | 1997                                                                                                 | | 71                                                                                                   | 71                                                                                                   |
| 1998 | 1998                                                                                                 | | 109                                                                                                  | 109                                                                                                  |
| 1999 | 1999                                                                                                 | | 141                                                                                                  | 141                                                                                                  |
| 2000 | 2000                                                                                                 | | 78                                                                                                   | 78                                                                                                   |
| 2001 | 2001                                                                                                 | | 90                                                                                                   | 90                                                                                                   |
| 2002 | 2002                                                                                                 | | 48                                                                                                   | 48                                                                                                   |
| 2003 | 2003                                                                                                 | | 62                                                                                                   | 62                                                                                                   |
| 2004 | 2004                                                                                                 | | 318                                                                                                  | 318                                                                                                  |
| 2005 | 2005                                                                                                 | | 148                                                                                                  | 148                                                                                                  |
| 2006 | 2006                                                                                                 | | 177                                                                                                  | 177                                                                                                  |
| 2007 | 2007                                                                                                 | | 41                                                                                                   | 41                                                                                                   |
| 2008 | 2008                                                                                                 | | 101                                                                                                  | 101                                                                                                  |
| 2009 | 2009                                                                                                 | | 115                                                                                                  | 115                                                                                                  |
| 2010 | 2010                                                                                                 | | 89                                                                                                   | 89                                                                                                   |
| 2011 | 2011                                                                                                 | | 22.585                                                                                               | 22.585                                                                                               |
| 2012 | 2012                                                                                                 | | 192                                                                                                  | 192                                                                                                  |
| 2013 | 2013                                                                                                 | | 173                                                                                                  | 173                                                                                                  |
| 2014 | 2014                                                                                                 | | 280                                                                                                  | 280                                                                                                  |
| 2015 | 2015                                                                                                 | | 65                                                                                                   | 65                                                                                                   |
| 2016 | 2016                                                                                                 | | 297                                                                                                  | 297                                                                                                  |
| 2017 | 2017                                                                                                 | | 129                                                                                                  | 129                                                                                                  |
| 2018 | 2018                                                                                                 | | 452                                                                                                  | 452                                                                                                  |
| 2019 | 2019                                                                                                 | | 159                                                                                                  | 159                                                                                                  |
| 2020 | 2020                                                                                                 | | 128                                                                                                  | 128                                                                                                  |
| 2021 | 2021                                                                                                 | | 150                                                                                                  | 150                                                                                                  |
| 2022 | 2022                                                                                                 | | 26                                                                                                   | 26                                                                                                   |
| Legende: Anzahl der Toten oder Vermissten Anmerkungen zu den Opferzahlen der einzelnen Hauptkatastrophen: 1945: Mikawa-Erdbeben (2.306 Opfer) und Makurazaki-Taifun (3.756 Opfer) 1946: Nankai-Erdbeben (1.443 Opfer) 1947: Taifun Kathleen (1.930 Opfer) 1948: Fukui-Erdbeben (3.769 Opfer) 1953: Nanki-Starkregen (1.124 Opfer) 1954: Tōya Maru-Taifun (1.761 Opfer) 1959: Ise-wan-Taifun (5.098 Opfer) 1995: Kobe-Erdbeben (6.437 Opfer) 2011: Tōhoku-Erdbeben (22.318 Opfer; Stand: 1. März 2023) Quelle, sofern nicht anderes angegeben: Cabinet Office, Government of Japan (内閣府), "White paper on Disaster Management" ("防災白書"). | | | | |

| Präfektur | Tote   | Tote   | Vermisste | Vermisste | Vollständig eingestürzte Wohngebäude | Vollständig eingestürzte Wohngebäude | Teilweise eingestürzte Wohngebäude | Teilweise eingestürzte Wohngebäude | Brände | Brände |
| Präfektur | NPA    | FDMA   | NPA       | FDMA      | NPA                                  | FDMA                                 | NPA                                | FDMA                               | NPA    | FDMA   |
| --------- | ------ | ------ | --------- | --------- | ------------------------------------ | ------------------------------------ | ---------------------------------- | ---------------------------------- | ------ | ------ |
| Hokkaidō  | 1      | 1      | 0         | 0         | 0                                    | 0                                    | 4                                  | 4                                  | 0      | 4      |
| Aomori    | 3      | 3      | 1         | 1         | 308                                  | 308                                  | 701                                | 701                                | 0      | 11     |
| Iwate     | 4.674  | 5.140  | 1.116     | 1.116     | 19.508                               | 19.508                               | 6.571                              | 6.571                              | 33     | 33     |
| Miyagi    | 9.540  | 10.564 | 1.223     | 1.225     | 83.003                               | 83.003                               | 155.130                            | 155.130                            | 135    | 137    |
| Akita     | -      | 0      | -         | 0         | -                                    | 0                                    | -                                  | 0                                  | -      | 1      |
| Yamagata  | 2      | 3      | 0         | 0         | 0                                    | 0                                    | 0                                  | 14                                 | 0      | 2      |
| Fukushima | 1.614  | 3.811  | 196       | 224       | 15.224                               | 15.224                               | 80.803                             | 80.803                             | 80     | 38     |
| Ibaraki   | 24     | 66     | 1         | 1         | 2.632                                | 2.632                                | 24.999                             | 24.999                             | 31     | 31     |
| Tochigi   | 4      | 4      | 0         | 0         | 261                                  | 261                                  | 2.118                              | 2.118                              | 0      | 0      |
| Gumma     | 1      | 1      | 0         | 0         | 0                                    | 0                                    | 7                                  | 7                                  | 0      | 2      |
| Saitama   | 0      | 1      | 0         | 0         | 24                                   | 24                                   | 199                                | 199                                | 2      | 12     |
| Chiba     | 21     | 22     | 2         | 2         | 801                                  | 801                                  | 10.152                             | 10.152                             | 15     | 18     |
| Tokio     | 7      | 8      | 0         | 0         | 15                                   | 20                                   | 198                                | 223                                | 1      | 35     |
| Kanagawa  | 4      | 6      | 0         | 0         | 0                                    | 0                                    | 41                                 | 41                                 | 0      | 6      |
| Gesamt    | 15.895 | 19.630 | 2.539     | 2.569     | 121.776                              | 121.781                              | 280.923                            | 280.962                            | 297    | 330    |

| Küsten-Landform   | Gesamtgebiet | Gesamtgebiet | Gesamtgebiet               | Gesamtgebiet                | Gesamtgebiet            | Gesamtgebiet                                    | Überflutungsgebiet | Überflutungsgebiet | Überflutungsgebiet          |
| Küsten-Landform   | Bevölkerung  | Tsunamihöhe  | Opfer (Tote und Vermisste) | Durchschnittliche Opferrate | Völlig zerstörte Häuser | Durchschnittliche Rate völlig zerstörter Häuser | Fläche             | Bevölkerung        | Durchschnittliche Opferrate |
| ----------------- | ------------ | ------------ | -------------------------- | --------------------------- | ----------------------- | ----------------------------------------------- | ------------------ | ------------------ | --------------------------- |
| Sanriku-Ria-Küste | 357.155      | 5–20 m       | 8.783                      | 2,9 %                       | 33.988                  | 29,6 %                                          | 87 km2             | 167.538            | 4,55 %                      |
| Flachküste        | 1.724.571    | 3–15 m       | 9.055                      | 1,0 %                       | 70.811                  | 14,1 %                                          | 375 km2            | 297.613            | 2,80 %                      |

| Ort | Ort               | Ort                      | Opfer | Opfer    | Opfer             | Opfer             | Zerstörte Wohngebäude | Zerstörte Wohngebäude | Brände | Gesamtes Gemeindegebiet       | Gesamtes Gemeindegebiet | Gesamtes Gemeindegebiet | Überflutetes Gemeindegebiet   | Überflutetes Gemeindegebiet | Überflutetes Gemeindegebiet |
| Präfektur | Gemeinde          | Küsten- Region/-Landform | Tot   | Vermisst | Tot oder vermisst | Tot oder vermisst | Völlig zerstört       | Teilzerstört          | Brände | Bevölkerung Volkszählung 2010 | Opferrate               | Opferrate               | Bevölkerung Volkszählung 2010 | Fläche [km2]                | Opferrate                   |
| Präfektur | Gemeinde          | Küsten- Region/-Landform | FDMA  | FDMA     | FDMA              | FDMA/RA           | FDMA                  | FDMA                  | FDMA   | Bevölkerung Volkszählung 2010 | FDMA                    | FDMA/RA                 | Bevölkerung Volkszählung 2010 | GSI                         | FDMA/RA                     |
| --- | ----------------- | ------------------------ | ----- | -------- | ----------------- | ----------------- | --------------------- | --------------------- | ------ | ----------------------------- | ----------------------- | ----------------------- | ----------------------------- | --------------------------- | --------------------------- |
| Iwate | Miyako            | Sanriku-Ria-Küste        | 475   | 94       | 569               | 514               | 2.677                 | 1.328                 | 2      | 59.430                        | 1,0 %                   | 0,86 %                  | 18.378                        | 10                          | 2,80 %                      |
| Iwate | Yamada            | Sanriku-Ria-Küste        | 687   | 146      | 833               | 752               | 2.762                 | 405                   | 7      | 18.617                        | 4,5 %                   | 4,04 %                  | 11.418                        | 5                           | 6,59 %                      |
| Iwate | Ōtsuchi           | Sanriku-Ria-Küste        | 855   | 420      | 1.275             | 1.229             | 3.579                 | 588                   | 1      | 15.276                        | 8,3 %                   | 8,05 %                  | 11.915                        | 4                           | 10,31 %                     |
| Iwate | Kamaishi          | Sanriku-Ria-Küste        | 994   | 152      | 1.146             | 1.039             | 2.957                 | 699                   | 5      | 39.574                        | 2,9 %                   | 2,63 %                  | 13.164                        | 7                           | 7,89 %                      |
| Iwate | Ōfunato           | Sanriku-Ria-Küste        | 422   | 79       | 501               | 419               | 2.791                 | 1.147                 | 3      | 40.737                        | 1,2 %                   | 1,03 %                  | 19.073                        | 8                           | 2,20 %                      |
| Iwate | Rikuzentakata     | Sanriku-Ria-Küste        | 1.604 | 202      | 1.806             | 1.763             | 3.807                 | 240                   | 1      | 23.300                        | 7,8 %                   | 7,57 %                  | 16.640                        | 13                          | 10,59 %                     |
| Miyagi | Kesennuma         | Sanriku-Ria-Küste        | 1.216 | 215      | 1.431             | 1.325             | 8.483                 | 2.571                 | 8      | 73.489                        | 1,9 %                   | 1,80 %                  | 40.331                        | 18                          | 3,29 %                      |
| Miyagi | Minamisanriku     | Sanriku-Ria-Küste        | 620   | 211      | 831               | 812               | 3.143                 | 178                   | 5      | 17.429                        | 4,8 %                   | 4,66 %                  | 8.480                         | 10                          | 5,64 %                      |
| Miyagi | Onagawa           | Sanriku-Ria-Küste        | 615   | 258      | 873               | 850               | 2.924                 | 349                   | 5      | 10.051                        | 8,7 %                   | 8,46 %                  | 8.048                         | 3                           | 10,56 %                     |
| Miyagi | Ishinomaki        | (Sendai-)Flachküste      | 3.553 | 423      | 3.976             | 3.705             | 20.042                | 13.049                | 24     | 160.826                       | 2,5 %                   | 2,30 %                  | 112.276                       | 73                          | 3,30 %                      |
| Miyagi | Higashimatsushima | (Sendai-)Flachküste      | 1.132 | 23       | 1.155             | 1.086             | 5.519                 | 5.558                 | 2      | 42.903                        | 2,7 %                   | 2,53 %                  | 34.014                        | 37                          | 3,19 %                      |
| Miyagi | Tagajō            | (Sendai-)Flachküste      | 219   | 0        | 219               | 188               | 1.746                 | 3.730                 | 16     | 63.060                        | 0,3 %                   | 0,30 %                  | 17.144                        | 6                           | 1,10 %                      |
| Miyagi | Sendai            | (Sendai-)Flachküste      | 923   | 27       | 950               | 681               | 30.034                | 109.609               | 37     | 1.045.986                     | 0,1 %                   | 0,07 %                  | 19.600                        | 52                          | 2,27 %                      |
| Miyagi | Natori            | (Sendai-)Flachküste      | 954   | 38       | 992               | 949               | 2.801                 | 1.129                 | 12     | 73.134                        | 1,4 %                   | 1,30 %                  | 12.155                        | 27                          | 7,81 %                      |
| Miyagi | Iwanuma           | (Sendai-)Flachküste      | 186   | 1        | 187               | 181               | 736                   | 1.606                 | 1      | 44.187                        | 0,4 %                   | 0,41 %                  | 8.051                         | 29                          | 2,25 %                      |
| Miyagi | Watari            | (Sendai-)Flachküste      | 283   | 4        | 287               | 270               | 2.389                 | 1.150                 | 3      | 34.845                        | 0,8 %                   | 0,77 %                  | 10.920                        | 35                          | 1,92 %                      |
| Miyagi | Yamamoto          | (Sendai-)Flachküste      | 700   | 18       | 718               | -                 | 2.217                 | 1.085                 | 0      | 16.704                        | 4,3 %                   | -                       | 7.460                         | 24                          | -                           |
| Fukushima | Shinchi           | Flachküste               | 98    | 10       | 108               | 99                | 439                   | 138                   | 2      | 8.224                         | 1,3 %                   | 1,20 %                  | -                             | 11                          | 2,12 %                      |
| Fukushima | Sōma              | Flachküste               | 465   | 19       | 484               | 456               | 1.004                 | 833                   | 0      | 37.817                        | 1,3 %                   | 1,21 %                  | -                             | 29                          | 4,37 %                      |
| Fukushima | Minamisōma        | Flachküste               | 1.037 | 111      | 1.148             | 637               | 2.323                 | 2.430                 | 1      | 70.878                        | 1,6 %                   | 0,90 %                  | -                             | 39                          | 4,76 %                      |
| Fukushima | Namie             | Flachküste               | 567   | 31       | 598               | -                 | 772                   | 2.384                 | 0      | 20.905                        | 2,9 %                   | -                       | -                             | 6                           | -                           |
| Fukushima | Futaba            | Flachküste               | 164   | 4        | 168               | -                 | 103                   | 14                    | 1      | 6.932                         | 2,4 %                   | -                       | -                             | 3                           | -                           |
| Fukushima | Ōkuma             | Flachküste               | 135   | 0        | 135               | -                 | 61                    | 95                    | 1      | 11.515                        | 1,2 %                   | -                       | -                             | 2                           | -                           |
| Fukushima | Tomioka           | Flachküste               | 428   | 6        | 434               | -                 | 355                   | 2.819                 | 0      | 16.001                        | 2,7 %                   | -                       | -                             | 1                           | -                           |
| Fukushima | Naraha            | Flachküste               | 149   | 2        | 151               | -                 | 147                   | 1.218                 | 3      | 7.700                         | 2,0 %                   | -                       | -                             | 3                           | -                           |
| Fukushima | Iwaki             | Flachküste               | 436   | 37       | 473               | -                 | 4.644                 | 32.921                | 13     | 342.249                       | 0,1 %                   | -                       | -                             | 15                          | -                           |
| Anmerkung: Mit der Farbe Orange unterlegt sind Gemeinden, die teilweise oder vollständig innerhalb der Evakuierungszone lagen, die nach der Nuklearkatastrophe von Fukushima in der weiteren Umgebung des Kernkraftwerks Fukushima Daiichi aufgrund der hohen Strahlenbelastung nach der Kernschmelze im Kernkraftwerk Fukushima Daiichi verordnet wurden und somit Gegenstand von langfristigen Zugangsbeschränkungen (Sperrgebiet) waren. Feldstudien zur Erfassung von Tsunamiauswirkungen konnten hier erst mit einer erheblichen Verzögerung (beispielsweise in Minamisōma nach 15 Monaten) durchgeführt werden. |                   |                          |       |          |                   |                   |                       |                       |        |                               |                         |                         |                               |                             |                             |

Es liegen unterschiedliche Statistiken zu den Opfern vor.
Die Polizei meldete bis zum 9. März 2018 15.895 Tote, davon 9.540 in der Präfektur Miyagi, 4.674 in der Präfektur Iwate und 1.614 in der Präfektur Fukushima. 6.156 Personen wurden verletzt. Weiterhin gelten 2.539 Personen als vermisst.
Die Statistik der Brand- und Katastrophenschutzbehörde (Fire and Desaster Management Agency, FDMA) im japanischen Ministerium für Innere Angelegenheiten und Kommunikation beziffert die Anzahl der Toten in ihrem 159. Schadensbericht mit Stand vom 8. März 2019 auf 19.689, während noch 2.563 Menschen als vermisst registriert waren. Davon entfielen 10.565 Todesopfer und 1.221 Vermisste auf die Präfektur Miyagi, 5.141 Tote und 1.114 Vermisste auf die Präfektur Iwate und 3.868 Tote und 224 Vermisste auf die Präfektur Fukushima.
Die bei weitem meisten Opfer (zusammen über 99 %) wurden für die Präfekturen Miyagi (nach Polizeiangaben ca. 60 %), Iwate (ca. 30 %) und Fukushima (ca. 10 %) verzeichnet. Von den 15.894 Leichen, die mit Stand von 2016 gefunden wurden, wurden 15.824 in den drei Präfekturen Iwate, Miyagi und Fukushima gefunden. Von den in diesen drei Präfekturen gefundenen Toten wurden 13.956 (88,6 %) Personen anhand von Merkmalen ihres Körperbaus und anhand der in ihrem Besitz befindlichen Gegenstände identifiziert. 1.250 (7,9 %) wurden anhand zahnärztlicher Nachweise identifiziert, 173 (1,1 %) anhand von DNA-Analysen unter Verwendung früherer Proben und 373 (2,4 %) anhand ihre Fingerabdrücke. Weitere 2.806 (17,8 %) Personen wurden anhand von DNA-Analyse identifiziert, über die ihre verwandtschaftliche Herkunft bestimmt wurde. Mit Stand von September 2016 waren 72 (0,5 %) Leichen nicht identifiziert.
Für den Datenstand ihres 146. Schadensberichts mit zu diesem Zeitpunkt noch 18.131 registrierten Todesopfern hat die FDMA im März 2013 eine zusammenfassende Schadensbestandsaufnahme veröffentlicht, die auch eine auf NPA-Angaben beruhende Statistik zu den Todesursachen mit Stand vom 31. August 2012 enthält. Demnach war der Tod bei 90,6 % der Opfer durch Ertrinken eingetreten, bei 0,9 % durch Brand und bei 4,2 % durch Druckeinwirkung, mechanische Verletzung oder andere Ursachen, während die Todesursache bei 4,3 % der Opfer unbekannt war. In der Haupttodesursache unterschied sich das durch den Tsunami geprägte Tōhoku-Unglück von anderen Katastrophen wie den durch Brände und Feuersturm charakterisierten Großen Kantō-Erdbeben 1923, bei dem 87,1 % der Opfer den Tod durch Brände gefunden hatten und weitere 10,5 % Opfer einstürzender Häuser geworden waren, während z. B. beim durch den Einsturz von Häusern gekennzeichneten Erdbeben von Kōbe 1995 83,3 % der Todesopfer auf Druckeinwirkung, Wundinfektionen oder andere Ursachen und 12,8 % auf Brände zurückzuführen waren.
Eine entsprechende Statistik nach Altersgruppen ergab, dass 0- bis 9-Jährige 3 % der Todesopfer stellten, 10- bis 19-Jährige 2,71 %, 20- bis 29-Jährige 3,31 %, 30- bis 39-Jährige 5,49 %, 40- bis 49-Jährige 7,22 %, 50- bis 59-Jährige 12,27 %, 60- bis 69-Jährige 19,23 %, 70- bis 79-Jährige 24,67 % und 80-Jährige sowie Ältere 22,10 %.
Aufgrund von Zeit- und Materialknappheit mussten die Verstorbenen in Massengräbern beigesetzt werden, um sie nach Möglichkeit zwei bis drei Monate später zu exhumieren und dann einer traditionellen Einäscherung zuzuführen. Bei den Beisetzungen sind Angehörige, Militärs, die die Beisetzung durchführen und die letzte Ehre in Form eines Saluts erweisen, sowie buddhistische Priester zugegen. Normalerweise ruhen die eingeäscherten Überreste in Urnen monatelang im Familienheim, ehe sie bestattet werden.
Die Gemeinden an der Flachküste hatten in absoluter Zahl viele Opfer (Tote und Vermisste) zu beklagen. Sie wiesen auch in absoluter Zahl viele vollständig durch die Katastrophe zerstörte Häuser und riesige Überflutungsgebiete auf, unter denen dichtbesiedelte Gebiete waren. Die relativen Werte wie die durchschnittliche Opferrate, die durchschnittliche Rate an komplett zerstörten Häusern und die durchschnittliche Opferrate in den Überflutungsgebieten waren jedoch an der Flachküste nicht so hoch wie jene an der Sanriku-Ria-Küste. Die Gemeinden Ōtsuchi, Kamaishi und Rikuzentakata an der Sanriku-Ria-Küste waren im Vergleich extrem stark von der Katastrophe getroffen worden, wie an den hohen Zahlen von Todesopfern dort erkennbar ist. Kamaishi, Ōtsuchi, Kesennuma und Rikuzentakata hatten jeweils über 1000 Opfer zu beklagen, wobei Rikuzentaka sowohl die höchste absolute Anzahl an Opfern als auch die höchste Opferrate in dem Überflutungsgebiet der gesamten Sanriku-Ria-Küste aufwies.
Mit Stand vom 14. März 2011 war mit 470.000 Betroffen die höchste Anzahl an Evakuierten erreicht. Die Menschen wurden zu einem großen Teil in Massenunterkünften versorgt.. Teilweise herrschte dort Wasser- und Nahrungsmangel. Die Behörden teilten am 13. März 2011 mit, dass die Rettung von über 3.000 Personen gelungen sei. Nach dem Unglück kam es in den Evakuierungszentren bei vom Unglück betroffenen Menschen zur Verschlechterung ihrer körperlichen Verfassung. In der ersten Woche nach der Katastrophe ereigneten sich (bis zum 18. März) 423 im Zusammenhang mit ihr stehende Todesfälle. Bis zum 11. April (ein Monat nach dem Unglück) starben im Zusammenhang mit der Katastrophe nochmals 651 Menschen, bis zum 11. Juni (drei Monate nach dem Unglück) 581 weitere, bis zum 11. September (sechs Monate nach dem Unglück) 359 weitere, bis zum 10. März 2012 (ein Jahr nach dem Unglück) 249 weitere und bis zum 10. September 2012 (anderthalb Jahre nach der Katastrophe) nochmals 39 weitere, womit sich bis zu diesem Zeitpunkt eine Gesamtzahl der nach dem Unglück eingetretenen Todesfälle von 2302 ergab. Etwa 70 % dieser Todesfälle ereigneten sich innerhalb der ersten drei Monate, während die Anzahl der nach sechs Monaten sich ereignenden Todesfälle noch mehr als 10 % ausmachte. 1121 Menschen, also etwa 50 % der Gesamtzahl, entfielen dabei auf die Präfektur Fukushima. Der Anteil älterer Menschen war unter diesen 2302 Todesfällen extrem hoch. Die Gruppe von über 66-Jährigen machte mit 2070 Menschen etwa 90 % aus.

### Schäden

#### Infrastruktur

##### Bauschäden
Besonders hoch fielen die Bauschäden aus, insbesondere bei Gebäuden. Dies kann darauf zurückgeführt werden, dass die meisten Gebäude in der Gegend aus Holz und nur einige der größeren Gebäude aus Beton gefertigt waren, wie in den Videos, die online verfügbar waren, zu sehen ist.
Im Allgemeinen waren in Japan drei Gebäudetypen üblich: Holzkonstruktion (typischerweise traditionelle Gebäude und Wohngebäude mit ein oder zwei Geschossen), Metallkonstruktion (neuere Wohngebäude und Geschäftshäuser) und Stahlbetongebäude (RC- und SRC-Gebäude). Einige Gebäude wiesen auch eine Mischung der Bauweisen auf, wobei die traditionelle Holzstruktur oft mit einer metallischen Struktur überlagert wurde, um die Gebäude zu verstärken oder die Lebensdauer alternder Gebäude zu verlängern. Die an die hölzernen oder metallischen Strukturen gehängten Außenwände waren traditionell leicht und konnten aus Holzbrettern, komprimierten Holzpaneelen, Aluminium- oder Kunststoffplatten bestehen. Leichte Verkleidungen wie Gipskartonplatten, auf Brettern oder traditionell auf Bambusbahnen gespritzter Gips und die gutbekannten Leichtholz- und Papier-Wände (in beweglicher Form Fusuma genannt) fanden sich auch in den Häusern und wurden üblicherweise an einer Betondecke oder an Betonwänden verankert. In Gebäuden mit weniger als drei Geschossen, die zum Beispiel in der Stadt Rikuzentakata die Mehrheit der Gebäude ausmachten, bestanden die Verbindungen zwischen diesen Strukturen und den Fundamenten entweder in Metallsträngen mit einem Durchmesser von unter 2 cm oder in Schrauben, die weder aufwärts noch seitwärts gerichteten Kräften und Belastungen widerstanden. Beispielsweise in Rikuzentakata erwiesen sich die leichten Konstruktionen als schlecht geeignet für die vertikalen Belastungen und aufwärts gerichteten Kräfte, die von den Tsunamiwellen erzeugt wurden.
Zwar waren die Bauvorschriften in Japan aufgrund der außerordentlich hohen Gefahr von Naturkatastrophen sehr streng, doch waren die Gebäude in diesem Gebiet in erster Linie gegen Erdbeben und nicht gegen Tsunamibelastungen konstruiert. Dementsprechend fielen die durch das Erdbeben selbst verursachten Schäden an Gebäuden gering aus, doch führte der Tsunami zu größeren Schäden, da hölzerne, erdbebensichere Häuser nicht dazu geeignet sind, einem Tsunami standzuhalten. Die beiden Gebäudetypen der Holzkonstruktionen und Metallkonstruktionen, die aufgrund ihres geringen Gewichtes Erdbeben standhalten sollen, wurden bis zu einer Entfernung von 3,5 km von der Küste völlig zerstört. Ihr geringes Gewicht erhöhte die Schwimmfähigkeit und die leichten Wände boten der Kraft der Tsunami-Wellen nur geringen Widerstand. Die in diesem Gebiet dem Tsunami standhaltenden Gebäude waren daher in der Regel Betongebäude, doch wurden aufgrund von Unterspülungen an ihrer Basis auch einige Betongebäude Opfer des Tsunamis. Insgesamt wurden über 120.000 Gebäude vollkommen zerstört. Weitere 280.000 stürzten teilweise ein und nochmals 730.000 Häuser wurden beschädigt.
Ein umfangreicher Bericht über Schäden aus allen betroffenen Gebieten durch das MLIT von 2011 wies darauf hin, dass ein klarer Schwellenwert für die schwere Beschädigung oder den Einsturz von Gebäuden existierte, der bei einer Tsunamiüberflutungshöhe von etwa 2,0 m lag: bei einer Überflutungshöhe 1,0 bis 1,5 m Überflutungshöhe wurden lediglich 9 % der Gebäude fortgespült oder irreparabel beschädigt, während es bei 1,5 bis 2,0 m bereits 31 % der Gebäude und bei 2,0 bis 2,5 m Überflutungshöhe 66 % der Gebäude waren. Eine Untersuchung in Kesennuma wies allerdings eine Inkonsistenz zu diesen Befunden auf, die zeigte, wie wichtig lokale Einflüsse auf die Beeinflussung der Schadenshöhe einzelner Gebäude sind.
In Tokio wurde die Mastspitze des Tokyo Towers sichtbar verbogen.

##### Brände
Zwischen 11. und 31. März 2011 kam es zu 286 Bränden in Verbindung mit dem Erdbeben und Tsunami vom 11. März. Zudem kam es zu 36 Erdbebenbränden in Küstenregionen (25 in Miyagi, 5 in Fukushima, 5 in Ibaraki und 1 in Aomori) und 109 Erdbebenfeuern im Landesinneren (davon 32 in Tokio, 13 in Ibaraki, 12 in Fukushima, je 11 in Saitama und Chiba und 10 in Miyagi).
Der Prozentsatz an Tsunamibränden war hoch in den Präfekturen Miyagi und Iwate, wo etwa 20 bis 65 Prozent der bebauten Flächen der Küstengemeinden vom Tsunami überflutet waren. Von den 124 gezählten Tsunamibränden fielen 82 auf Miyagi, 24 auf Iwate, 8 auf Ibaraki, 6 auf Aomori und 4 auf Fukushima. Neben den ausgeweiteten Tsunamibränden existierten auch viele kleine, die jedoch nicht offiziell gezählt wurden, da rückverfolgbare Spuren von den Tsunamiwellen fortgespült wurden. Es wurden drei hauptsächliche Ausbruchmuster für Tsunamibrände ausgemacht: Erstens ihre Induzierung in Zusammenhang mit leckenden Flüssigpropangas-Eigentumsflaschen aus Wohnhäusern, zweitens ihre Induzierung durch leckende Benzintanks der Kraftfahrzeuge und drittens ihre Induzierung durch leckende Öltanks aus Hafenindustrieanlagen, Schiffen und Fischerbooten. Die beim ersten Brandverursachungsmuster wichtigen Flüssigpropangasflaschen waren in dem vom Tsunami betroffenen Gebiet weitgehend üblich als primäre Heizquelle. In der Präfektur waren etwa 22.000 Haushalte und in der Präfektur Miyagi etwa 88.000 Haushalte mit – jeweils zwei – Flüssigpropangasflaschen ausgestattet. Das zweite Brandverursachungsmuster wurde für verschiedene Schulgebäude in Miyagi und Iwate beschrieben, vor denen Fahrzeuge geparkt waren, die dann während des Tsunamis gegen oder in die Gebäude geflutet und zerdrückt wurden, wobei Kraftstoff austrat und Brände verursachte. Für das dritte Brandverursachungsmuster sind die massiven Brände in der Kesennuma-Bucht ein typisches Beispiel, wo aus zerstörten Öltanks im Hafen von Kesennuma Öl ausgetreten war, das Brände verursachte, die sich mit den Tsunamifluten in weitere Stadtgebiete ausbreiteten.
In der Stadt Ichihara (Präfektur Chiba) geriet die Erdölraffinerie der Cosmo Oil Company in Brand.

##### Schäden und Störungen am Verkehrsnetz

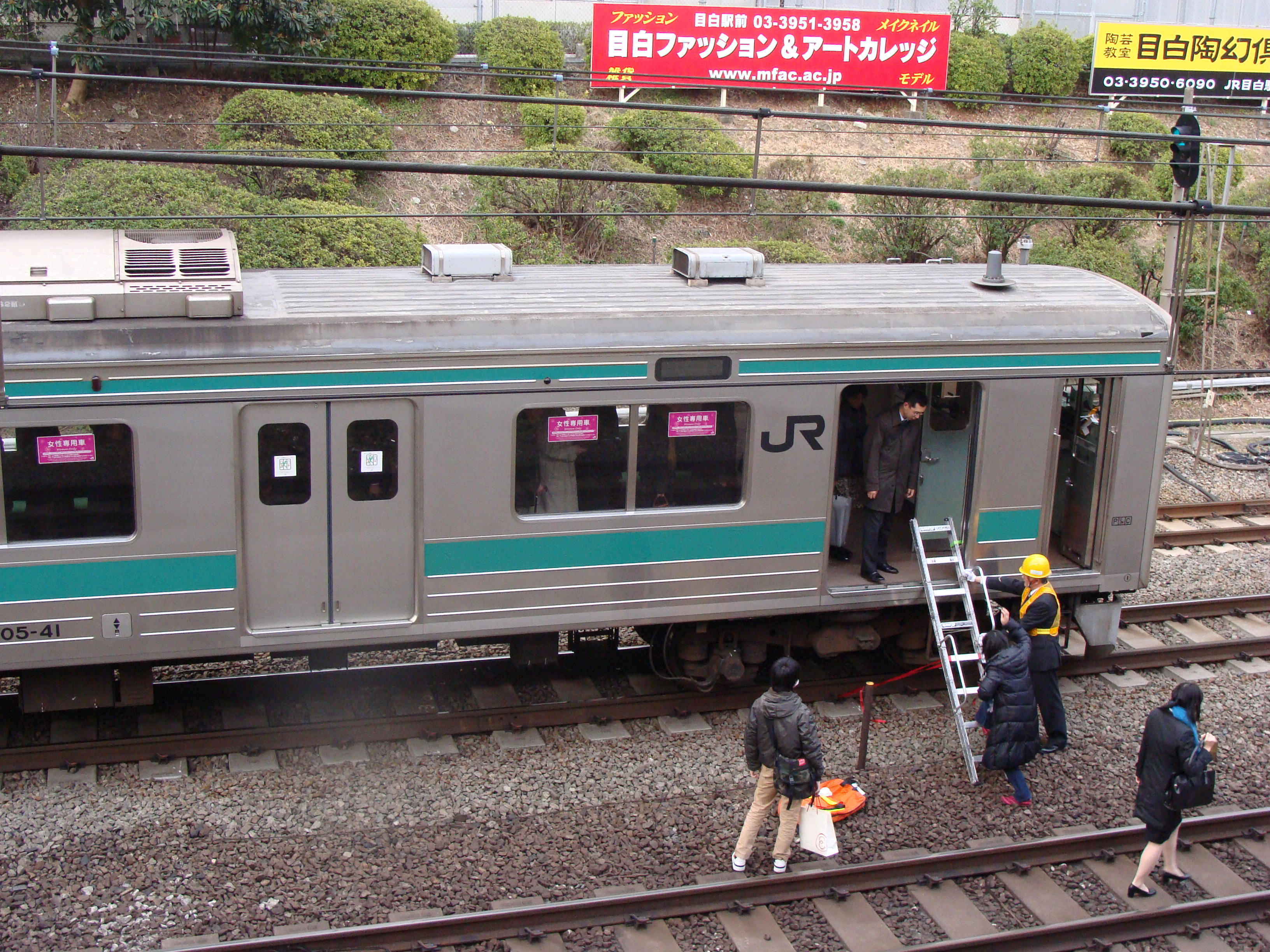
Fahrgäste beim Verlassen eines gestoppten JR-Zuges

Japans Verkehrsnetzwerk wurde durch das Erdbeben schwer gestört. 4.200 Straßen und 116 Brücken wurden beschädigt. So waren mehrere Abschnitte der Tōhoku-Autobahn im Norden Japans beschädigt und nicht mehr befahrbar. Der Flughafen Sendai wurde gegen 15:55 Uhr JST, also rund 70 Minuten nach dem Erdbeben, durch den Tsunami überflutet und außer Betrieb gestellt. Die Tokioter Flughäfen Narita und Haneda stellten nach dem Erdbeben für etwa 24 Stunden den Betrieb ein und die meisten ankommenden Flüge wurden zu anderen Flughäfen umgeleitet. Zehn ankommende Flüge nach Narita landeten auf der US-amerikanischen Yokota Air Base, etwa 25 Kilometer westlich von Tokio.
In Tokio wurde der Eisenbahn- und U-Bahn-Verkehr zunächst vollständig eingestellt, doch nach einigen Stunden auf manchen Strecken wieder aufgenommen. Am Tag nach dem Erdbeben wurde auf den meisten Strecken im Großraum Tokio der Bahnverkehr wieder voll aufgenommen. Rund 20.000 Besucher von Tokyo Disneyland konnten den Park nicht verlassen und verbrachten die Nacht vom 11. zum 12. März auf dem Gelände.
Verschiedene Eisenbahnverbindungen in Japan wurden unterbrochen, die East Japan Railway Company stellte den Verkehr vollständig ein. 29 Eisenbahnlinien wurden beschädigt. Zu vier Zügen auf Küstenstrecken verlor die Fahrdienstleitung den Kontakt. Ein Zug auf der Senseki-Linie mit vier Waggons wurde am Morgen nach dem Erdbeben entgleist aufgefunden und Personal und Passagiere gerettet. Fahrende Shinkansen-Züge wurden angehalten, es kam jedoch zu keinen Entgleisungen. Die Tōkaidō-Shinkansen nahm nach einigen Stunden mit einzelnen Fahrten den Betrieb wieder auf und verkehrte am nächsten Tag nach dem normalen Fahrplan. Züge auf der Jōetsu- und der Nagano-Shinkansen fuhren ab dem Abend des 12. März wieder, doch die Tōhoku-Shinkansen blieb eingestellt, da es zu Beschädigungen von Oberleitungen und Brückenbauwerken gekommen ist. 49 Tage nach dem Erdbeben fuhren am 29. April die Züge wieder, jedoch mit reduzierter Geschwindigkeit. Erst ab dem 23. September 2011 wurde die reguläre Geschwindigkeit wieder zugelassen. Die meisten anderen Bahnlinien in Tōhoku konnten ab Mitte April wieder befahren werden.

##### Ausfälle in der Stromversorgung
Wegen den Erdbeben mussten 210.000 Menschen evakuiert werden, 5,5 Millionen Haushalte waren ohne Strom und eine Million Haushalte in 18 Präfekturen ohne Wasser.

##### Zerstörungen im Küsten- und Uferschutz
In Miyagi brachen aufgrund des Tsunami vier Dämme. Des Weiteren kam es insgesamt zu 208 Erdrutschen.

##### Beeinträchtigungen im Gesundheitswesen
Der Tsunami zerstörte viele Krankenhäuser und Kliniken in den Küstengebieten und verstärkte die Abwanderung von Ärzten und anderen Angehörigen der Heilberufe aus den von der Katastrophe betroffenen Gebieten. Das öffentliche Gesundheitssystem wurde schwer beeinträchtigt und erlangte auch Jahre nach der Katastrophe noch nicht seine volle Funktionsfähigkeit wieder. Der Mangel an Ärzten stellte ein kritisches Problem in der Tōhoku-Region dar.

##### Beeinträchtigung der lokalen Wirtschaft
Bei den vom Tsunami verwüsteten Küstengemeinden handelte es sich größtenteils um kleine Städte, deren Wirtschaft stark maritim ausgerichtet war und insbesondere vom kommerziellen Fischfang (Aquakultur, Hochseefischerei) und der damit verbundenen Weiterverarbeitung abhängig war. Fischereierzeugnisse aus dieser Region sind Jakobsmuscheln, Austern, Abalonen, Zuchtfisch, essbare Meeresalgen, Thunfisch und Bonito. Die örtliche Aquakulturindustrie hatte erst durch das Erdbeben in Chile im Februar 2010 Tsunami-Schäden erlitten und erholte sich gerade. Die Fischerei- und Aquakulturindustrie erlitt durch die Katastrophe von 2011 erheblichen Schaden sowohl an Anlagen und Ausstattung als auch an ihren Offshore-Ernteflächen. Von den über 14.000 Booten und Schiffen in der Präfektur Iwate gingen rund 90 Prozent verloren. Da das Erdbeben am Nachmittag erfolgte, befanden sich viele Fischer zum Zeitpunkt des Unglücks an Land und waren nicht in der Lage, ihre Boote so kurzfristig auf das offene Meer zu bringen. Zwar befanden sich einige Hochseethunfischfischerboote auf hoher See, doch wurden nur wenige Fälle bekannt, bei denen Boote gerettet wurden, indem sie noch schnell auf das Meer gebracht wurden wie dies bei den Fischereiforschungsbooten in Kamaishi gelang. Anders als bei den an der Küste der Präfektur Iwate vorherrschenden Fischereiorten handelte es sich bei den Städten Ishinomaki und Kesennuma in der Präfektur Miyagi um größere Städte mit diversifizierten Ökonomien, während die lokale Wirtschaft von Natori eng mit der Großstadt Sendai verbunden war.

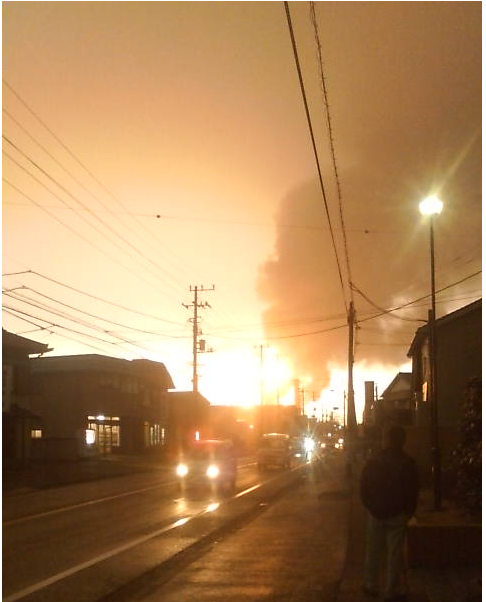
Die Cosmo-Ölraffinerie in Ichihara geriet nach einer Explosion in Brand.
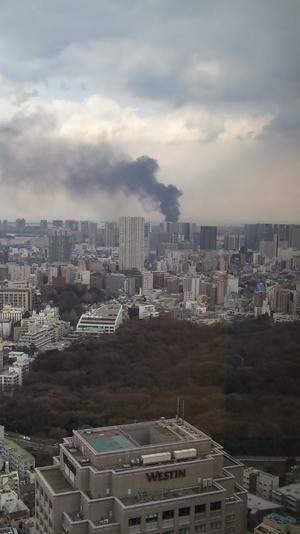
In Tokio löste das Erdbeben mehrere Brände aus.
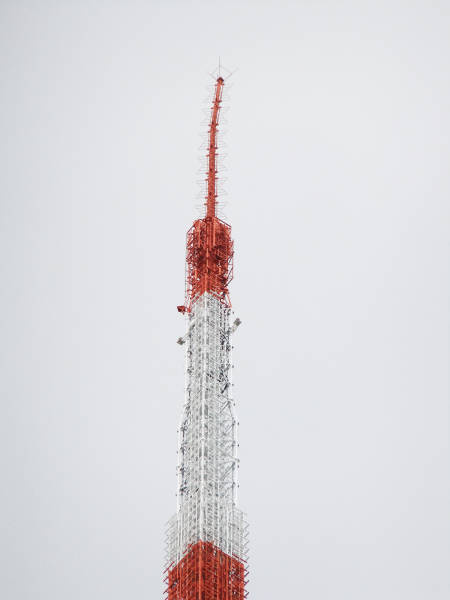
Die verbogene Mastspitze des Tokyo Towers in Tokio.
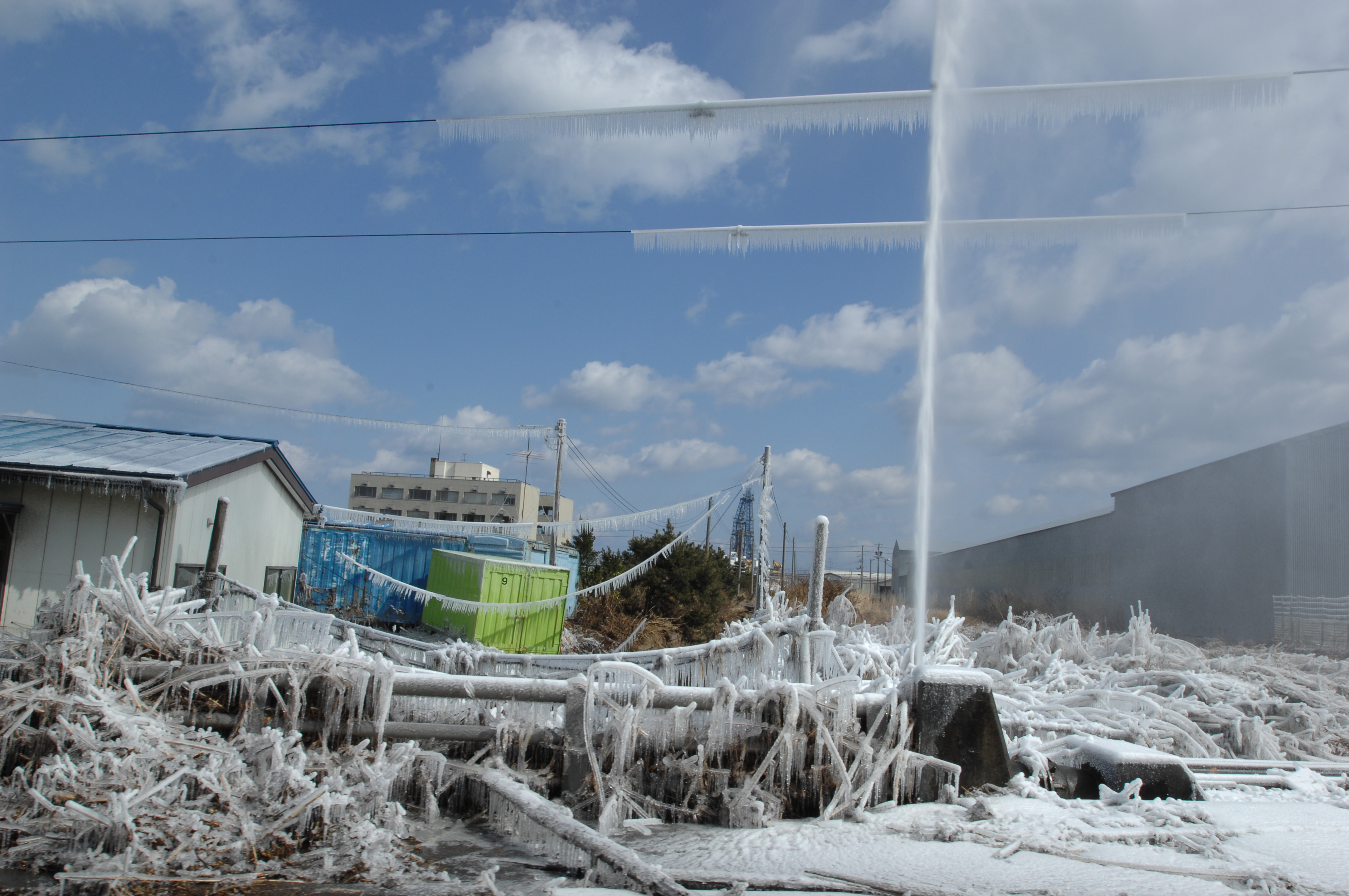
Wasserrohrbruch mit darauf folgender Eisbildung
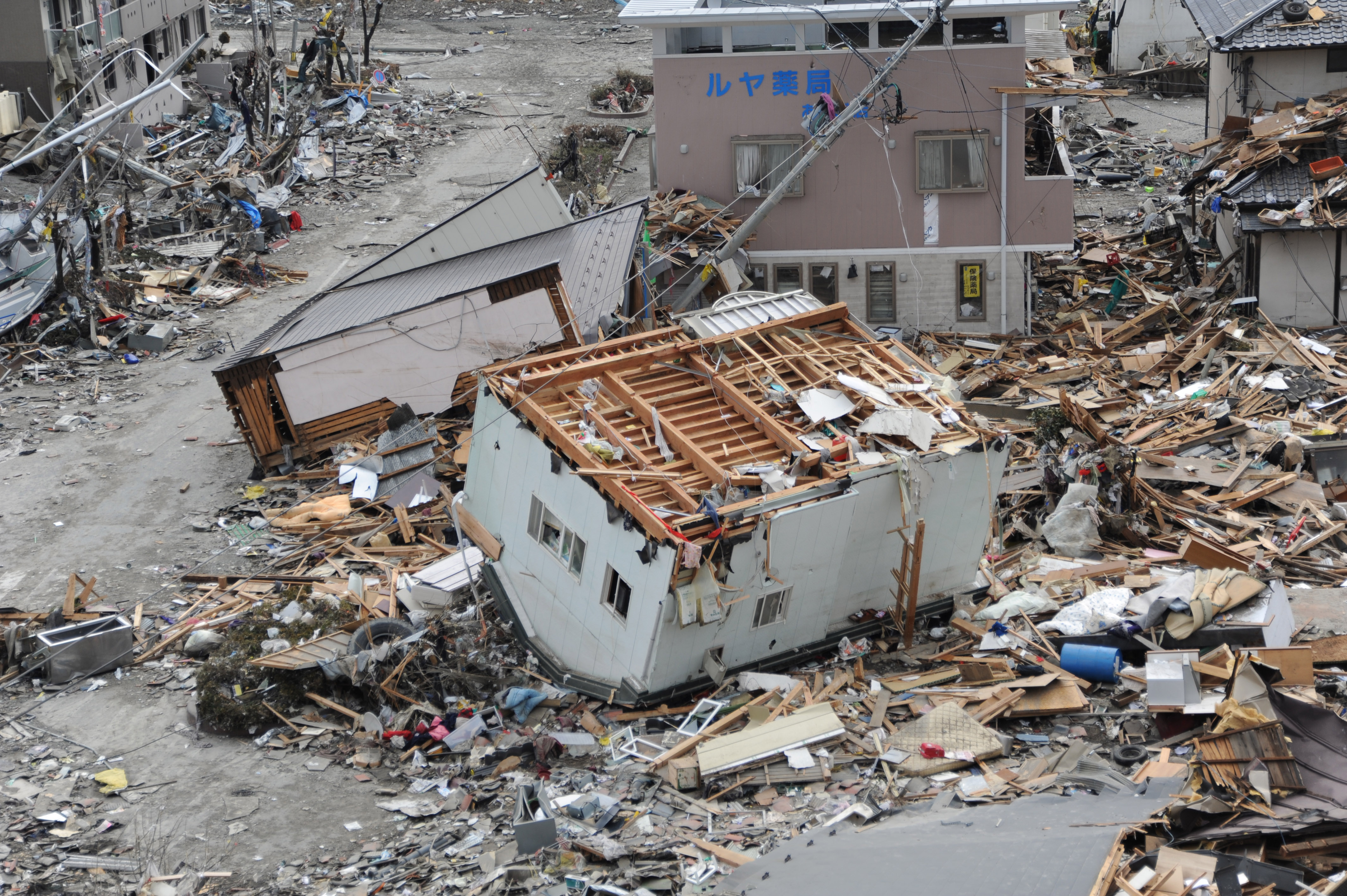
Tsunami-Verwüstungen in Ōfunato

#### Kulturgüter
Das Erdbeben und der Tsunami beschädigten insgesamt 714 deklarierte Kulturgüter, darunter fünf Nationalschätze und 156 wichtige Kulturgüter. Zudem wurden die Kieferninseln bei Matsushima, die zu den drei schönsten Landschaften Japans zählen, in Mitleidenschaft gezogen. Mehrere dieser kleinen Inseln in der Matsushima-Bucht nordöstlich von Sendai reduzierten dabei Überflutungen an der Küste, indem sie als Tsunami-Barrieren oder -Wellenbrecher wirkten.

#### Unterseekabel
Durch das Erdbeben und den Tsunami wurde auch eine Reihe von Unterseekabeln beschädigt, die Japan mit dem Rest der Welt verbinden. Die Schäden waren größer als zunächst vermutet. Betroffen waren:
- APCN-2 (Verbindung nach China, Taiwan, Hongkong, Südkorea, Malaysia, Singapur und zu den Philippinen)
- Pacific Crossing West und Pacific Crossing North (beide außer Betrieb)
- Pacnet (Segmentausfälle im Ostasienteil)
- Beschädigung eines Segments des Kabelnetzes zwischen Japan und den USA (laut Korea Telecom)
- Beschädigung einiger Segmente des Unterwasserkabelsystems PC-1 (laut NTT)

Die beschädigten Netzwerkrouten gehen überwiegend in Ajigaura /Hitachinaka oder Kitaibaraki, beide in der Präfektur Ibaraki, an Land. Kabel, die im Süden Tokios oder der Bucht von Tokio an Land gehen, wurden nicht beschädigt.
Die japanische NTT leitete Verkehr über Backup-Kabelsysteme. Trotzdem kam es laut JPNAP zu einem deutlichen Rückgang der japanischen Internetleistung. Auch PCCW bestätigte langsamen Datenverkehr zwischen Japan und den USA. Das Kabel von KDDI zwischen den USA und Japan wurde vollständig unterbrochen (totaler Signalausfall).

#### Kernkraftwerke

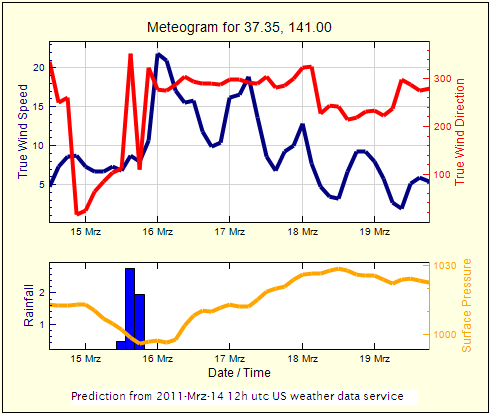
Wind und Niederschlagsprognose für Fukushima vom 14. März (0°=Norden)

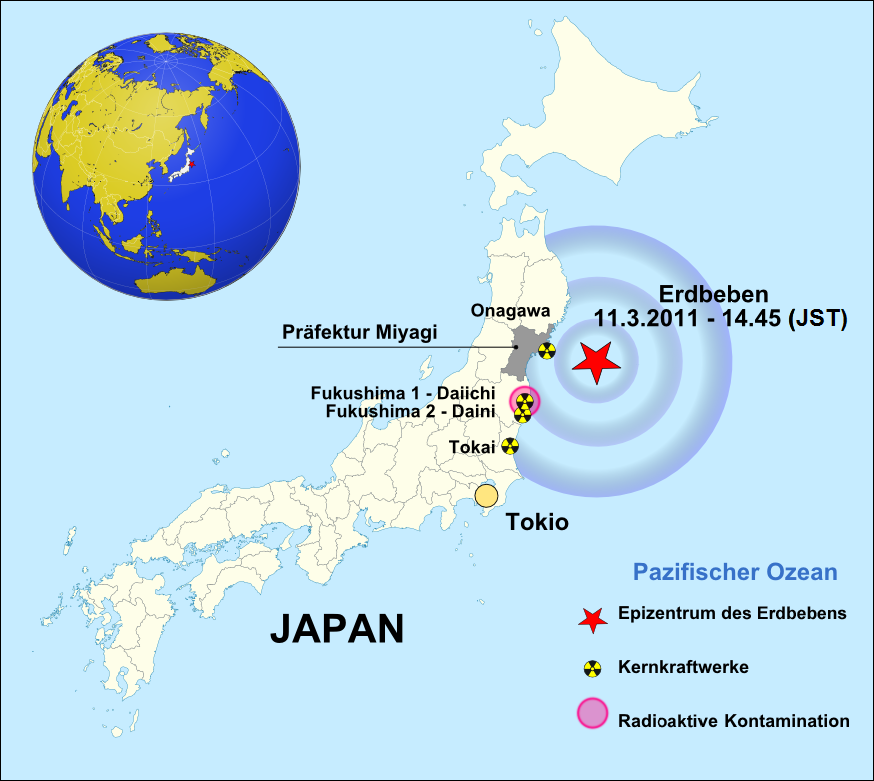
Lage der betroffenen Kraftwerke an der Ostküste Japans

Als Folge des Erdbebens vom 11. März 2011 14:46:23 Uhr (Ortszeit) mit nachfolgendem Tsunami wurde der Betrieb in mehreren japanischen Kernkraftwerken beeinträchtigt. Die Japanische Atomaufsichtsbehörde (Nuclear and Industrial Safety Agency NISA) wurde sofort nach Beginn des Erdbebens um 14:46 Uhr (Ortszeit) informiert. Der japanische Kernkraftwerksbetreiber Tokyo Electric Power Company (TEPCO) meldete erstmals um 15:42 Uhr (Ortszeit) einen nuklearen Notfall (Nuclear Emergency) im Kernkraftwerk Fukushima Daiichi. Nachdem weitere Berichte über Notfallsituationen aus anderen Kernkraftwerken eintrafen, rief die japanische Regierung am 11. März 2011 um 19:03 Uhr (Ortszeit) den Nuklearen Notfallzustand (State of Nuclear Emergency) aus.
Nach Angaben der Internationalen Atomenergie-Organisation (IAEO/IAEA) und des Japan Atomic Industrial Forum (JAIF) wurden elf Reaktorblöcke in vier Atomkraftwerken abgeschaltet. Betroffen waren die Anlagen Fukushima-Daiichi mit drei laufenden Blöcken, Fukushima-Daini mit allen vier Blöcken, Tōkai mit einem Block und Onagawa mit allen drei Blöcken. Es handelt sich in allen Fällen um Siedewasserreaktoren.
Nach der Schnellabschaltung traten in fünf der elf Reaktoren Störfälle im Kühlmittelkreislauf auf. Ursache ist in allen Fällen der Ausfall der Notstromgeneratoren für die Nachkühlung der heruntergefahrenen Reaktoren infolge des Tsunamis. In den Reaktorblöcken 1, 2 und 3 des Kernkraftwerks Fukushima-Daiichi kam es nach Temperaturanstieg und Knallgasbildung zu Explosionen, die die äußeren Hüllen der Reaktorblockgebäude zerstörten.
Der Vorfall wurde von der Japanischen Atomaufsichtsbehörde zunächst als INES Stufe 4 („Unfall“) von max. 7 eingestuft und am 18. März auf die Stufe 5 („Unfall mit weitreichenden Konsequenzen“) angehoben. Am Morgen des 12. April 2011 stufte die japanische Regierung den Unfall auf Stufe 7 der INES-Skala („Katastrophaler Unfall“) hoch. Bis dahin hatte nur die Nuklearkatastrophe von Tschernobyl (1986) diese höchste Einstufung erhalten.

##### Fukushima-Daiichi
Nachdem die Dieselgeneratoren der Notstromversorgung nach Überflutung durch den 14 Meter hohen Tsunami ihren Dienst versagt hatten, kam es am 12. März 2011 im 150 km vom Epizentrum entfernten Kernkraftwerk Fukushima Daiichi (Fukushima I) bei den Reaktorblöcken 1 bis 3 und im Abklingbecken von Block 4 zum Ausfall des Kühlsystems. In den Reaktorblöcken 1 bis 3 verdampfte daraufhin Kühlwasser. Zum Ausgleich des Kühlwasserverlusts und zur Kühlung erhielten alle drei Reaktorblöcke mit Borsäure als Neutronenabsorber versetztes Meerwasser von außen eingespritzt. Die Reaktorblöcke 4 bis 6 waren wegen Inspektionsarbeiten nicht in Betrieb; sind jedoch mit Brennstäben bestückt, die in den dortigen Abklingbecken lagern.
Die nach den Explosionen in Block 1 und 3 auf dem Gelände gemessene Dosisleistung (d. h. Strahlendosis pro Zeitspanne) betrug zwischen 20 μSv/h und 4 μSv/h. Nach der Explosion von Block 2 stieg die Dosisleistung kurzzeitig auf über 8 mSv/h, was das 16fache des Grenzwerts von 500 μSv/h bedeutet, sank jedoch kurz darauf wieder ab. Am Morgen des 15. März um 09:10 Uhr Ortszeit stieg die Strahlung nach der Explosion am Block 4 zeitweise auf 11,9 mSv/h und an einem Messpunkt direkt zwischen Block 3 und 4 wurden 400 mSv/h gemessen. Am Morgen des 16. März stieg die Strahlenexposition auf dem Kraftwerksgelände auf bis zu 1 Sv/h.
Die vorherrschenden ablandigen Winde sorgten dafür, dass die am Kernkraftwerk Fukushima Daiichi austretenden radioaktiven Wolken im Wesentlichen auf den Pazifik hinausgetrieben wurden. Messungen vom 14. März 2011 auf dem Flugzeugträger Ronald Reagan 160 km vor der Küste bestätigen dies. Auf Grund der gemessenen Strahlenexposition sah sich die US-Navy veranlasst, für ihre auf dem Weg nach Fukushima befindlichen Schiffe die Route zu ändern. Zeitweise trieb die Wolke allerdings nach Nordosten, so dass erhöhte Radioaktivitätswerte in der Luft am Kernkraftwerk Onagawa gemessen wurden, obwohl dort keine Radioaktivität austrat. Am frühen Morgen des 21. März kam es in der Präfektur Ibaraki auf Grund nordöstlicher Winde zu einem kräftigen Anstieg der Radioaktivität. An vielen Messstationen wurde kurzzeitig eine Energiedosis von 2 µGy/h überschritten.
Nachdem die Japanische Regierung am 11. März, 19:03 Uhr (Ortszeit), den Nuklearen Notfallzustand ausgerufen hatte, verfügte die Notfalleinsatzzentrale (Emergency Response Headquarters) der Präfektur Fukushima um 20:50 Uhr die Evakuierung der Bevölkerung in einem Radius von zwei Kilometern um das Kernkraftwerk Fukushima Daiichi. Später wurde dieser Radius dann auf Weisung des Premierministers schrittweise von zwei (11. März, 20:50 h) auf drei (11. März, 21:23 h), auf zehn (12. März, 5:44 h) und zuletzt zwanzig Kilometer (12. März, 18:25 h) erweitert, was bis zu 80.000 Einwohner betrifft. Bewohner in einem Umkreis von dreißig Kilometern wurden (15. März, 11 Uhr) darüber hinaus aufgefordert in ihren Häusern zu bleiben.

##### Fukushima-Daini
Im Kernkraftwerk Fukushima-Daini (Fukushima II) wiesen die Reaktorblöcke 1, 2 und 4 Störungen im Kühlsystem auf. Von dem Reaktorblock 3 wurden keine Probleme gemeldet. Aufgrund der Störungen wurde auch um das Kernkraftwerk Fukushima-Daini die Evakuierung im Radius von 10 Kilometer angeordnet, der nahezu vollständig innerhalb des 20 Kilometer weit reichenden Evakuierungsradius um das Kernkraftwerk Fukushima Daiichi liegt. Ein Kranführer stürzte ab und starb. Die Betreibergesellschaft TEPCO teilte am 15. März 2011 mit, dass die Kühlsysteme in allen vier Reaktorblöcken einwandfrei funktionieren.
Die IAEO/IAEA teilte am 12. März gegen 21 Uhr (MEZ) mit, dass – zusätzlich zu den Evakuierungen im Umkreis von Fukushima-Daiichi – bislang etwa 30.000 Anwohner innerhalb des 10-km-Radius um Fukushima-Daini evakuiert wurden und dass die Evakuierungsmaßnahmen noch nicht abgeschlossen seien. Seit dem 15. März, 18 Uhr (Ortszeit), sind alle vier Blöcke des Kernkraftwerks im kalten Zustand abgeschaltet. Die Vorfälle in den Blöcken 1, 2 und 4 wurden von der NISA mit der INES-Stufe 3 „Ernster Störfall“ eingestuft.

##### Onagawa
Im Kernkraftwerk Onagawa brach im konventionellen Teil der Anlage ein Brand im vom Reaktor getrennt stehenden Turbinengebäude aus, der bald unter Kontrolle gebracht werden konnte. Seit dem 12. März 1:17 Uhr (Ortszeit) sind alle drei Blöcke des Kernkraftwerks im kalten Zustand abgeschaltet.
Am 13. März meldete der Betreiber Tōhoku Denryoku der IAEO, dass in der Umgebung des Kraftwerks erhöhte Werte an Radioaktivität gemessen wurden und erklärte deswegen einen Störfall der niedrigsten Stufe.
Am 5. März 2012 stufte die Internationale Atomenergiebehörde den Störfall auf Stufe 2 der INES-Skala ein.

##### Tōkai
Im Kernkraftwerk Tōkai fielen am 13. März 2011 zwei von drei Kühlpumpen im Reaktorblock 2 aus. Eine Pumpe arbeitete weiterhin. Der Reaktor war ab dem 15. März 0:40 Uhr (Ortszeit) im kalten Zustand abgeschaltet. Der Reaktorblock 1 wurde bereits 1998 stillgelegt.

#### Wiederaufarbeitungsanlage
In der Wiederaufarbeitungsanlage Rokkasho, wo rund 3.000 Tonnen hochradioaktiven, abgebrannten Brennstoffs oberirdisch zwischenlagern, musste zwischen dem 11. März 2011 und dem 14. März 2011 aufgrund des Erdbebens die Stromversorgung auf dieselbetriebene Notstromaggregate umgestellt werden. Nach Aussage von Experten des JAIF seien diese Aggregate allerdings nicht darauf ausgelegt, langfristig zu laufen.

### Absage geplanter Ereignisse
Am 14. März 2011 gab die Internationale Eislaufunion bekannt, die Eiskunstlauf-Weltmeisterschaft 2011, die vom 21. bis 27. März in Tokio stattfinden sollte, aufgrund der Ereignisse auf unbestimmte Zeit zu verschieben. Des Weiteren wurden alle 41 Fußballpartien der J. League im März abgesagt. Auch der Große Preis von Japan der Motorrad-Weltmeisterschaft wurde vom 24. April auf den 2. Oktober verschoben.

## Wirtschaftliche Folgen

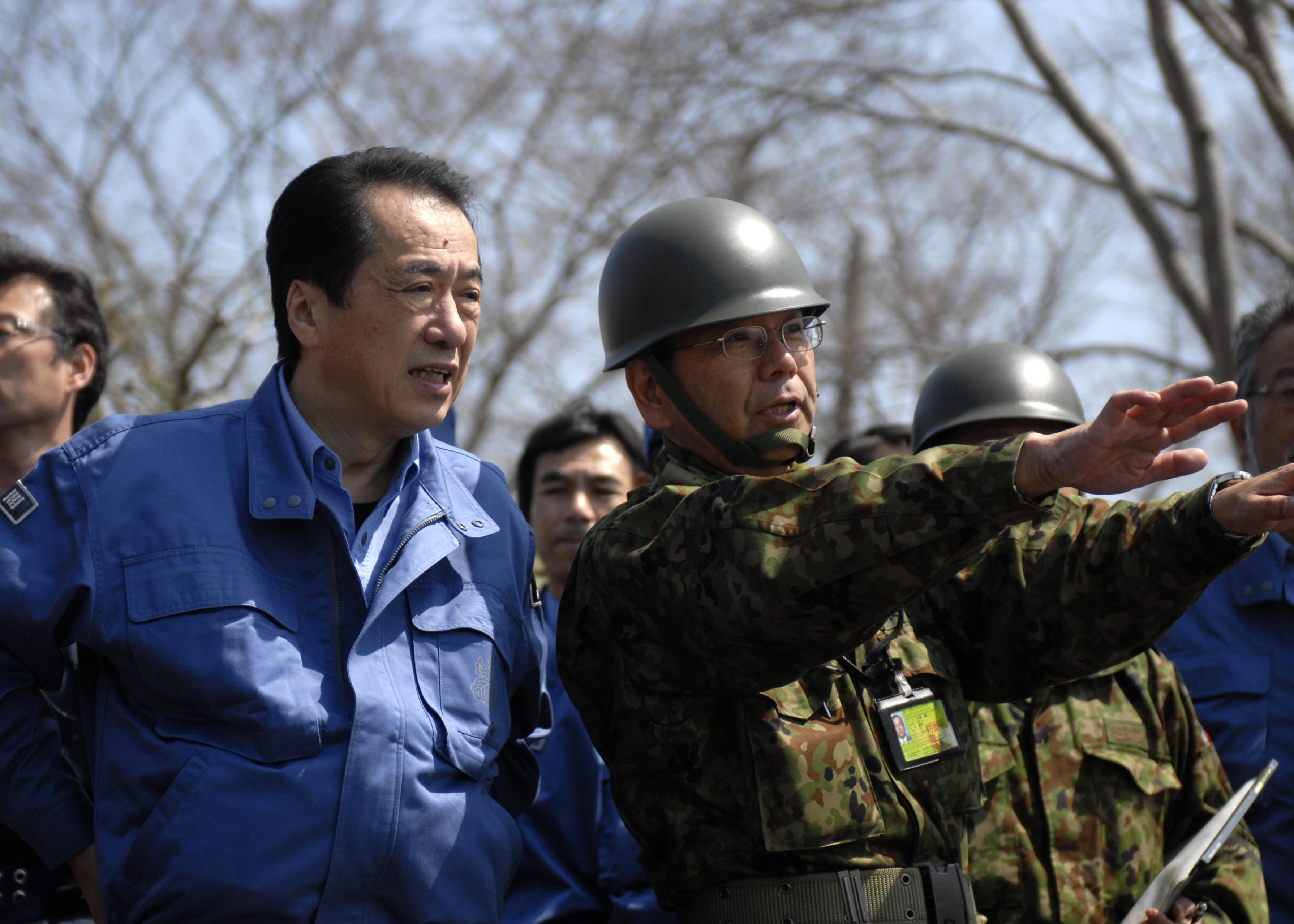
Ministerpräsident Naoto Kan wird über die Lage in der Ishinomaki Commercial High School (宮城県石巻商業高等学校) unterrichtet. Kan besuchte die zerstörte Hafenstadt Ishinomaki am 10. April 2011. Erstmals hatte Kan am 2. April Tsunamigebiet betreten, als er den zerstörten Hafen von Rikuzentakata per Helikopter von Tokio aus besucht hatte.

Die japanische Regierung hat die geschätzten Kosten der Schäden auf etwa 17 Billionen Yen beziffert. Werden jedoch die Havarien der Kernkraftwerke von Fukushima-Daiichi berücksichtigt, kann der Schaden als unermesslich betrachtet werden.
Der Ausfall der Reaktoren in den Kernkraftwerken Fukushima-Daiichi und -Daini hat Engpässe in der Energieversorgung im Osten und Nordosten Japans zur Folge. Der Energieversorger TEPCO, in dessen Versorgungsbereich 45 Millionen Menschen leben, erklärte, dass 27 Prozent seiner Energieerzeugung auf die Kernkraftwerke in Fukushima und Niigata entfallen. Aufgrund unterschiedlicher Netzfrequenzen in Japan kann das Gebiet mittelfristig nur geringfügig mit Strom aus dem Westen Japans versorgt werden.
Die japanische Regierung rief insbesondere Großunternehmen zu Stromeinsparungen durch Produktionsstilllegungen auf. Um einem Komplettausfall des Stromnetzes vorzubeugen, genehmigte Premierminister Naoto Kan für den 14. März einen Plan für die Rationierung der Energieversorgung in den Präfekturen Tokio, Chiba, Gunma, Ibaraki, Kanagawa, Saitama, Tochigi, Yamanashi und in Teilen der Präfektur Shizuoka. Dieser erfolgt stufenweise, d. h. die Präfekturen werden in drei Gruppen eingeteilt, die zweimal am Tag zu unterschiedlichen Zeiten für rund vier Stunden vom Stromnetz genommen werden. Ausgenommen waren 12 der 23 Bezirke Tokios, wo sich ein Großteil der Industrie befindet.
Einige Fabriken japanischer Automobilhersteller und Zulieferbetriebe wurden beschädigt. Deshalb standen am 14. März 2011 alle Produktionsbänder der Automobilhersteller still. Auch wurden einige bereits gefertigte Autos zerstört, die für den Export und den heimischen Markt vorgesehen waren. Toyota wollte bis Mittwoch (16. März) in zwölf Werken die Produktion in Japan einstellen, Honda bis Sonntag (20. März). Auch der Elektronikkonzern Sony stoppte die Produktion in acht Werken auf unbestimmte Zeit. Zu Auswirkungen auf die Automobilindustrie führte das Erdbeben auch weltweit. So mussten wegen des Ausfalls von Zulieferungen elektronischer Bauteile die Produktion in den Opel-Werken in Eisenach und Saragossa sowie in einem Werk von General Motors in den Vereinigten Staaten eingeschränkt werden.
Das Erdbeben, der Tsunami und die Reaktorzwischenfälle hatten negative Auswirkungen auf die Finanzmärkte. Der japanische Börsenindex Nikkei 225 schloss einen Tag nach der Katastrophe mit einem Minus von über 6 %. Nach drei Tagen betrug das Minus bereits 17,5 %, während er am 16. März 5,7 % hinzugewinnen konnte. Im Vergleich dazu verlor der Nikkei nach dem Erdbeben von Kōbe 1995 7,6 % und brauchte 11 Monate, um den alten Stand wieder zu erreichen.
Die japanische Zentralbank kündigte an, die Stabilität des Finanzmarktes so weit wie möglich zu sichern. Sie kaufte dazu Wertpapiere im Gegenwert von 44 Mrd. Euro an und stellte den Finanzmärkten insgesamt umgerechnet 350 Mrd. Euro zur Verfügung.
Nach Aussage von David Carbon, Manager der DBS Bank in Singapur, würden sich ihren Schätzungen zufolge die wirtschaftlichen Kosten der Katastrophe auf über 100 Mrd. US$ belaufen und somit etwa 2 % des Bruttosozialprodukts der japanischen Wirtschaft ausmachen. Die Weltbank schätzte die Sachschäden auf umgerechnet etwa 165 Mrd. Euro. Die japanische Regierung rechnete mit Schäden von bis zu 25 Billionen Yen (220 Mrd. Euro), ohne die Kosten für Produktionsausfälle und die Nuklearkatastrophe von Fukushima.

### Entschädigung
Das Bezirksgericht von Sendai verurteilte am 26. Oktober 2016 die Verwaltungen der Stadt Ishinomaki und der Präfektur Miyagi zur Zahlung von insgesamt 1,43 Milliarden Yen (rund 12,5 Mio. Euro) an die Eltern von 23 durch den Tsunami getöteten Kindern, die gemeinsam geklagt hatten. Insgesamt ertranken 74 Kinder und 10 Lehrer, die gemeinsam die Weisung der Behörden befolgt hatten, im Schulhof zu bleiben. Einige Lehrer hatten abgeschätzt, dass die Flutwelle die Ōkawa-Volksschule erreichen könnten, und man hatte vor, auf einen nahen Hügel zu flüchten, wofür 40 Minuten Zeit gewesen wäre.

## Internationale Hilfe

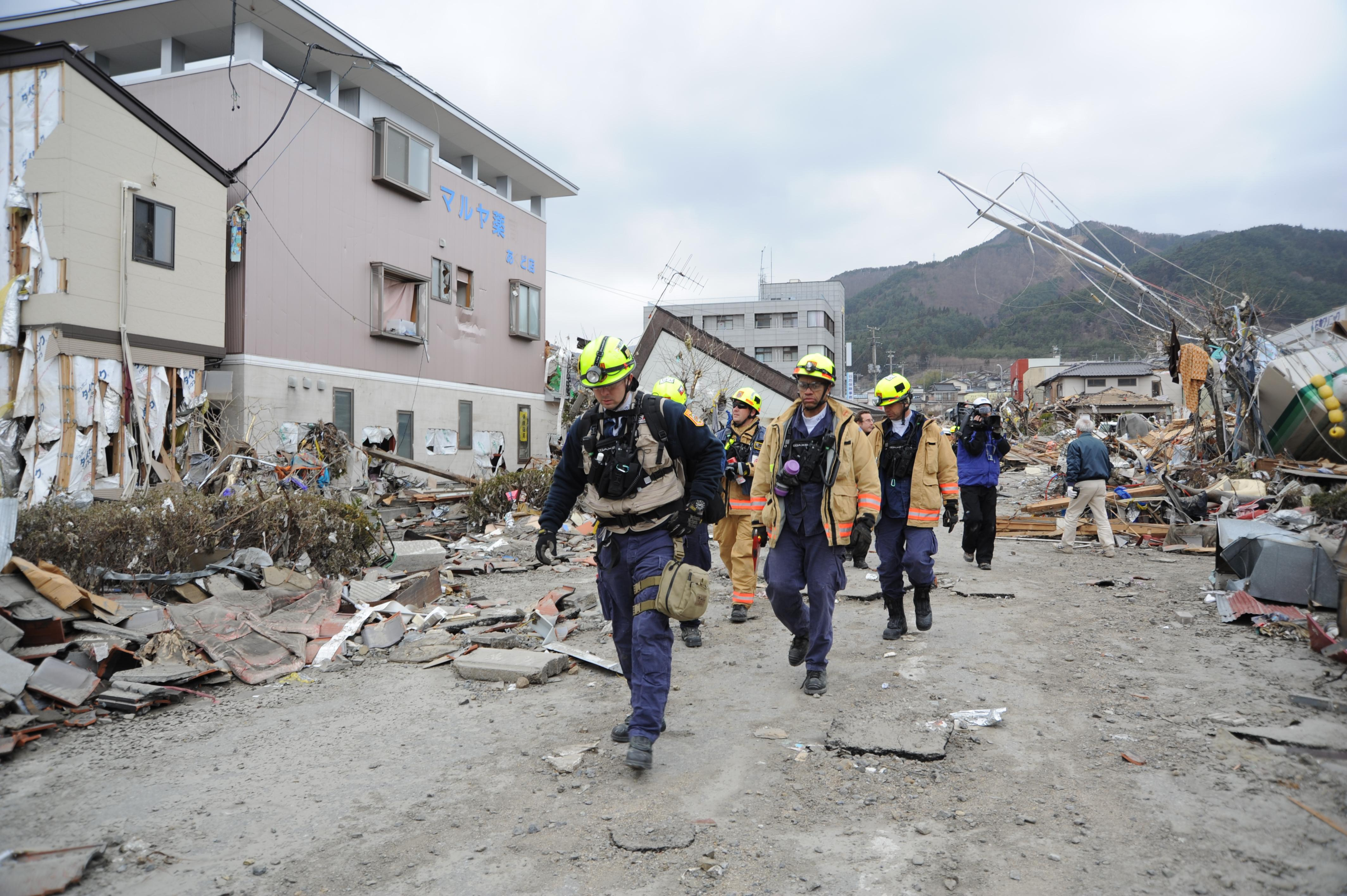
Eintreffen eines US-amerikanischen USAR-Teams in dem vom Tsunami verwüsteten Ort Ōfunato in der Präfektur Iwate auf Honshū

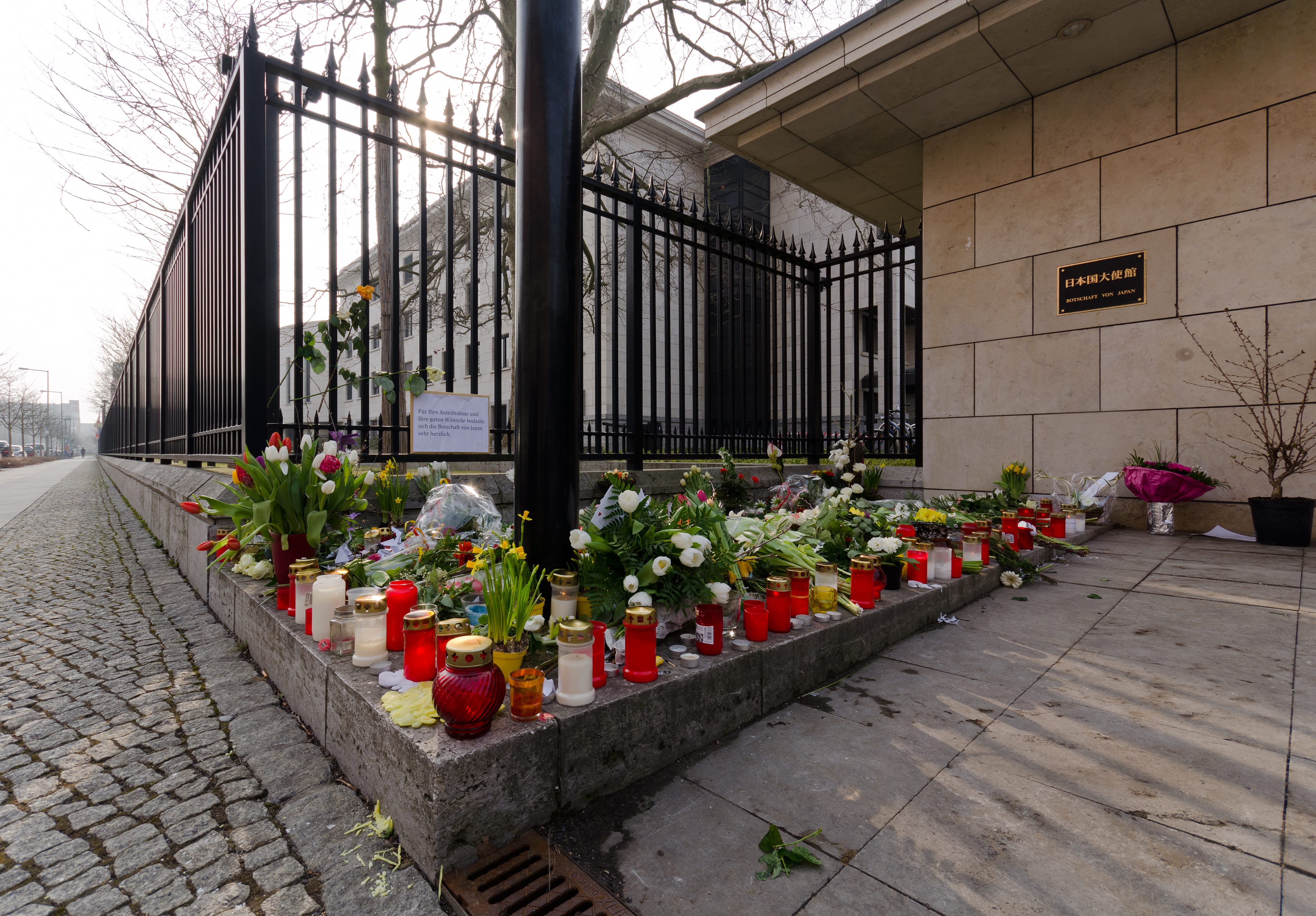
Blumen und Kerzen am Eingang der Japanischen Botschaft in Berlin

Weltweit haben viele Nationen Japan Hilfe angeboten, darunter Deutschland, die USA (schickte die Ronald Reagan und begann unter Einbeziehung der japanischen US-Basen die Hilfsoperation Tomodachi), Frankreich, Großbritannien, Russland, Südkorea, China und die Schweiz. Japan bat die Europäische Union offiziell um Katastrophenhilfe. Zur Koordination der Hilfsmaßnahmen wurde über das Beobachtungs- und Informationszentrum der Europäischen Union der EU-Zivilschutz-Mechanismus aktiviert.
Die deutsche Bundeskanzlerin Angela Merkel sprach den Angehörigen ihr Beileid aus und sicherte dem Staat Hilfe zu. In diesem Rahmen trafen am 12. März 2011 ein Vorausteam der Hilfsorganisation I.S.A.R. Germany (International Search and Rescue) und am 13. März ein Erkundungsteam des THW und dessen Schnelleinsatzeinheit Bergung Ausland (SEEBA) in Japan ein. Beide brachen ihre Rettungseinsätze ab. Ersteres kehrte direkt nach der Ankunft um und begründete dies mit der Strahlengefahr, das THW brach den Einsatz nach zwei Tagen (14./15. März) ab, da die japanische Feuerwehr ihnen den Zugang ins Katastrophengebiet u. a. wegen „Tsunamigefahr“ und evtl. Dieselmangels verwehrte. Ein anderes Einsatzgebiet sei den Helfern nicht zugeteilt worden. Die Schweizer Bundespräsidentin und Außenministerin Micheline Calmy-Rey hatte Japan ebenfalls ein Hilfsangebot unterbreitet. Das Schweizer Team war wie das THW Minamisanriku zugeordnet, blieb jedoch einen Tag länger bis zum 16. März. Danach wurden beide Teams von Teams aus Australien und Neuseeland abgelöst.
Weitere Rettungsteams kamen aus:
- Südkorea (14. bis 23. März) in Sendai,
- Singapur (13. bis 15. März) in Sōma,
- USA (15. bis 19. März) in Kamaishi und Ōfunato,
- Volksrepublik China (14. bis 20. März) in Ōfunato,
- Vereinigtes Königreich (15. bis 17. März) in Kamaishi und Ōfunato,
- Mexiko (15. bis 17. März) in Natori,
- Australien (16. bis 19. März) in Minamisanriku,
- Neuseeland (16. bis 18. März) in Minamisanriku,
- Frankreich (16. bis 23. März) in Hachinohe und Natori,
- Russland (16. bis 18. März) in Ishinomaki,
- Mongolei (17. bis 19. März) in Natori und Iwanuma,
- Türkei (20. März bis 8. April) in Ishinomaki, Shichigahama und Tagajō,
- Indonesien (19. bis 23. März) in Ishinomaki und Shiogama,
- Südafrika (19. bis 25. März) in Ishinomaki, Natori und Iwanuma,
- Israel (29. März bis 10. April) in Minamisanriku,
- Indien (29. März bis 6. April) in Onagawa,
- Jordanien (25. April bis 12. Mai) in der Präfektur Fukushima,
- Thailand (8. Mai bis 3. Juni) in der Präfektur Fukushima,
- Sri Lanka (12. Mai bis 1. Juni) in Ishinomaki,
- Philippinen (28. Juni bis 11. Juli) in den Präfekturen Iwate und Miyagi, sowie
- Taiwan in Iwanuma und Natori.

Um die Folgen des Tsunamis zu beurteilen und Hilfseinsätze besser planen zu können, wurden vom Zentrum für Satellitengestützte Kriseninformation (ZKI) am DLR-Standort Oberpfaffenhofen vergleichende Satellitenbilder bereitgestellt.
Besonders in der benachbarten Republik China (Taiwan) war die Anteilnahme an der Katastrophe groß: die Gesamtsumme der Spenden aus dem Inselstaat belief sich auf 260 Millionen US-Dollar (90 % davon von privaten Spendern). Das Land war damit nach zur Verfügung gestellter Summe das größte Geberland weltweit. Um der Bevölkerung des Inselstaates erneut für ihre großzügige Unterstützung zu danken, entschied sich die japanische Regierung ein Jahr nach dem Erdbeben dazu, mehrere Fernsehspots mit Dankesworten in Taiwan auszustrahlen.
Hilfe kam auch aus vielen Entwicklungsländern. Osttimor wollte 100 Helfer nach Japan zur Trümmerbeseitigung schicken. Siebzehn lateinamerikanische und vier afrikanische Länder haben ihre Hilfe angekündigt. Afghanistan spendete 50.000 US-Dollar. Namibia hat eine Million US-Dollar zur Verfügung gestellt. Die Volksrepublik China sagte humanitäre Hilfe im Wert von 4,5 Mio. US-Dollar zu, ebenso wie Albanien, das einen Fonds von 100.000 US-Dollar versprach. Hilfe kam auch aus Pakistan. Die Malediven lieferten 90.000 Dosen Thunfisch zur Versorgung der notleidenden Bevölkerung.
Aus Presseberichten geht hervor, dass die japanischen Behörden nur ungenügend Informationen über benötigte Hilfsgüter bereitstellten.

## Fernsehansprache des Tennō Akihito
Am 16. März 2011 wandte sich Tennō Akihito in einer Fernsehansprache an das Volk. Fünf Tage nach dem Erdbeben äußerte er sich öffentlich zu den Ereignissen und informierte die Bevölkerung, dass er Beileidsbekundungen aus aller Welt erhalten habe. Er dankte der internationalen Gemeinschaft für die Unterstützung und zeigte sich bewegt darüber, wie ruhig die Menschen blieben und wie geordnet alles ablaufe. In solch einer Krise müsse man sich gegenseitig verstehen und helfen.
Dies war in der Geschichte der japanischen Nation erst das zweite Mal, dass sich ein Tennō zu einem aktuellen Ereignis mit einer direkten Botschaft an das Volk wandte, und zugleich das erste Mal in Form einer Fernsehübertragung. Zuvor hatte am 15. August 1945 Tennō Hirohito in einer berühmt gewordenen Radioansprache das Volk über die Kapitulation Japans im Zweiten Weltkrieg unterrichtet.

## Sonstiges
2012 erforschte Marum mit dem Forschungsschiff Sonne die Auswirkungen des Bebens auf den Meeresboden.
Als besondere Form des Gedenkens der Opfer dieser Katastrophe wurde in Ōtsuchi ein Windtelefon etabliert.